# Debates eleitorais televisionados no Brasil

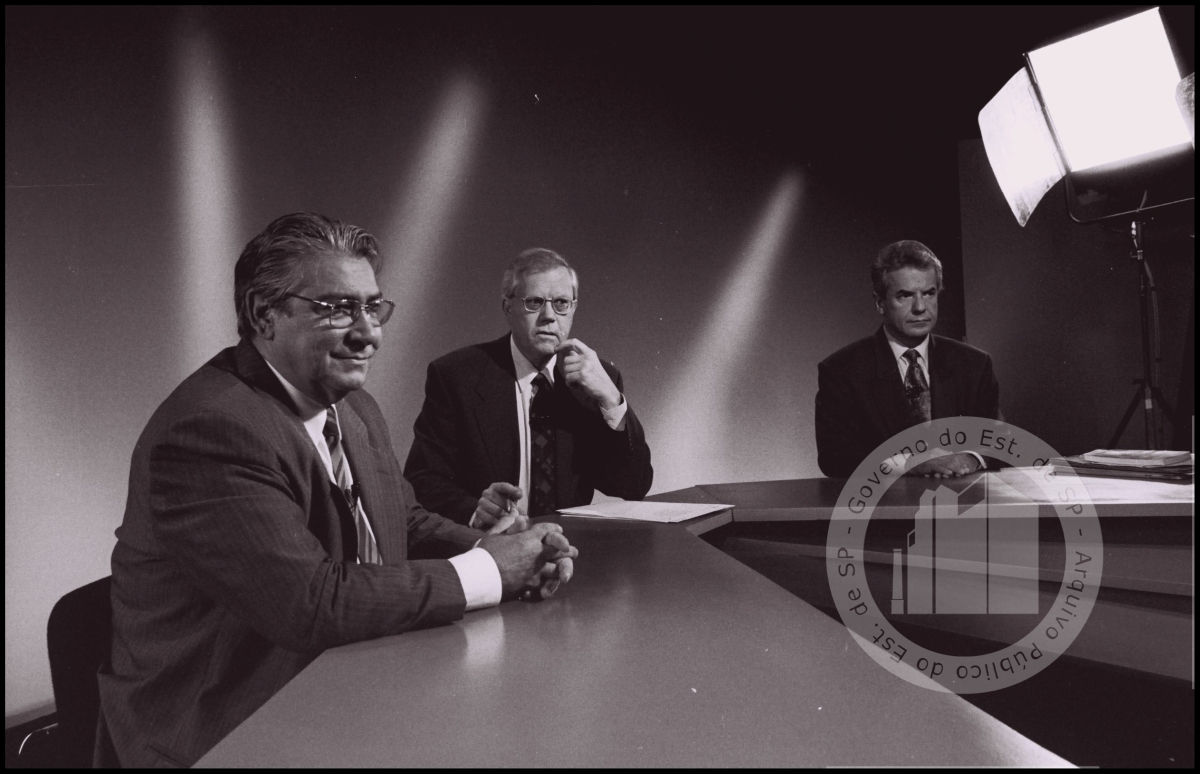
O jornalista e sociólogo Joelmir Beting (centro) mediando debate televisivo entre Mário Covas e Francisco Rossi durante a campanha eleitoral de 1994

Os debates eleitorais televisionados no Brasil são, em suma, um choque ideológico, ora duelado intensamente, ora unissonante, ora ofensivamente, ora pacificamente entre agentes debatedores, ou seja, candidatos à presidência (sendo chamado debate presidencial), aos Governos do Estado e às Prefeituras, em horário agendado antecipadamente nas emissoras de televisão brasileiras (prática iniciada em 1982), ao vivo, vislumbrando as eleições realizadas no Brasil, a cada dois anos, sobre temáticas que teoricamente envolvem interesses em jogo para o telespectador, com o objetivo oficial de auxiliar a escolha de um candidato ou de uma ideologia para representar diretamente o eleitor no cargo eletivo. Em todos os debates existem a figura do mediador, a pessoa que atua como intermediário entre os candidatos.

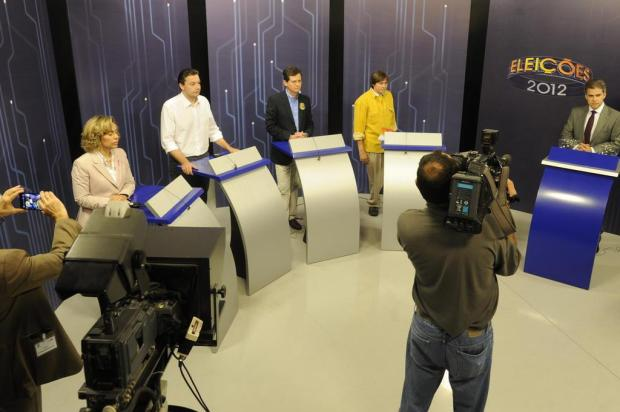
Exemplo de um ambiente de debate televisionado; na imagem, candidatos a Prefeitura de Blumenau, nas eleições de 2012

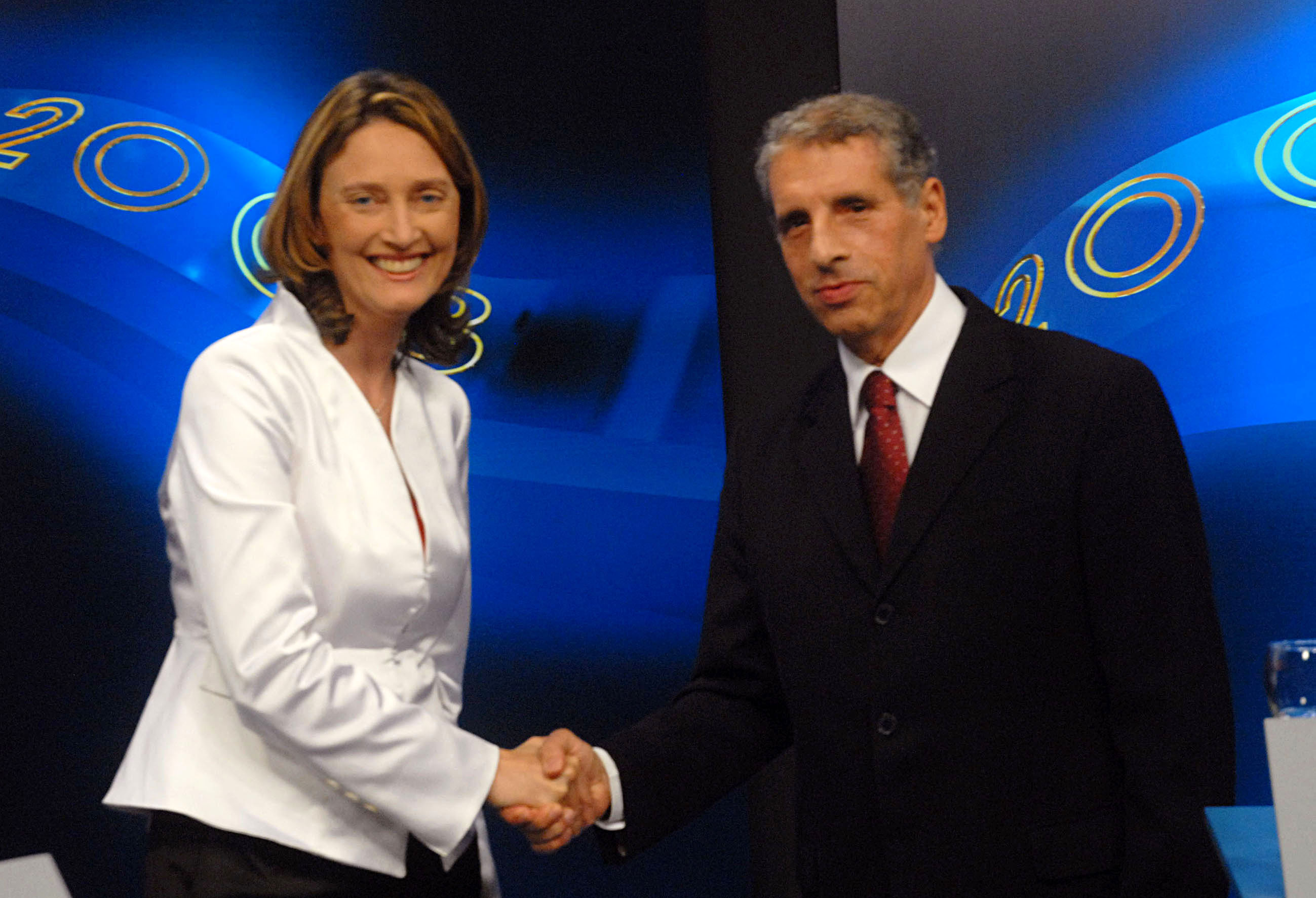
Maria do Rosário e José Fogaça, candidatos a Prefeitura de Porto Alegre em 2008, em um debate na TV

Os temas discutidos no debate são muitas vezes as questões mais controversas da época, e, possivelmente, as eleições foram quase decididas pela repercussão (por exemplo, o último debate presidencial de 1989 com Lula e Collor). Os debates são direcionados principalmente para os eleitores indecisos, aqueles que tendem a não ser parcial a qualquer ideologia ou partido político.
São realizadas no final do ciclo eleitoral, depois dos partidos políticos terem indicado seus candidatos. Os candidatos ao pleito se encontram em um grande salão, muitas vezes nos estúdios da emissora, diante de uma plateia de cidadãos. Os formatos dos debates têm variado, com perguntas, por vezes, de mediadores, jornalistas e em outros casos populares.
A especialista em Comunicação Social e pesquisadora na Universidade Nova de Lisboa Janaína Leite, mostra na obra "Os presidenciáveis no ringue eletrônico", reproduzindo afirmação de Jeffery Auer no livro The counterfeit debates que ocorre num debate "verdadeiro": “(1) um confronto, (2) em tempo igual e adequado, (3) entre opositores de mesmo nível, (4) com temática pré-definida e declarada, (5) para conquistar a audiência”, o que seria "impossível" na linha de raciocínio de Auer, devido ao conflito dos interesses em jogo de políticos, telespectadores e meios de comunicação.
Leite também afirma nos debates eletrônicos, principalmente entre presidenciáveis à semelhança dos eventos desportivos, "(…)por sua importância e capacidade de mobilização mediática – podem ser considerados combates regulamentados, precedidos de longas deliberações a respeito das 'regras do jogo'(…)". Regras de jogo estas, que condicionalmente atribuem aos combatentes chances iguais de vitória, ponto crucial em qualquer debate televisionado e fruto de litígio. A pergunta-chave, formulada após o debate é: "Quem ganhou o debate?", cujo juiz e o executor da resposta é a audiência (com influências externas), que também torce para seu(sua) candidato/ideologia ser o/a aclamado(a).
Pode-se pressupor que a história destes dos debates transmitidos via televisão (inclusive no Brasil) está intimamente ligada a dois pontos centrais: a tecnologia (através das inovações e invenções proporcionadas pela propagação da televisão) e a evolução, adicionado ao amadurecimento do contexto político (implantação de regime político que estabeleça a participação e a democracia, através do voto popular).

## Comparecimento
Na história do Brasil, muitos acreditam que, nos teledebates, aquele que comparecer aos debates televisionados tendo muitas intenções de voto nas pesquisas corre grande risco de ser prejudicado no pleito ao cargo majoritário, devido à sua exposição.
Leite cita a declaração do marqueteiro responsável pela imagem do candidato Lula em 2002, Duda Mendonça, no livro "Casos e coisas", para dar ênfase nesta questão no ponto de vista da propaganda eleitoral, onde diz que a "decisão [de frequentar debates] pode variar de lugar para lugar, de candidato para candidato, de campanha para campanha e, sobretudo, em função da posição que o sujeito ocupa nas pesquisas eleitorais."
Podemos citar vários casos de não-participações de debates eletrônicos: o dos presidenciáveis Fernando Collor (apenas no primeiro turno) - no pleito de 1989, Fernando Henrique Cardoso - no pleito de 1998, Luiz Inácio Lula da Silva (apenas no primeiro turno) - no pleito de 2006, e Jair Bolsonaro (apenas no segundo turno) - no pleito de 2018.

## Formato

### Abertura
De forma geral, nos primeiros segundos depois do teledebate entrar no ar o mediador faz a saudação ao público, anuncia a realização do debate televisivo e apresenta a presença dos candidatos.
Um exemplo de como um mediador faz a abertura do debate, logo após a vinheta e apresentação panorâmica do estúdio é este:
| “ | 22 horas e 20 minutos. Boa noite, senhoras e senhores. A RBS TV realiza a partir de agora, o último e decisivo debate entre os candidatos à prefeitura da capital. Estão aqui nos estúdios os dois candidatos que disputam o segundo turno das eleições de 2008: Maria do Rosário, do PT e José Fogaça, do PMDB. De imediato, vamos às regras do programa. | ” |

Nas eleições gerais de 2010, nos dois teledebates presidenciais hospedados na Bandeirantes, houve duas apresentações da Orquestra Filarmônica Bachiana do Sesi.

### Regras
As "regras do jogo" nos debates televisionados brasileiros, de forma genérica, são sempre didaticamente explicadas via mediador, investindo bastante tempo fazendo a locução da mecânica do debates eletrônicos aos candidatos, ao público presente e aos telespectadores(os que possuem interesses) a cada bloco do teledebate, dada a sua complexidade das regras e o os tipos de estratégia adotadas pelos candidatos.

#### Perguntas, respostas, réplicas, tréplicas e direitos de resposta
Geralmente seguem estas linhas mestras.
1. Em alguns debates, há declarações de abertura e de fechamento(considerações finais), ou apenas a última.
2. Um sorteio determina a ordem de todos os candidatos para fazerem as perguntas, em período de tempo determinado, sendo que o sorteado escolherá quem irá responder, com os temas às vezes também decidido em sorteio. Existe algumas vezes, a possibilidade de o candidato que irá perguntar ser sorteado, assim como quem dará a resposta e como pode haver uma limitação ao número de vezes que um candidato possa perguntar e responder para que seja assegurado que todos perguntem e respondam.
3. O opositor adquire certo tempo para responder a pergunta. Depois deste período, o candidato que fez a pergunta agora faz a réplica, para refutar a argumentação. E o candidato que interrogou terá um tempo para tréplica, a contestação para a refutação.
4. Dependendo do formato feito através de acordo entre os partidos políticos, os jornalistas, o mediador ou populares também podem fazer perguntas, para que um dos candidatos ao pleito responda e outro candidato dê sua réplica.
5. Pode também ser concedido "direito de resposta" ao candidato que sofreu ofensa de natureza moral ou ideológica.
6. Em alguns debates com candidatos a presidente, governador ou prefeito utiliza-se um cronômetro à vista do telespectador, portando um medidor de tempo de cada pergunta, resposta, réplica, tréplica ou direito de resposta. No passado utilizava-se um sinal sonoro para determinar oficialmente o esgotamento do tempo, motivo de polêmica na época nos debates presidenciais de 1989.

Um exemplo de como um mediador explica as regras, logo após a abertura do debate é este:
| “ | O debate terá 4 blocos. No primeiro e no terceiro os temas serão livres. Os candidatos trocam perguntas sobre os assuntos que quiserem. No segundo e quarto blocos os temas serão definidos por sorteio. Os candidatos se alternam nos questionamentos. Um sorteio prévio definiu que José Fogaça abra o debate. Maria do Rosário começa o segundo e o terceiro blocos. E o último bloco é começado por José Fogaça. Os candidatos terão 30 segundos para a pergunta, 1 minuto e meio para a resposta, 1 minuto e meio para a réplica e 1 minuto para a tréplica. No quarto bloco os candidatos terão ainda 2 minutos para as considerações finais. As regras não permitem ofensas pessoais e acusações que atinjam a honra e a dignidade dos adversários. Se um candidato citar de uma forma ofensivo o adversário ou o partido ou o governo aos quais ele esteja ligado, o candidato que se sentir ofendido poderá solicitar direito de resposta. O pedido será avaliado pela coordenação do debate. As regras também não permitem que um candidato fale fora de hora. Nosso objetivo aqui é mais uma vez oferecer uma discussão sobre propostas e ideias que ajudem na escolha do eleitor. | ” |

Alguns alegam que esta explicação das regras do jogo é uma maneira de transmitir uma "suposta" neutralidade da emissora quanto a escolha do candidato "vencedor" do teledebate e o que de fato incentiva o eleitor a assistir o debate eleitoral é o desejo de vigiar os candidatos presentes, verificar o cumprimento das regras e se a emissora/hospedadora do debate está favorecendo alguém.

### Mobilidade
É permitido aos candidatos ficarem em pé atrás das suas "bancadas", nas laterais do estúdio com o mediador ao centro. Nos debates televisionados hospedados pela Rede Globo entre candidatos à presidente(iniciado em 2002 - apenas no segundo turno) rompeu-se esta regra, dando-lhes autonomia para movimentar-se pela arena.

### Impedimentos no transcorrer do debate
Precisamente em 1997, ficou proibida, via Lei Eleitoral, da apresentação de montagens ou recursos visuais durante entrevistas (como nos telejornais) ou debates em que o candidato ao pleito participa, por causa de suspeitas de favorecimento.
Já em 2007, a Lei Eleitoral vetou aos candidatos o uso dos papéis e pastas(dossiês), supostamente para chantagear candidatos adversários. Esse tipo de caso não era raro, porque o candidato Fernando Collor carregava uma pasta rosa com informações que desestabilizariam o concorrente Luiz Inácio Lula da Silva num debate durante o segundo turno das eleições presidenciais de 1989. Num debate dos "prefeituráveis" na cidade do Rio de Janeiro em 2004, o candidato Cesar Maia carregava uma ata da reunião de uma creche em que supostamente faltava pão, causando irritação de outro candidato, Luiz Paulo Conde.

### Duração e mediação
Atualmente, debates televisionados entre candidatos aos cargos majoritários de forma praticamente generalizada possuem duração próxima das duas horas, com espaço para anúncios publicitários, para seguir a legislação eleitoral brasileira vigente.
Nos debates televisionados brasileiros, as emissoras que hospedam o debate televisionado escalam de forma geral os principais âncoras de seus telejornais para mediarem.

## Impacto no eleitor
Em pesquisa realizada pelo Datafolha nos meses de julho e agosto de 2000, em São Paulo com a pergunta "Você diria que são muito importantes, um pouco importantes ou nada importantes para você decidir o seu voto[...]", com a temática da importância da informação, o item "debate entre os candidatos na TV e rádio", dentre vários itens foi citado como "muito importante" por 51% dos entrevistados em julho de 2000 e 49% em agosto de 2000.
Também, segundo pesquisas de opinião (publicadas pelo Datafolha), na cidade de São Paulo, os debates televisionados possuem impacto menor sobre as preferências. 42% dos entrevistados diriam que a chance de mudar o voto é grande (18%) ou média (24%). Entretanto, 45 em cada 100 entrevistados diriam que a chance de mudar o voto devido a um debate é nenhuma (45%). A pesquisa foi realizada durante as eleições de 2000 (setembro).

## Histórias e polêmicas

### Ponto de referencial
Geralmente estes clássicos acontecimentos na América Anglo-Saxônica e na Comunidade Europeia são lembrados como as alavancas para este tipo de evento televisivo:

#### Debate presidencial nos Estados Unidos
- Na etapa final da corrida eleitoral de 1960, uma série de três debates presidenciais nas eleições presidenciais nos Estados Unidos da América entre o candidato do Partido Democrata, John Fitzgerald Kennedy (lembrado por seu acrónimo JFK) e Richard Nixon, o candidato do Partido Republicano. Em 26 de setembro, 70 milhões de telespectadores viram o primeiro debate presidencial televisionado da História dos Estados Unidos. Antes do primeiro debate, Nixon tinha passado duas semanas no hospital devido a uma lesão na perna, usava uma barba e não queria maquiagem. Ele parecia tenso e desconfortável, enquanto Kennedy apareceu relaxado. No final do debate a maior parte do público julgou que JFK como o vencedor. Entretanto quem escutou no rádio alegou que Nixon como vencedor ou disseram que o resultado foi um empate.[14] Em 7 de outubro o segundo debate foi realizado e o terceiro e último debate foi realizado no dia 13 de outubro. Atualmente, os debates televisionados são considerados fundamentais na política americana, mas foi o debate Kennedy vs. Nixon de 1960, no tempo em que a televisão teria um papel dominante na política. Após o debate, a campanha de Kennedy ganhou impulso, conseguiu superar Nixon em alguns pontos na maioria das pesquisas. Na terça-feira, 8 de novembro de 1960, JFK derrotou Richard Nixon (que numa posterior eleição seria eleito presidente), em uma das eleições presidenciais mais apertadas do século XX. No voto popular nacional, Kennedy venceu com 49,7% dos votos contra 49,5% do concorrente, enquanto no Colégio Eleitoral ganhou com 303 votos contra 219 (269 eram necessários para vencer)..[15][16] Outro momento lembrado nos debates televisionados nos Estados Unidos é um momento num debate entre candidatos à vice-presidente: o republicano Dan Quayle (vice de George H. W. Bush e o democrata Lloyd Bentsen, da chapa de Michael Dukakis: “Senador, eu trabalhei com Jack Kennedy. Eu conhecia Jack Kennedy. Jack Kennedy era meu amigo. Senador, você não é Jack Kennedy”, disse Bentsen, que foi refutado alegando ser desnecessário. Mas Bentsen insistiu que foi Quayle quem fez a comparação.

#### Debate presidencial na França
- A intelectualidade francesa alimenta constantemente clássicos debates presidenciais em corridas eleitorais - tradicionalmente ocorrem entre os dois turnos das eleições presidenciais, e são transmitidos em território francês. Com a Constituição francesa de 1958 e a eleição presidencial francesa de 1965, o contato direto telespectador-político era feito através dos pronunciamentos, assim como cobertura das viagens presidenciais e as conferências de imprensa. Com o estabelecimento da eleição do Presidente da República Francesa em sufrágio universal, foi aprovado a regra de que os candidatos rivais iriam dispor da mesma quantidade de tempo para falar.[17] O que seria o primeiro debate televisionado francês ocorreu na eleição de 1965 entre Valéry Giscard d'Estaing (tendência conservadora) -François Mitterrand (progressista) na emissora ORTF, vinda com usos de frases de efeito, ditas pelos pretendentes e lembradas pela audiência nas manchetes políticas após os debates. A frase “Você não tem o monopólio do coração dos franceses; você é um homem do passado”, se transformou em lema.[18][19] O debate durou 1 hora e 30 minutos e tinha no seu cenário dois grandes cronômetros que marcavam o tempo de cada candidato nas respostas, com a pretensão de transmitir credibilidade ao novo modelo de argumentação política em um país recém-chegado à alternância de poder. No teledebate, alega-se que Mitterand, apesar de sua experiência foi surpreendido pela postura de Giscard.[20] Marcou época também o teledebate da eleição presidencial de 1988 com François Mitterand e Jacques Chirac (primeiro-ministro à época, tendência conservadora): “Esta noite, eu não sou o primeiro-ministro. E o senhor não é o presidente da República. Somos dois candidatos. Iguais e que se submetem ao julgamento dos franceses. É isso que importa”, disse Chirac. Mas Mitterand foi na direção oposta: “De qualquer forma, tem toda a razão, senhor primeiro-ministro”.[21]. A França republicana permite que o presidente da República e o primeiro-ministro "coabitem", sem poder de demissão.

#### Debate presidencial na Península Ibérica
- Nos países na Península Ibérica em que houve regimes democráticos são jovens, como Brasil, Portugal e Espanha, os debates televisionados são recentes. Na Espanha, a experiência se iniciou em 24 de maio de 1993, com Felipe González e José María Aznar com roteiro histórico com pinceladas similares ao debate JFK-Nixon.[22] No primeiro debate, as fontes alegam que Aznar venceu, por estar mais disposto. Mas González se recuperou no debate seguinte e o Partido Socialista Obrero Español fez novamente seu primeiro-ministro, diferentemente do que aconteceu no fim dos teledebates americanos.[23]  Em Portugal o debate televisionado, começou no ciclo pós-eleitoral, sem intenção de angariar votos entre os líderes do partido em 1976.

#### Debate dos líderes noReino Unido
- Na sistema político do Reino Unido, que é uma monarquia constitucional, os debates televisionados têm um outro contexto: os Estados Unidos, possuem regime presidencialista numa República e os britânicos em um regime parlamentarista, com um premiê sendo considerado a figura máxima do partido político, além disso os discursos dos assuntos políticos são feitos na Câmara dos Comuns, reduzindo a possibilidade de debates. Mas na disputa de 2010 iniciaram uma temporada de debates com o formato televisionado entre os postulantes Gordon Brown (trabalhista), David Cameron (conservador) e Nick Clegg (liberal democrata). Os debates duraram 90 minutos e foram transmitidos semanalmente pela ITV, BSkyB e a BBC com cerca de três quintas-feiras sucessivas a partir de 15 de abril. A primeira metade de cada debate centrou-se em um tema particular (temas domésticos, assuntos internacionais e econômicos), antes de questões gerais que foram discutidas. As perguntas não foram divulgadas aos líderes antes do debate.

### Surgimento do embrião
O primeiro indício do que seria uma tentativa de se hospedar um debate político estava marcada para 15 de setembro de 1960, dentro do programa Pinga-Fogo, na TV Tupi. Adhemar de Barros e Teixeira Lott aceitaram, entretanto Jânio Quadros recusou o convite para o debate, optando por participar de um comício em Recife.
Com a implantação do regime militar brasileiro, ficou automaticamente mais alto o grau de dificuldade de um debate televisionado acontecer em rede. Apesar disso, segundo registros existentes, o primeiro debate televisionado ocorreu no Rio Grande do Sul, em 9 de setembro de 1974, entre candidatos ao Senado: Nestor Jost pela ARENA vs Paulo Brossard, pelo MDB. O teledebate foi transmitido pela TV Gaúcha, atual RBS TV.

#### A Lei Falcão
Para impedir novas derrotas eleitorais do partido governista já registradas nas eleições estaduais de 1974, através do Aliança Renovadora Nacional (ARENA), o então ministro de Justiça, Armando Falcão, em 1º de julho de 1976, elabora um decreto que restringia a propaganda eleitoral na TV, permitindo apenas que fosse mencionado a legenda do candidato, seu curriculum vitae, número de registro na Justiça Eleitoral, fotografia do candidato, mais o horário e local dos comícios do mesmo, o que segundo alguns críticos, criava um cenário onde candidatos mais abonados ou de partidos políticos mais ricos seriam apresentados ao público votante de forma exatamente igual a candidatos mais pobres ou de partidos com menor capacidade econômica. Apesar da Lei Falcão (Lei n.º 6339/76), foram registrados alguns debates em 1982. As restrições da Lei Falcão só seriam revogadas em 1984, a partir da liberação da propaganda eleitoral na televisão. Em 1985, foi regulamentada uma legislação própria para propaganda gratuita no rádio e na televisão. A Lei n.º 9.504/97, art. 107, revogou totalmente o art. 250 do Código Eleitoral e atualmente é quem regulamenta a propaganda eleitoral no país, assim como os debates.

### 1982-1985: Primeira temporada de debates
Em 1982, ainda embrionários, os debates políticos televisionados voltam nas eleições de 1982. A TVS (22 de março , mediado por Ferreira Netto) e a Rede Bandeirantes(em 13 de setembro, mediado por Joelmir Beting), televisionaram, na esteira dos debates políticos e televisionados vistos na Europa e Estados Unidos(iniciados com o debate televisionado Kennedy vs. Nixon). No primeiro debate, participaram Reynaldo de Barros (PDS) e Franco Montoro (PMDB). Mas ainda em 1982, o TSE reviu a restrição de debates. Apesar de polêmicas, um segundo debate eleitoral televisionado ocorreu e participaram Reynaldo de Barros (PDS), Franco Montoro (PMDB), Jânio Quadros (PTB), Lula (PT) e Rogê Ferreira (PDT). Adicione-se também dois debates eleitorais televisionados pela Rede Globo de Televisão no estado do Rio de Janeiro (nos dias 14 de agosto e 12 de setembro), reunindo os cinco candidatos ao Governo do Estado do Rio de Janeiro: Moreira Franco (PDS), Leonel Brizola (PDT), Sandra Cavalcanti (PTB), Miro Teixeira (PMDB) e Lysâneas Maciel (PT).
Apesar de jovem, o debate televisionado brasileiro acumulava fatos incomuns e controvérsias. Em debate eletrônico promovido durante as eleições municipais no Brasil em 1985 pela Rede Globo, o candidato Eduardo Suplicy (PT), levou consigo uma tartaruga e um coelho de pelúcia, símbolos de sua campanha. Em outro fato, com grau de polêmica maior do que o anterior, o jornalista Boris Casoy interrogou ao então candidato à prefeitura de São Paulo, Fernando Henrique Cardoso (PMDB), se "acreditava em Deus". O candidato respondeu que o jornalista "havia prometido não fazer essa pergunta". A resposta de Cardoso teve repercussão na grande mídia e é considerada um dos fatores que causaram a sua derrota no pleito para Jânio Quadros. Jânio não havia comparecido ao teledebate.

### 1989: Debates presidenciais exibidos ao vivo pela televisão com popularidade

Presidenciáveis no segundo turno
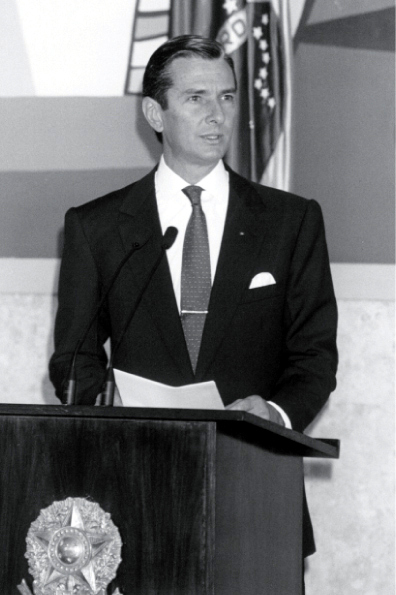
Fernando Collor, foi deputado federal, ex-prefeito de Maceió. Também foi Governador do Estado de Alagoas, no Brasil.
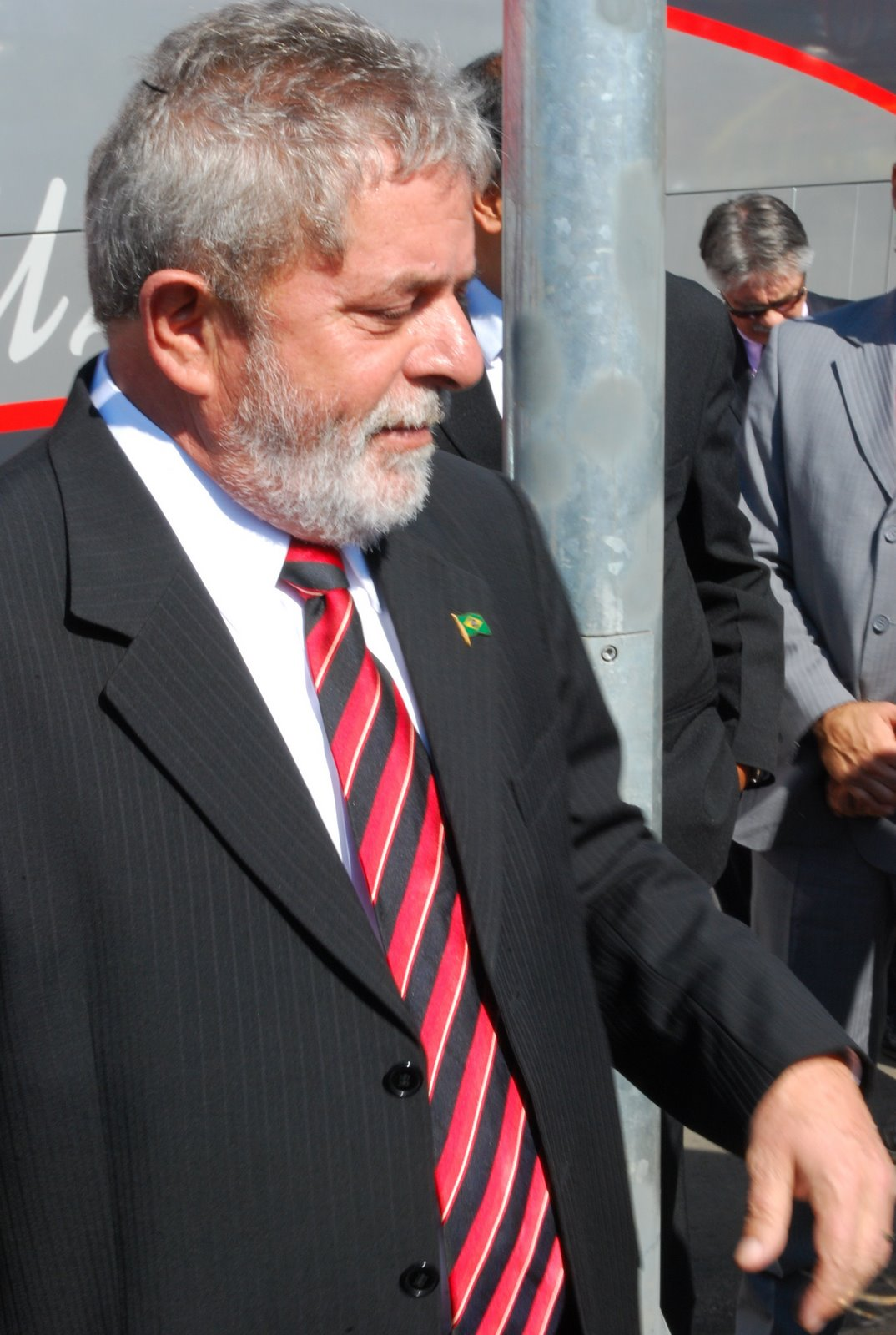
Luiz Inácio Lula da Silva foi candidato a Governador de São Paulo nas eleições de 1982 e eleito deputado federal constituinte nas Eleições gerais no Brasil em 1986, naquele momento.

A temporada de debates presidenciais ganhou popularidade na classe média e baixa nas eleições presidenciais de 1989, não somente pelas frases de efeito que provocam reações (como claques) nos telespectadores e nos cidadãos presentes nas imediações do estúdio onde hospedava-se o debate, pelos duelos travados sobre divergências ideológicas e biográficas, como os de Leonel Brizola (PDT) e Paulo Maluf (PDS), televisionada na série de seis debates presidenciais exibidos durante o primeiro turno, com o primeiro deles acontecendo no dia 17 de julho de 1989, iniciando às 21h30min até as 23h30min, portanto com duas horas de duração. O primeiro debate entre presidenciáveis foi bem aceito e se organizaram debates eleitorais também em outras emissoras de TV.
Os debates da Rede Bandeirantes, foram os primeiros, mas como na TV Manchete e patrocinado pelo Conselho Nacional de Defesa dos Direitos da Mulher e nos estúdios do SBT. Portanto neste balanço, três das quatro maiores emissoras de televisão do país do final da década de 1980 aderiram aos debates presidenciais. A TV Globo optou por um programa de TV chamado Palanque Eletrônico onde jornalistas, especialistas em Ciências Humanas e líderes de movimentos sociais sabatinaram 10 presidenciáveis.
Os dois debates presidenciais no segundo turno das eleições de 1989, com Luiz Inácio Lula da Silva vs. Fernando Collor foram marcados por serem transmissões de um debate presidencial feitas num pool de imprensa, feita por quatro emissoras: Rede Globo, Sistema Brasileiro de Televisão (SBT), Rede Manchete e Rede Bandeirantes, com quatro mediadores se revezando a cada bloco, e quatro jornalistas, um de cada emissora participando de cada bloco interrogando os candidatos sobre cada um dos quatro temas propostos - Luiz Fernando Emediato (SBT), Fernando Mitre (Bandeirantes), Carlos Chagas (Manchete RJ), Villas-Bôas Corrêa (Manchete SP) e Joelmir Beting (Globo).
Segundo as pesquisas, os debates na TV (na eleição presidencial brasileira de 1989) já gozavam de certa influência em pelo menos 1 em cada 5 eleitores brasileiros:
| Itens que determinam a escolha do presidenciável | em % |
| ------------------------------------------------ | ---- |
| Conversas entre amigo e familiares               | 42%  |
| Propaganda política no rádio e na televisão      | 35%  |
| Debates na televisão entre candidatos            | 25%  |
| Notícias na TV                                   | 23%  |
| Notícias em jornais                              | 15%  |
| Notícias no rádio                                | 12%  |
| Resultado de pesquisas                           | 7%   |

#### Cronologia dos dois debates finais na televisão em 1989
| Data do debate televisivo em cadeia(1989) | Mediadores | Temas que nortearam o debate                                                                                   | Hóspede do debate | Localização do estúdios                       | Horário        | Público estimado              |
| ----------------------------------------- | --- | --- | ----------------- | --------------------------------------------- | -------------- | ----------------------------- |
| 3 de dezembro                             | Pela ordem de aparição, do primeiro ao quarto bloco: Marília Gabriela (Bandeirantes) Boris Casoy (SBT) Alexandre Garcia (Globo) Eliakim Araújo (Manchete)   | Economia Questões sociais Justiça Democracia Privatização das estatais                                         | TV Manchete       | Rio de Janeiro, RJ Rua do Russel, 804, Glória | 21h30 às 00h00 | ± 95 e 100 milhões de pessoas |
| 14 de dezembro                            | Pela ordem de aparição, do primeiro ao quarto bloco: , Boris Casoy (SBT) Marília Gabriela (Bandeirantes) Eliakim Araújo (Manchete) Alexandre Garcia (Globo) | Questões sociais (Sacrifícios) Direito de greve (citando a Constituição de 1988) Expectativas sobre a oposição | TV Bandeirantes   | São Paulo, SP Rua dos Radiantes, 13, Morumbi  | 21h30 às 00h00 | ± 95 e 100 milhões de pessoas |

#### Polêmica acerca de suposto favorecimento a um dos candidatos
Ficou ilustre a acusação de manipulação de imagens por parte do jornalismo da Rede Globo, no noticioso Jornal Nacional, um dia depois do debate do dia 14 de dezembro de 1989. A repercussão noticiosa do debate presidencial é considerada fundamental para a vitória no segundo turno de Collor de Mello na corrida à Presidência, uma vez que antes do emblemático acontecimento, Lula e Collor estavam em situação de empate técnico.
O Partido dos Trabalhadores (PT) moveu um processo contra a emissora no Tribunal Superior Eleitoral, pedindo direito de resposta, de maneira que novos trechos do debate televisionado fossem apresentados no Jornal Nacional (o que foi negado). Em protesto realizado na sede da TV Globo, noticiado no Jornal do Brasil no dia 17 de dezembro de 1989, com presença de artistas, intelectuais e atores da própria emissora gritando slogans durante quase três horas, a partir de boato de que a Globo não divulgaria a última pesquisa de intenção de voto do Ibope.
Em sua defesa, no Projeto Memória Globo, seção Polêmicas,, diz que os responsáveis pelo noticiário usaram o mesmo critério de edição de uma partida de futebol, na qual são selecionados os melhores momentos de cada time. Alega também que o episódio "provocou um inequívoco dano à imagem da TV Globo. Por isso, hoje, a emissora adota como norma não editar debates políticos". Hoje, apenas são apresentados momentos de bastidores e raramente, as considerações finais dos candidatos.

### 1994: Debates presidenciais mais técnicos

Todos os Presidenciáveis no pleito
Fernando Henrique exibindo sua mão aberta, gesto-símbolo da campanha de 1994, foi anteriormente Senador da República, ex-ministro das Relações Exteriores e ex-Ministro da Fazenda.
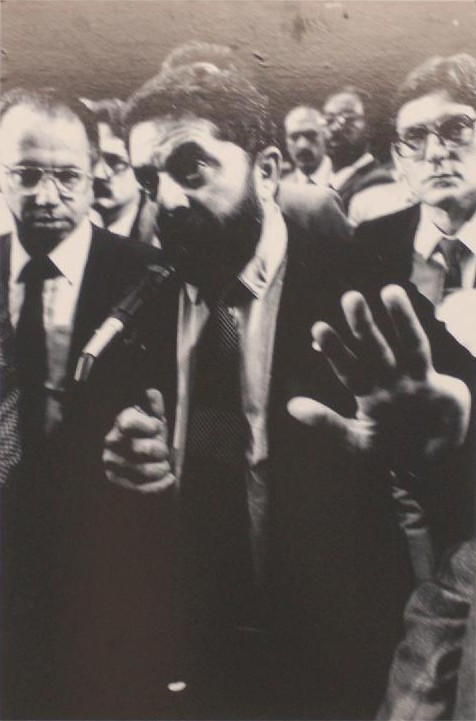
Luiz Inácio Lula da Silva foi candidato nas eleições de 1982 e eleito deputado federal constituinte nas Eleições gerais no Brasil em 1986.
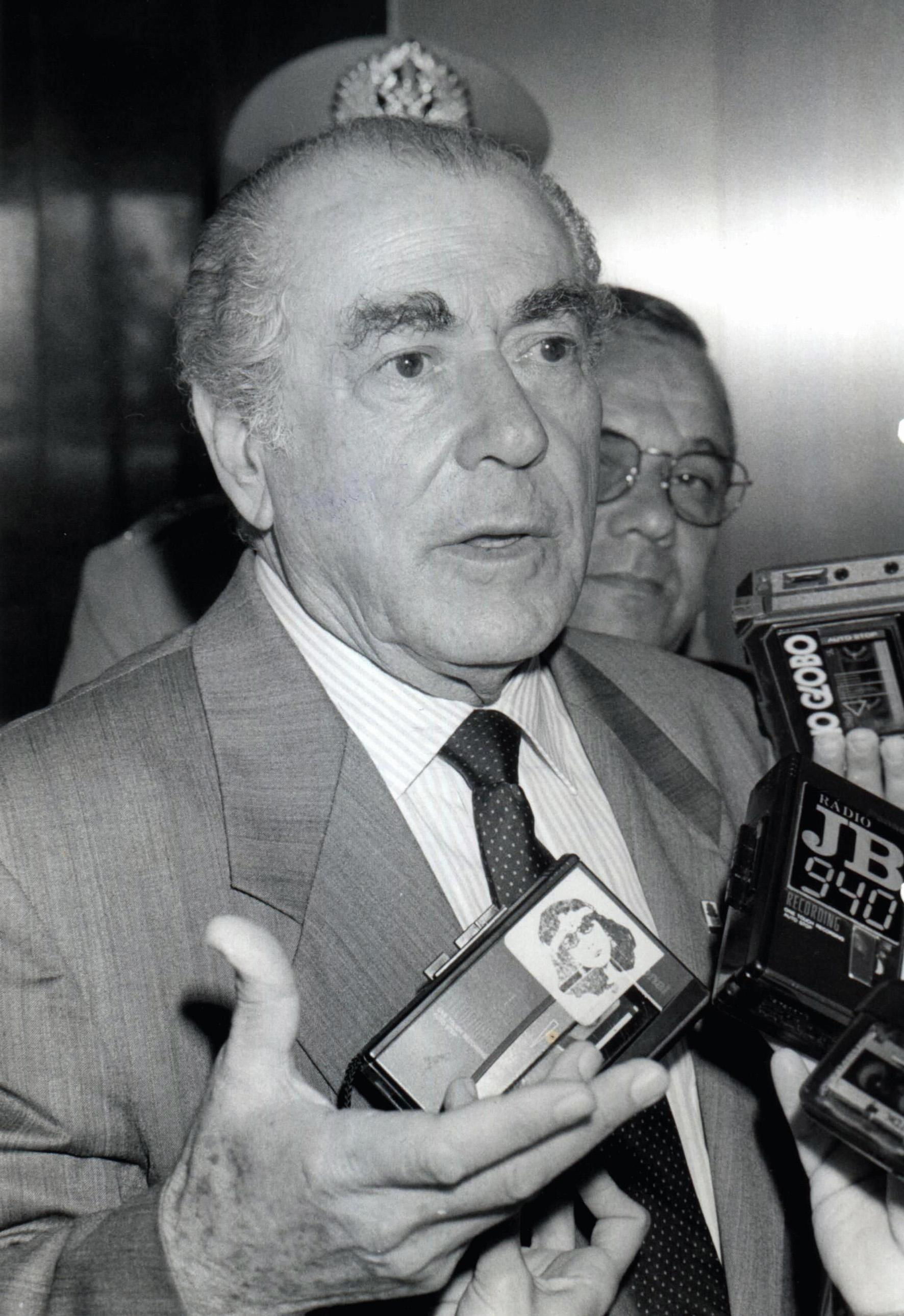
Leonel Brizola foi ex-deputado Estadual do Rio Grande do Sul, ex-deputado federal pelo Rio Grande do Sul, ex-deputado federal pelo antigo estado da Guanabara, ex-prefeito de Porto Alegre e ex-governador do Rio Grande do Sul e do Rio de Janeiro
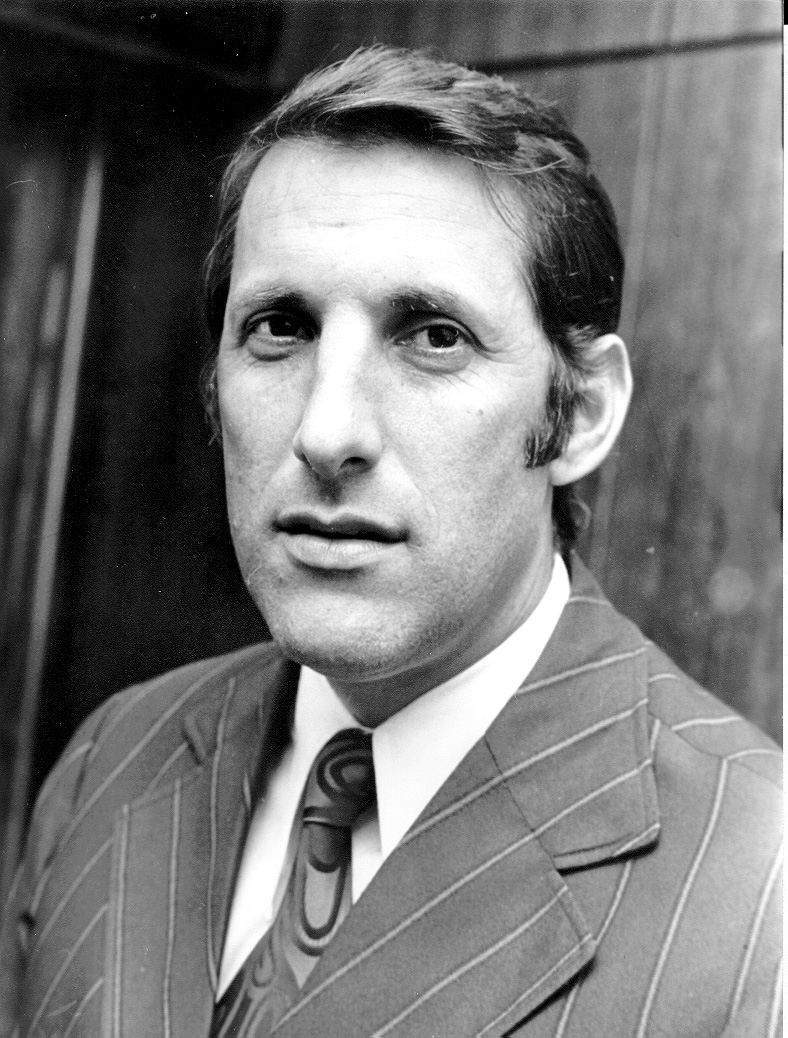
Orestes Quércia foi ex-vereador de Campinas, ex-deputado Estadual de São Paulo, ex-prefeito de Campinas, ex-Senador por São Paulo, vice-governador de São Paulo e depois ex-Governador de São Paulo.
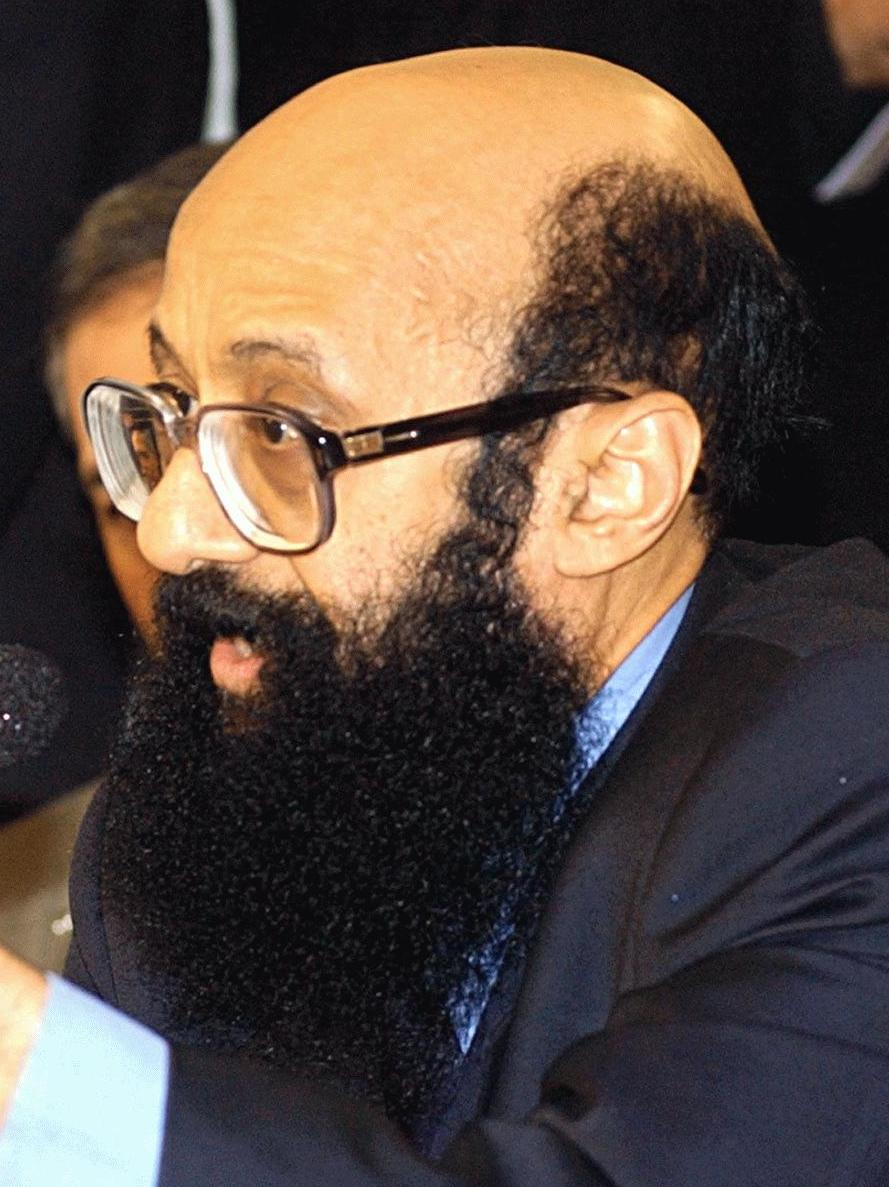
Éneas Carneiro era ex-Presidente de um partido político nacionalista e de ultradireita extinto, o PRONA, estava na segunda tentativa, uma vez que não logrou êxito na eleição presidencial de 1989.
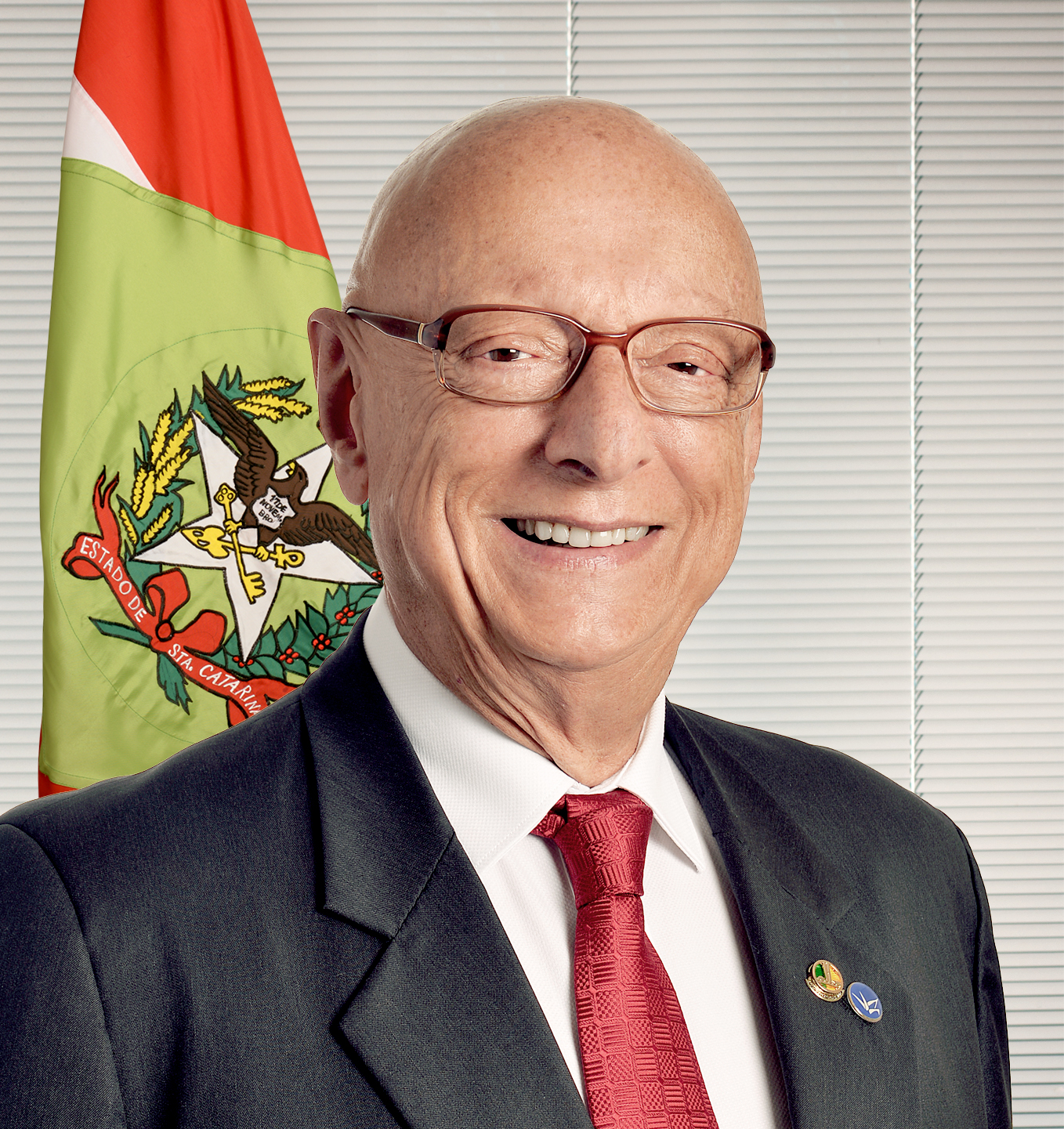
Esperidião Amin começou no Aliança Renovadora Nacional, o partido governista da Ditadura Militar, foi Prefeito de Florianópolis, foi Governador de Santa Catarina, ex-deputado federal e Senador por Santa Catarina.
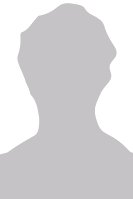
Hernani Fortuna é um militar da Marinha do Brasil (MB) e passou pelo comando da Escola Superior de Guerra, em 1989, foi para a reserva. Posteriormente, filia-se ao PSC para disputar uma vaga de deputado federal pelo Rio de Janeiro. Em 1994, no entanto, abriu mão da disputa estadual e lançou sua candidatura na eleição presidencial de 1994, também pelo PSC, tendo Vitor Nósseis (presidente do partido) como vice em sua chapa. Antes da campanha, criticou a Ditadura Militar[41], dizendo que a mesma havia inibido o surgimento de novas lideranças políticas no Brasil.

Na eleição presidencial brasileira de 1994, segundo as fontes primárias, houve registros de redes de televisão que alegaram que em suas avaliações sobre o assunto davam conta de que seria inviável televisionar debates presidenciais antes do segundo turno e também que segundo os meios de comunicação, "a legislação eleitoral determinou também que a realização de debates entre os presidenciáveis só seria permitida se as emissoras assegurassem a presença de todos os, na época, oito candidatos". Com estas condições legais postas foram hospedados 3 debates presidenciais.
No debate presidencial da TV Manchete patrocinado pela Associação Comercial do Rio de Janeiro, no dia 25 de julho de 1994, o ritual inicial do debate televisionado pretendeu ressaltar o espírito olímpico (em referência a Copa do Mundo de 1994) e a cidadania. O debate conciliou a política e a figura cotidiana do mercado e da economia (mesmo na informalidade), e conseguiu fazer com que o debate ficasse técnico e mais comercial. As regras eram claramente bem simples (pergunta da Associação para candidato sobre política econômica, candidatos debatiam sobre um tema político e do mercado, mais um bloco com tema livre) e todos os candidatos foram convidados (dois comunicaram conflitos de agenda, caso de Luiz Inácio Lula da Silva e Orestes Quércia). Quanto as candidaturas independentes - e novas forças políticas - tiveram maior exposição como os casos de Almirante Fortuna, Enéas Carneiro e Esperidião Amin, que conseguiram desenvolver mais suas teses econômicas, por exemplo. Assim, candidaturas de partidos políticos com maiores bancadas como Fernando Henrique e Leonel Brizola puderam explicar em suas visões políticas os prós e contras das medidas da política econômica.
Houve um segundo debate da TV Manchete patrocinado pela Associação Brasileira de Imprensa, os relatos dão conta de um debate calmo, candidato pergunta para candidato, jornalista pergunta para candidato, 24 de agosto de 1994. Houve críticas quanto a escolha da data, que coincidia com a final de um campeonato de futebol (Copa Libertadores). Segundo os jornalistas, o objetivo do debate era de esclarecimento jornalístico.
No debate presidencial em agosto de 1994 na TV Bandeirantes, com todos os candidatos, o debate trouxe com um conjunto de temáticas que seriam lembradas posteriormente e ressaltou-se muito possíveis medidas nos Cem Dias, publicidade política, especificações técnicas e econômicas do Plano Real, diferenças entre conservadorismo e social-democracia e outros fenômenos sociológicos e as principais questões sobre as privatizações. A primeira pergunta foi comum para todos os candidatos: "Se lhe fosse dado o direito de apenas um ato no primeiro mês de governo, que ato seria este?". Apesar dos candidatos das maiores bancadas (FHC, Lula, Leonel Brizola e Orestes Quércia), as candidaturas independentes foram convidadas(como os casos de Enéas Carneiro do PRONA e Esperidião Amin do partido PMN, apesar da pouca exposição do primeiro).
O momento que estampou páginas de jornais foi quando Fernando Henrique afirmou que o plano econômico não era eleitoreiro com a seguinte frase: "O Plano Real, não feito agora, veio de longe" e Leonel Brizola interveio com seguinte frase de efeito (especialistas alegam que sua performance está ligada ao rádio): "Da Argentina." (existe alguma probabilidade do candidato ter ligado a frase ao Plano Cavallo) e que causou claques.

### Imprevistos
Podemos citar nas eleições municipais de 1996, na cidade de São Paulo, um acontecimento totalmente atípico ocorrido no segundo turno, entre Luiza Erundina (PT) e Celso Pitta (PPB) . A Rede Bandeirantes e a Rede Globo decidiram agendar debates no mesmo dia, causando conflito de datas na programação dos candidatos. O episódio resultou nas entrevistas concedidas de Erundina à Rede Bandeirantes e Pitta, à Rede Globo.

### 2002: O início dos debates presidenciais do século XXI
Depois de duas eleições presidenciais sem debates, em 2002 os mesmos retornam impulsionados pela conjuntura econômica e política da época, marcada por polêmicas, principalmente no âmbito da economia.
Segundo a pesquisadora Janaína Leite, a partir desta série de três debates presidenciais com os principais candidatos, com participação condicionada aos candidatos cujo partido tem representação na Câmara dos Deputados do Brasil: Luiz Inácio Lula da Silva (PT), José Serra (PSDB), Anthony Garotinho (PSB) e Ciro Gomes (PPS), ganhou-se uma nova roupagem, alcançando o status de "evento mediático" (media event → “momentos históricos – quase sempre cerimônias de Estado – que são televisionadas em direto [ao vivo] e que fazem parar uma nação ou o mundo”, concebido por Daniel Dayan e Elihu Katz - A história em directo: os acontecimentos mediáticos na televisão - e citado pela pesquisadora Janaína Leite), exibido em horário nobre, ganhando publicidade e presença maciça dos órgãos de imprensa nas emissoras que a sediaram (Bandeirantes, Record e Globo, nos dois turnos).

Presidenciáveis no debate presidencial
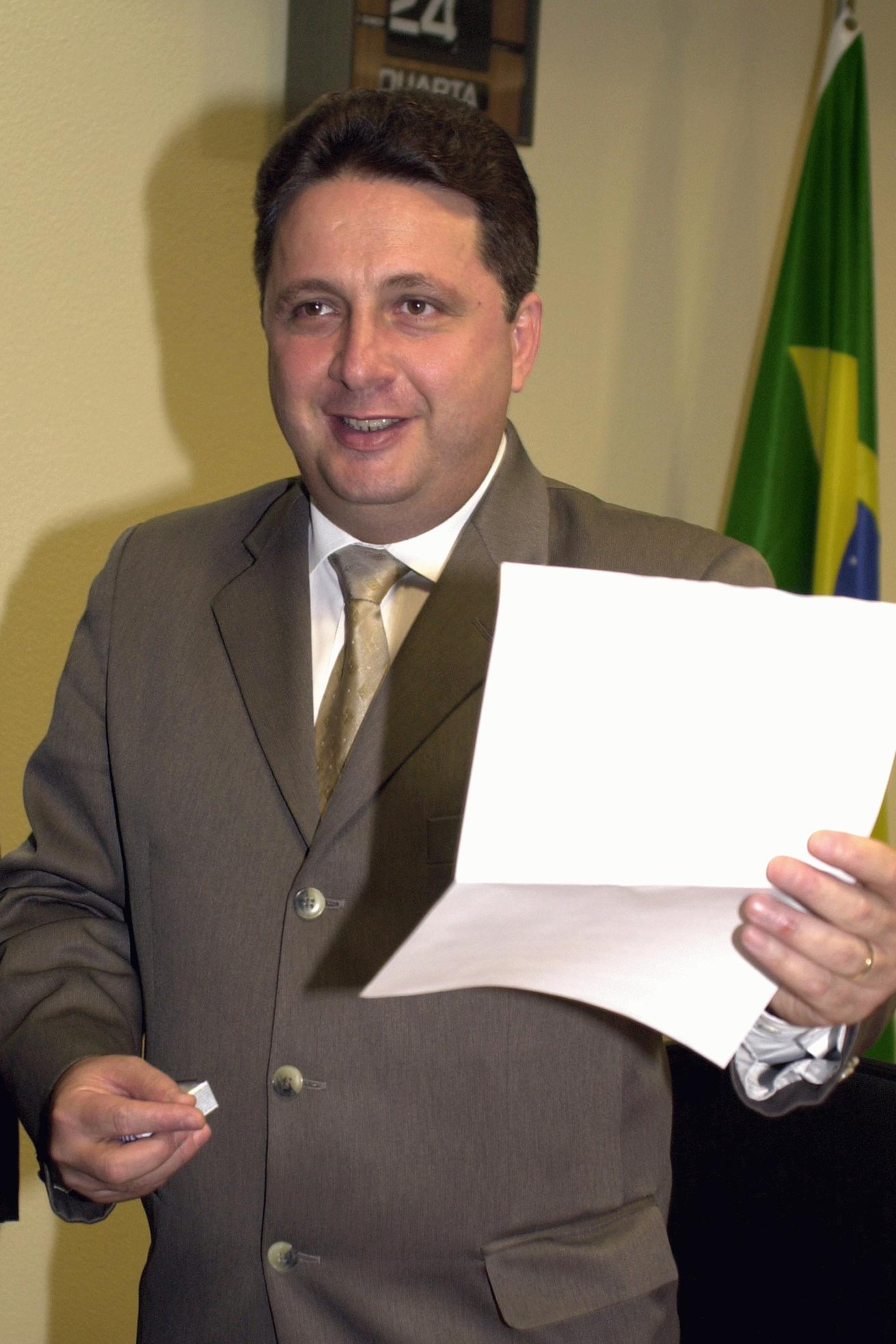
Anthony Garotinho é Ex-Secretário de Agricultura e Interior do Rio de Janeiro, ex-Prefeito de Campos dos Goytacazes, ex-Secretário Estadual de Segurança Pública do Rio de Janeiro, primeiro-cavalheiro do Rio de Janeiro, ex-deputado Federal pelo Rio de Janeiro e ex-Governador do Estado do Rio de Janeiro.
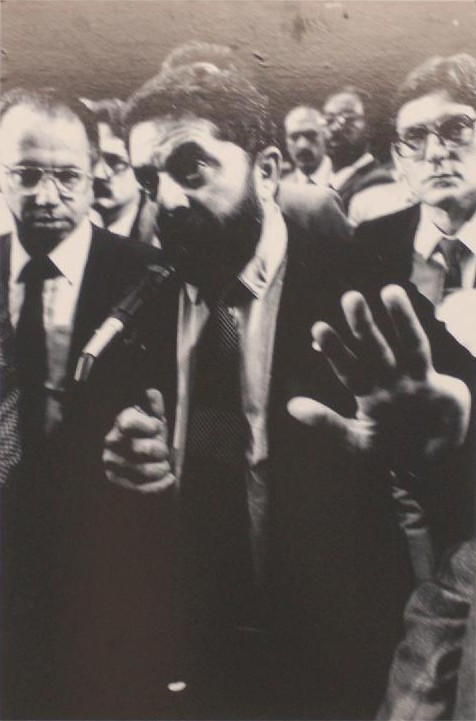
Luiz Inácio Lula da Silva foi candidato nas eleições de 1982 e eleito deputado federal constituinte nas Eleições gerais no Brasil em 1986.
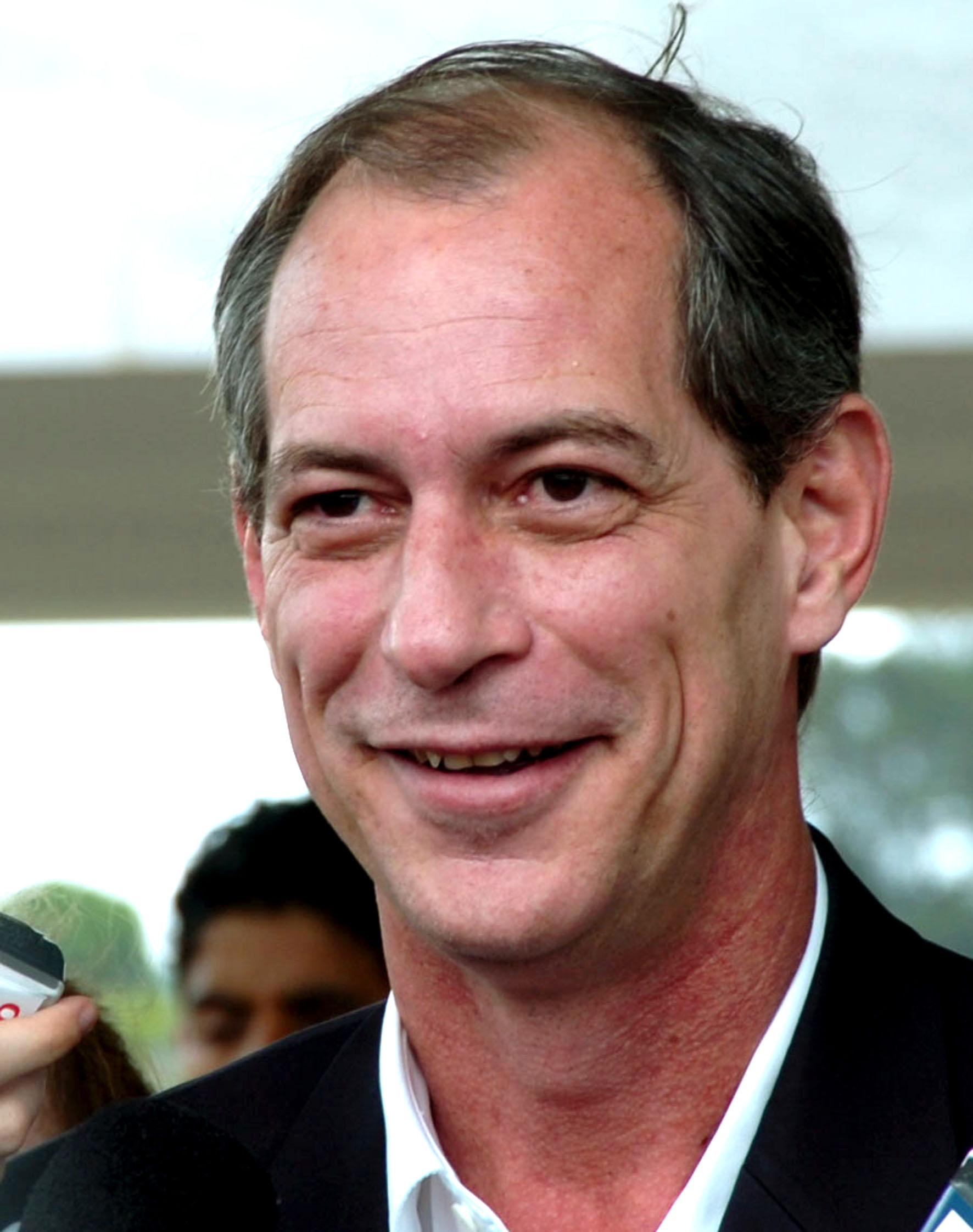
Ciro Gomes é ex-deputado estadual, Ex-Prefeito de Fortaleza, Ex-Governador do Ceará, ministro da Fazenda do Governo Itamar Franco e ex-ministro da Integração Nacional e ex-deputado federal.
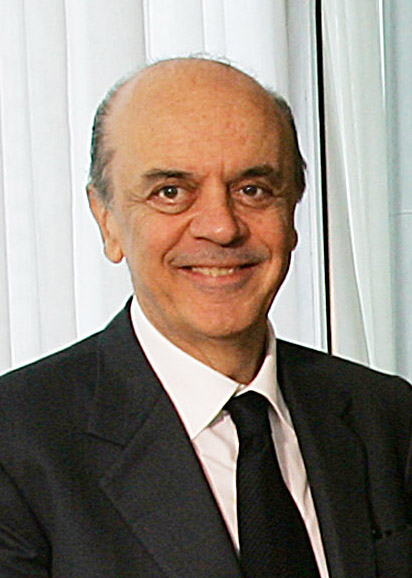
José Serra foi Ex-Secretário do Planejamento, ex-deputado federal constituinte, ex-ministro do Planejamento do Brasil, ex-ministro da Saúde do Brasil, até a eleição presidencial.

Também houve pela primeira vez um debate entre candidatos a vice-presidente na Rede Bandeirantes no mesmo ano. Muitos que possuem esta linha de raciocínio acreditam que estes eventos mediáticos, tornam uma "obrigação social" do candidato participar do debate televisionado, com possibilidades de ofender o eleitorado se não o fizer. Entretanto, candidato à Presidência em duas oportunidades, Fernando Henrique Cardoso, recusou-se a participar de debates presidenciais em 1998 e derrotou seus oponentes nos pleitos. O candidato Lula, por sua vez, optou por ausentar-se aos debates no primeiro turno, mas compareceu aos quatro debates do segundo turno e foi proclamado presidente reeleito em 2006.

#### Introdução de modelo americano inspirado notown-hall meeting
A Rede Globo, condicionada ao Padrão Globo de Qualidade, na eleição presidencial de 2002, 2006, 2010, 2014 e 2022 faz uma ruptura parcial (leia-se no segundo turno) com o modelo genérico de debate, inspirando-se na figura da audiência pública americana, chamado de town hall meeting (em português: encontro de comunidade, ou seja, encontros públicos informais), o que permitiu mobilidade para o debate presidencial nos seguintes pleitos: Lula vs. Serra (2002); Lula vs. Alckmin (2006); Serra vs. Rousseff (2010); depois Rousseff vs. Neves (2014); havia a expectativa de ocorrer no segundo turno da eleição presidencial brasileira de 2018 um debate presidencial com Haddad vs. Bolsonaro neste mesmo modelo, entretanto, o candidato Bolsonaro recusou participações em debates, no segundo turno da eleição presidencial brasileira daquele ano; Bolsonaro vs. Lula (2022) retomaram o modelo americano de debate após 8 anos, em duas oportunidades no segundo turno da eleição presidencial brasileira de 2022, sendo a primeira na Tv Bandeirantes e a segunda na Tv Globo.
O cenário tem uma perspectiva de arena, onde os populares indecisos interrogavam os candidatos (apenas nos debates de 2002, 2006 e 2010), sendo possível comentar a resposta do oponente. Os debates de 2014 e 2022 tiveram o formato de arena, todavia sem a presença de plateia ou eleitores indecisos, apenas uma pequena quantidade de assessores dos dois candidatos.
Existem críticas ao modelo, que estreou exatamente em 25 de outubro de 2002, sob alegação de que neste modelo o debate ser maçante e o mediador ter acumulado exposição excessiva, em detrimento das ideias e do olhar crítico.
Mas para os debates presidenciais de 2022, assim como debates para Governo do Estado como em São Paulo, podemos frisar algumas mudanças: a estrutura do debate manteve blocos de perguntas e respostas, mas houve uma tentativa de torná-lo mais dinâmico e menos engessado. As regras de tempo continuaram sendo importantes, mas com um foco maior em permitir um diálogo mais fluido e menos interrompido. O direito de resposta permaneceu, mas com um enfoque mais ágil, permitindo respostas mais imediatas a acusações ou declarações controversas. A mediação buscou ser mais flexível e adaptativa, permitindo um debate mais natural e menos formal.A seleção dos temas continuou a ser importante, mas houve uma abertura maior para que questões emergentes e relevantes para o momento pudessem ser incluídas de forma mais espontânea. A diversidade de temas foi ampliada, refletindo uma gama mais ampla de preocupações dos eleitores o que reflete uma evolução no formato dos debates eleitorais, buscando maior inclusão, interatividade e adaptabilidade às demandas dos eleitores e ao avanço tecnológico.

### 2004: Polêmicas
As eleições cariocas de 2004 e os debates televisionados, principalmente ao que tange o ocorrido no último debate dos prefeitáveis do dia 30 de setembro, patrocinado pela Rede Globo, foram palco de frases de repercussão - como a do candidato Conde: "Trabalhou com a esperteza da política, mas não em benefício da cidade", sobre a gestão Cesar Maia (1993-1996 e 2001-2004) na cidade - chamando a atenção de críticos especializados em eleições. A candidata no pleito municipal Jandira Feghali (PCdoB), por exemplo, acusou frontalmente o candidato Maia (PFL), de ter "comprado" pesquisas eleitorais: “Estou com seu livro aqui de 1998 e nele o senhor diz explicitamente que comprou o Vox Populi nas eleições de 1996. O senhor diz que chamou o Vox Populi e perguntou: ‘Quanto custa?”. Maia alegou que sua declaração referia-se à necessidade que sua candidatura tinha de obter o resultado da pesquisa. As manchetes dos jornais do dia seguinte sobre os debates eletrônicos como: "Debate vira bate-boca" (O Dia) ou "Cesar e Conde trocam ofensas" (O Globo) receberam menções negativas de alguns críticos: alegava-se que o evento mediático em si perdeu peso para as discussões paralelas, e que porventura o debate teve altos e baixos e foi considerado positivo pelos próprios participantes. Assim como afirmava-se que houve a oportunidade de haver o confronto de ideias sobre vários temas discutidos, como a saúde, assim como de se decidir o candidato a ser votado pelo eleitor.
Em mais uma polêmica, durante as eleições paulistanas de 2004, durante o debate eleitoral na Rede Record, o então candidato ao cargo de prefeito de São Paulo, José Serra, que seria eleito mais tarde, foi um dos interrogados em pergunta formulada pelo mediador Boris Casoy à continuidade do mandato de prefeito.
"O senhor ou a senhora aceita assumir nesse momento o compromisso de cumprir integralmente o seu mandato na Prefeitura e recomendar ao eleitor que se isso ocorrer (o não cumprimento) não votar no senhor ou na senhora?(…) Pelo sorteio, o primeiro a responder em um minuto é o candidato Ciro Moura."
Logo após Moura assumir o compromisso, Serra respondeu:
"Eu assumo esse compromisso, como já assumi, embora alguns candidatos adversários gostam de dizer que eu vou sair para me candidatar a presidente da república ou como governador. O meu propósito, minha determinação e o meu compromisso é governar São Paulo por 4 anos, planejar a cidade com seriedade, administrar com competência, ampliar os serviços públicos, atender as pessoas que necessitam. Esse é o meu compromisso como prefeito, essa é a minha determinação e isso farei caso seja eleito por quatro anos."
Casoy fez nova pergunta à Serra:
"Se não o fizer, o senhor recomendará esse certo eleitor que não vote no senhor?"
E Serra respondeu:
"Está assumido o compromisso nos termos que você disse."
Após a criticada renúncia de Serra, em março de 2006, já eleito prefeito da cidade de São Paulo, os opositores acusaram Serra de suposto "estelionato eleitoral".

### 2006: Pautado também em polêmicas
A eleição presidencial de 2006 de forma generalizada, foi interpretada por alguns analistas da conjuntura política brasileira como um plebiscito para que através do voto pautando a corrupção, avaliar se o candidato Lula (PT), (que se absteve a debater no primeiro turno com os candidatos Geraldo Alckmin (PSDB), Heloísa Helena (PSOL), e Cristovam Buarque (PDT), possuiu participação na eclosão de casos de malversação como o mensalão. A pergunta Quem venceu o debate?, no primeiro e segundo turno, após os quatro debates (entre os candidatos Alckmin vs Lula), mostrou controvérsia, devido as críticas negativas no que tange a forma da grande imprensa cobrir eventos cruciais como o escândalo dos aloprados.
Para muitos a ausência do político Luiz Inácio Lula da Silva (PT) nos debates televisionados, alegando em nota enviada e publicada pela Rede Globo que "eles poderiam ter aproveitado a oportunidade de falar o que eles pretendiam fazer com o Brasil" não foi vista com bons olhos pelo eleitor, o que causou a disputa do segundo turno. O presidenciável informou a sua ausência neste debate eleitoral televisionado três horas antes do evento. A emissora deixou uma cadeira vazia e permitiu que os concorrentes fizessem perguntas que seriam dirigidas ao presidenciável ausente. Na época o candidato Lula disse não se arrepender de ter se ausentado.

Presidenciáveis no debate presidencial
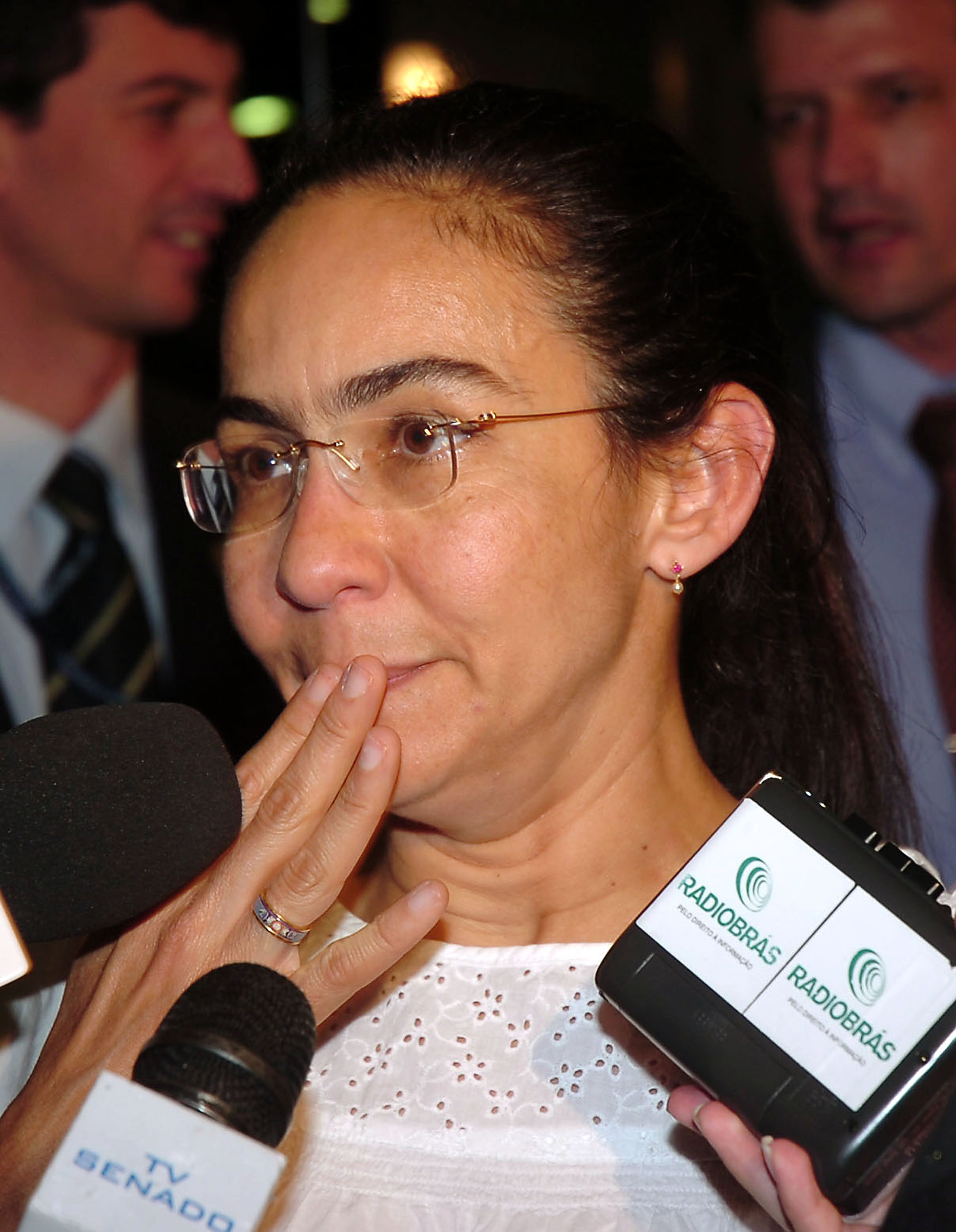
Heloísa Helena surge pleiteando e sendo eleita Vice-Prefeita de Maceió em 1992. Em 1994, foi eleita deputada estadual, a primeira pelo PT em Alagoas,com 13.131 votos. Apesar de ter sido derrotada na corrida pela Prefeitura de Maceió em 1996, se elege senadora em 1998, com 374.931 votos nominais, ou seja, 22,53% dos votos válidos, tornando-se a primeira mulher senadora por Alagoas, seu estado natal, fazendo oposição ao reeleito Governo FHC. Todavia, por motivos ideológicos do momento, se desfilia do PT em 2003 e funda o PSOL em 2004, partido pelo qual se candidata à Presidência em 2006. Posteriormente vai para Rede.
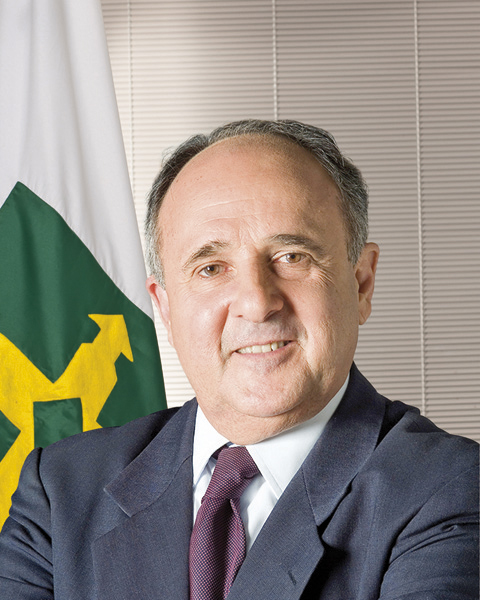
Cristovam Buarque foi reitor da Universidade de Brasília de 1985 a 1989. Foi governador do Distrito Federal de 1995 a 1998. Foi eleito senador pelo Distrito Federal em 2002. Foi Ministro da Educação entre 2003 e 2004, no primeiro mandato de Lula. Foi reeleito nas eleições de 2010 para o Senado pelo Distrito Federal, com mandato até 2018.
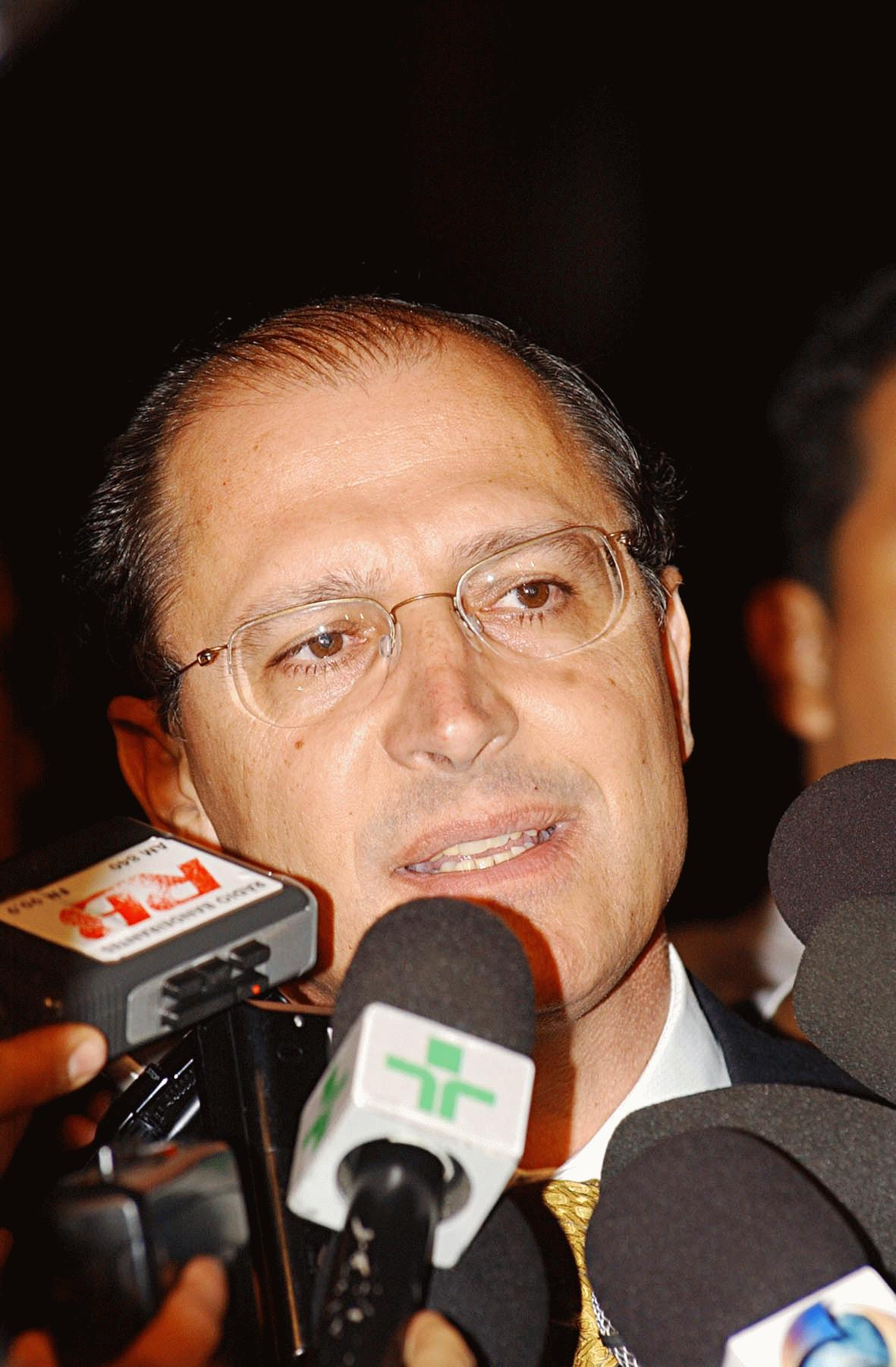
Geraldo Alckmin foi governador do Estado de São Paulo de 2001 a 2006 e de 2011 a 2018, tendo sido o político que por mais tempo comandou o governo paulista desde a redemocratização do Brasil. Atualmente é professor universitário no curso de medicina da Universidade Nove de Julho. É membro da Academia de Medicina de São Paulo. Alckmin é sobrinho do ex-ministro do Supremo Tribunal Federal, Rodrigues Alckmin, e primo do ex-vice-presidente da República, José Maria Alkmin. Formado em medicina pela Universidade de Taubaté, iniciou sua carreira política em Pindamonhangaba, onde foi eleito vereador, presidente da Câmara dos Vereadores e prefeito. Depois, foi eleito para a Assembleia Legislativa nas eleições de 1982 e para a Câmara dos Deputados em 1986 e 1990. Em 1988, foi um dos fundadores do Partido da Social Democracia Brasileira (PSDB), ao qual foi filiado até 2021.
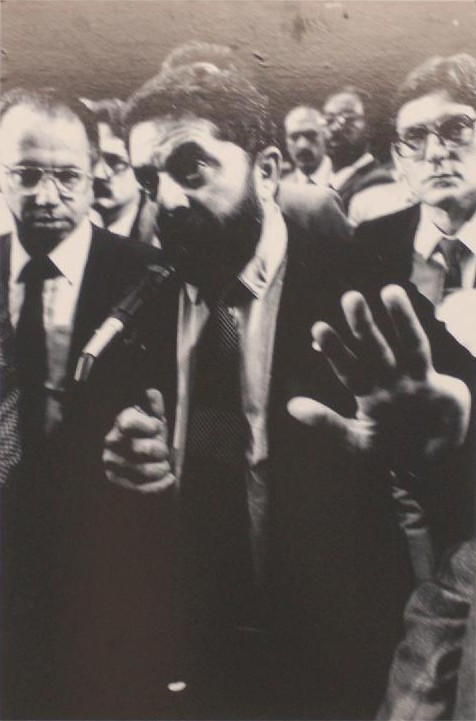
Durante a ditadura militar, Luiz Inácio Lula da Silva liderou grandes greves de operários no ABC Paulista e ajudou a fundar o Partido dos Trabalhadores, em 1980, durante o processo de abertura política. Lula foi uma das principais lideranças das Diretas Já, no período da redemocratização, quando iniciou sua carreira política. Em 1986 elegeu-se deputado federal constituinte pelo estado de São Paulo com votação recorde. Em 1989 concorreu pela primeira vez à presidência da República, perdendo no segundo turno para Fernando Collor de Mello por 53-47 por cento. Também foi candidato a presidente outras duas vezes, em 1994 e em 1998, perdendo ambas as eleições no primeiro turno para Fernando Henrique Cardoso. Venceu a eleição presidencial de 2002, derrotando José Serra no segundo turno, e foi empossado em janeiro de 2003. Na eleição de 2006, foi reeleito ao vencer o segundo turno.
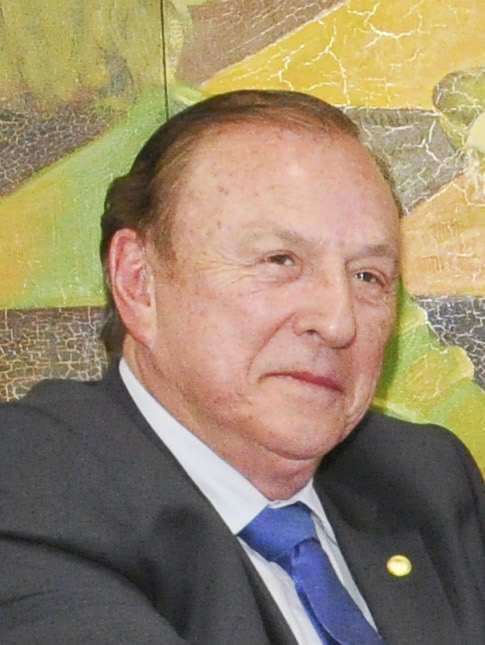
José Maria Eymael, mais conhecido por Eymael, é um advogado, empresário e político brasileiro, fundador e atual presidente do Democracia Cristã (DC). Foi um dos constituintes da Constituição Federal de 1988. Disputou à Presidência por 6 vezes: Em 1998,2006,2010,2014,2018 e 2022.
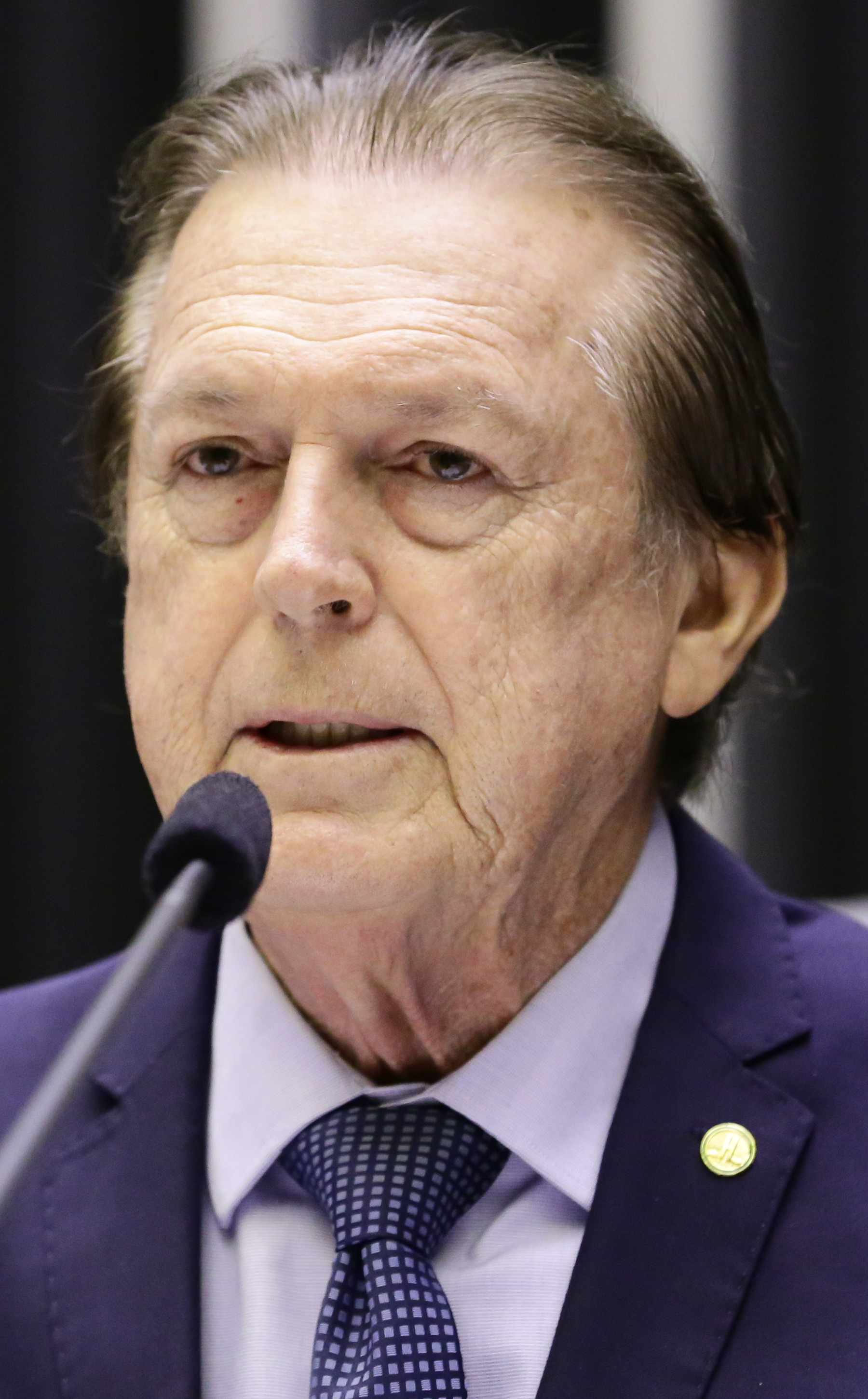
Luciano Bivar é um político, empresário, atual presidente nacional do partido político União Brasil (UNIÃO) e é deputado federal por Pernambuco. Antes, o político era presidente nacional do Partido Social Liberal (PSL) até a sua fusão com o Democratas(DEM). Em 2006, disputou a presidência da República pelo PSL.

| Cronologia dos debates televisionados nas eleições presidenciais no Brasil de 2006 - Primeiro turno |                      | |                                                             |                                                                                          |                     |
| Data do debate televisivo                                                                           | Mediadores           | Temas que nortearam o debate | Hóspede do debate                                           | Localização do estúdios                                                                  | Horário             |
| 14 de agosto de 2006                                                                                | Ricardo Boechat      | Emprego, Saúde pública, Educação, Ausência do Presidente Lula e Segurança pública,                                                                                         | TV Bandeirantes, BandNews, BandNews FM e Rádio Bandeirantes | São Paulo, SP Rua dos Radiantes, 13, Morumbi                                             | 21h00               |
| 14 de setembro de 2006                                                                              | Maria Lydia Flândoli | Educação, Administração pública, Agricultura, Habitação, Violação de sigilo bancário e saneamento básico                                                                   | TV Gazeta                                                   | São Paulo, SP Av. Paulista, 900 - Cerqueira César                                        | Durante a madrugada |
| 28 de setembro de 2006                                                                              | William Bonner       | Corrupção, Educação, Ausência do Presidente Lula, Energia e Educação | Rede Globo                                                  | Rio de Janeiro, RJ Central Globo de Produção Estrada dos Bandeirantes, 6700, Jacarepaguá | 22h30               |
| Cronologia dos debates televisionados na eleição presidencial no Brasil de 2006 - Segundo turno     |                      | |                                                             |                                                                                          |                     |
| 8 de outubro de 2006                                                                                | Ricardo Boechat      | Privatização de estatais, segurança pública, aborto, corrupção | TV Bandeirantes, BandNews, BandNews FM e Rádio Bandeirantes | São Paulo, SP Rua dos Radiantes, 13, Morumbi                                             | 20h30               |
| 19 de outubro de 2006                                                                               | Ana Paula Padrão     | Escândalo do dossiê, Privatizações, Saúde pública, Infraestrutura e Corrupção                                                                                              | SBT                                                         | Osasco, SP CDT da Anhanguera Av. das Comunicações, 4, Anhanguera Industrial              | 21h00               |
| 23 de outubro de 2006                                                                               | Celso Freitas        | Escândalo do dossiê, DIstribuição de renda, Privatização, Segurança pública e Política externa                                                                             | Rede Record                                                 | São Paulo - SP Rua da Várzea, 240, Barra Funda                                           | 23h00               |
| 27 de outubro de 2006                                                                               | William Bonner       | O debate televisionado esteve norteado em modelo arquitetado nos Estados Unidos, baseado em 12 perguntas feitas por eleitores que se dizem estar na condição de indecisão. | Rede Globo/Portal G1                                        | Rio de Janeiro, RJ Central Globo de Produção Estrada dos Bandeirantes, 6700, Jacarepaguá | 22h30               |

### 2008: Os debates eleitorais em xeque
Nas eleições municipais de 2008, os debate eletrônicos e seus roteiros regrados, entraram em posição de xeque, mais precisamente na cidade do Rio de Janeiro por uma série de fatores: um dos candidatos a Prefeitura, Paulo Ramos (PDT) se recusou a concordar com as regras estabelecidas previamente, entrando em incompatibilidade com as emissoras que pretendiam promover debates, declarando: "Me acusam, por aí, de estar atrapalhando o processo democrático, de dificultar as campanhas, mas a verdade é que quem atrapalha o processo democrático são os grandes grupos de mídia, aliados aos institutos de pesquisa. São eles que já escolheram pelo eleitor os seus candidatos. A realização de um debate com as regras que estavam lá não passaria de uma grande encenação para beneficiar esses candidatos que já têm sua vitória assegurada pelos institutos de pesquisa. Como é que eu poderia concordar com isso?"
Nenhum debate televisionado ou via rádio foi realizado durante o primeiro turno das eleições cariocas. O candidato Vinícius Cordeiro, via PTdoB, entrou com uma ação com intuito de participar do debate, uma vez que não havia sido convidado para um debate pelo jornal Jornal do Brasil - JB Online, com decisão de suspensão do debate online entre candidatos pelo TRE. Em sua resposta, o Jornal do Brasil admitiu não haver convidado o candidato Cordeiro e afirmou que as normas relativas à televisão e rádio não se aplicariam na internet. Logo após a ação, o convite foi estendido aos candidatos Vinícius Cordeiro e Filipe Pereira (PSC), partidos com representação na Câmara dos Deputados - o Jornal do Brasil - JB Online hospedou o debate. Segundo alguns, atos desta envergadura prejudicariam ou dificultariam o acesso à publicidade das campanhas. Cabe lembrar, que apesar da proibição dos debates televisionados, vários debates foram realizados por várias instituições e também transmitido pela internet.

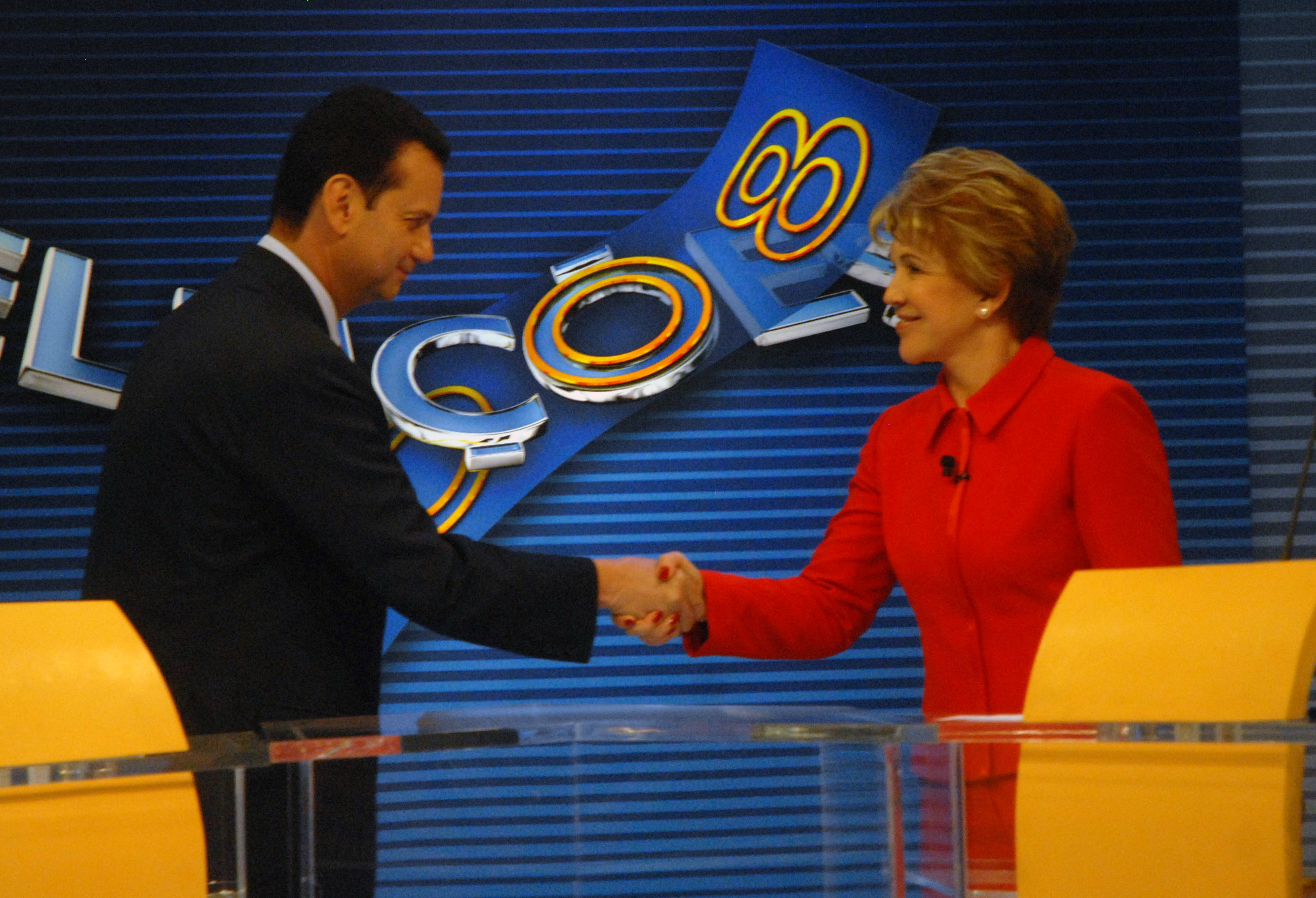
Gilberto Kassab e Marta Suplicy, candidatos a Prefeitura de São Paulo, em 2008.

O último debate dos prefeitáveis em São Paulo no primeiro turno da corrida eleitoral, pela TV Globo, foi cancelado por conflito. Oficialmente a emissora disse ter tentado fechar um acordo com os candidatos Ivan Valente (PSOL), Ciro Moura (PTC) e Renato Reichmann (PMN), para que não participassem do debate televisionado. Seria oferecido uma cobertura muito maior do que "aquela a que fariam jus inicialmente se apenas critérios jornalísticos fossem levados em conta". Ivan Valente, candidato pelo PSOL, um dos candidatos que não concordaram com o acordo disse que "é no debate eleitoral - muito mais do que no próprio horário gratuito - que o real confronto de ideias, essencial para a escolha do eleitoral, se faz presente". Assim as duas capitais mais populosas do país, não tiveram o debate televisionado hospedado na TV Globo.
Notícias davam conta que os focos de impasses ameaçando a realização de debates também se estenderam por Porto Alegre e Belo Horizonte.

#### Gafes
Em debate vislumbrando o pleito em Curitiba, na Rede Bandeirantes o candidato Lauro Rodrigues (PTdoB) protagonizou uma situação vexatória: visívelmente nervoso, não conseguia articular frases: "Fugiu, desculpe, corta. Estou muito nervoso. É a primeira vez que me candidato. Peço desculpas aos telespectadores". Mesmo com as restrições legais ao uso de propaganda, durante o processo eleitoral, sua aparição tornou-se um fenômeno ao ser reproduzida na Internet, com centenas de milhares de acessos ao vídeo, com duração de 5 minutos. Em novo debate promovido pela Bandeirantes, Rodrigues declarou estar mais "feliz", pois havia conseguido apresentar sua principal proposta de campanha. Rodrigues admitiu ter se submetido a aulas de dicção e pediu conselhos a seu pai, ex-deputado e ex-presidente da Câmara Municipal de Curitiba para perder o medo diante das câmeras.

### 2010
A temporada de debates nas eleições presidenciais brasileiras de 2010 foi realizado de 5 de agosto até o dia 29 de outubro. Para a eleição de 2010, o Tribunal Superior Eleitoral aprovou dez debates televisivos, além de um debate sem precedentes na Internet.
De acordo com Ibope, o primeiro debate - que foi ao ar simultaneamente a uma partida de futebol entre São Paulo Futebol Clube e Sport Club Internacional, que disputavam entre si uma vaga na final da Copa Libertadores - foi assistido por 5% dos telespectadores, enquanto a partida de futebol foi visto por 37% ambos medidos na Grande São Paulo.

Presidenciáveis no debate presidencial
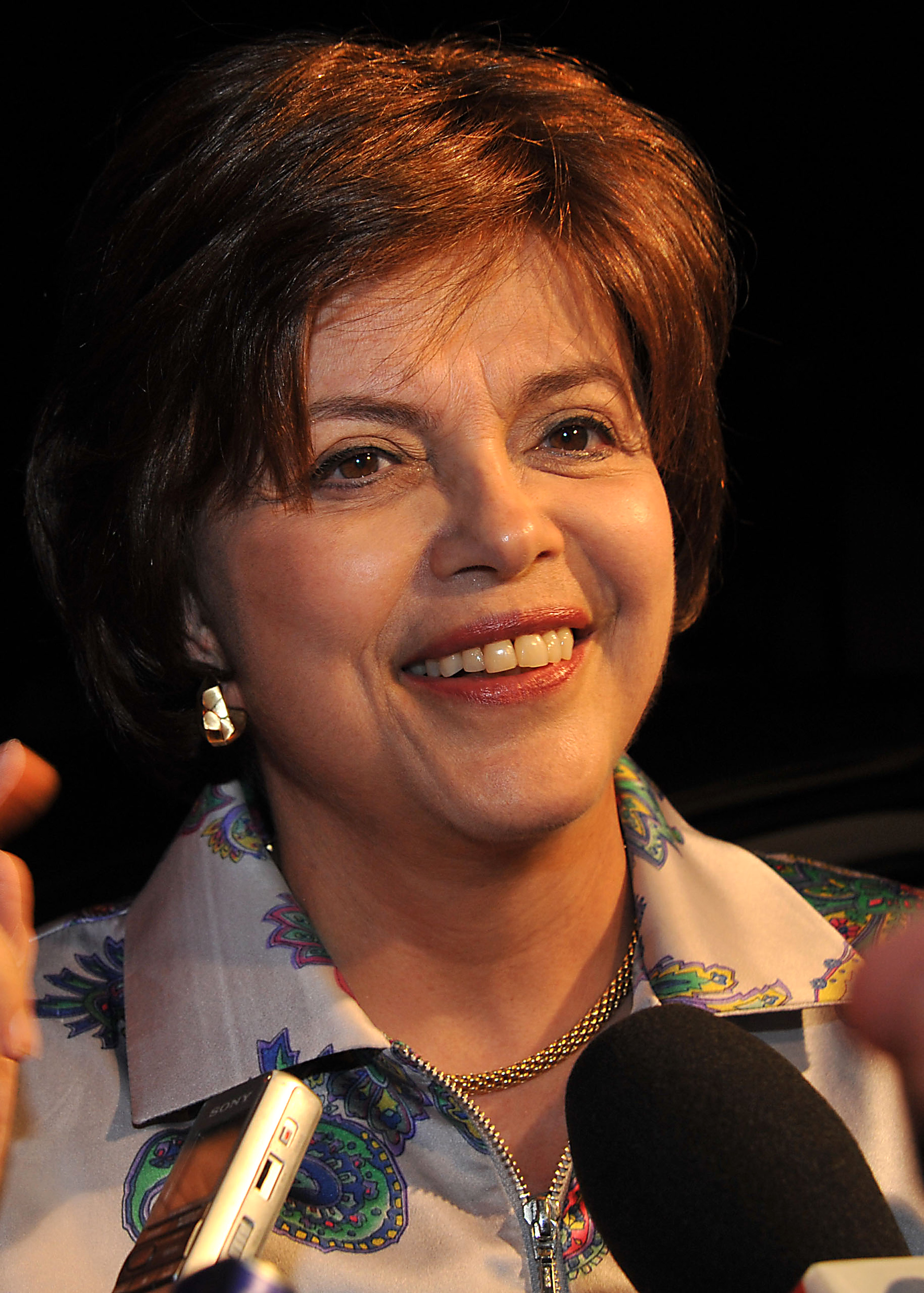
Dilma Rousseff é Ex-Secretária Municipal da Fazenda de Porto Alegre, ex-Secretária de Minas, Energia e Comunicações do Rio Grande do Sul, ex-Ministra de Minas e Energia e ex-Ministra-chefe da Casa Civil até a eleição presidencial de 2010,na qual foi eleita a primeira mulher presidente do Brasil.
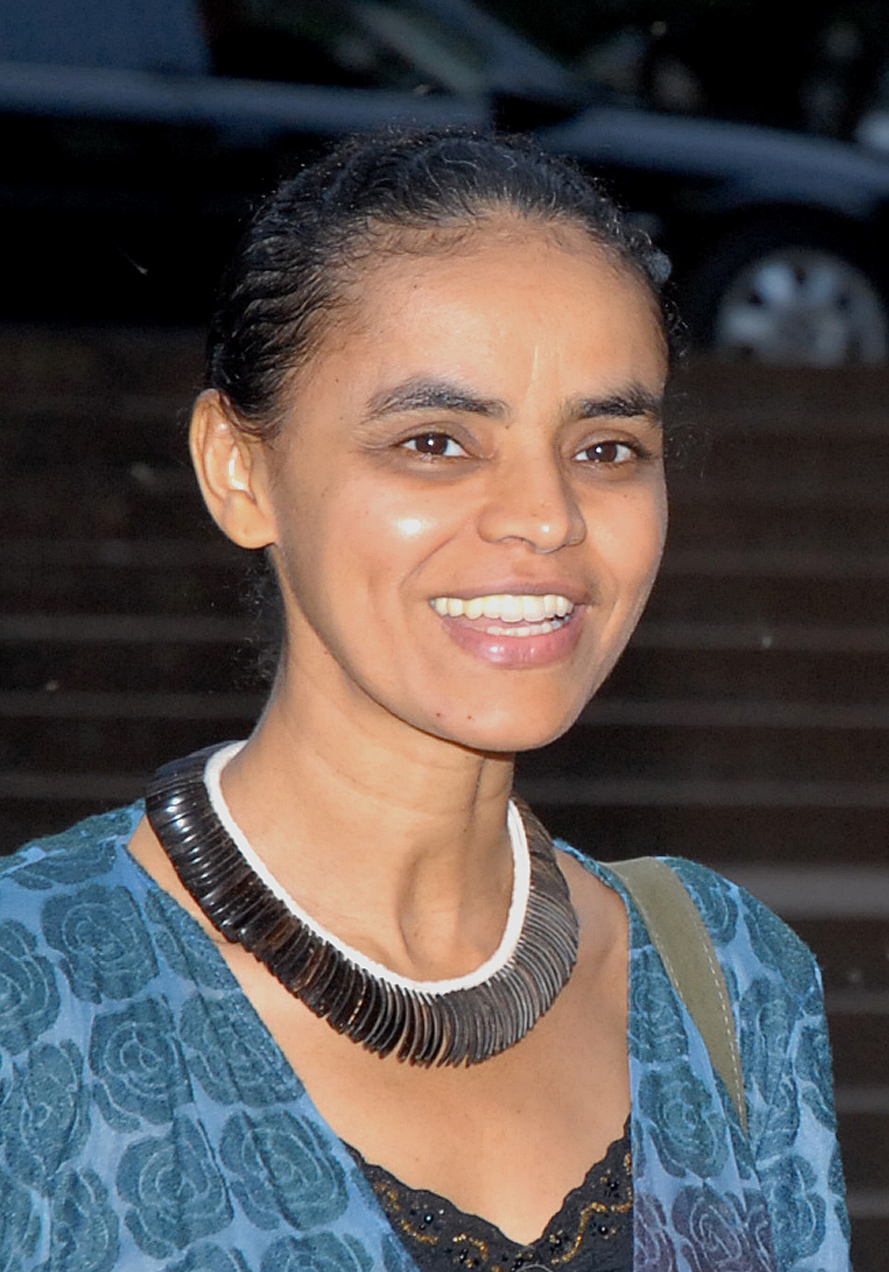
Marina Silva é ex-vereadora de Rio Branco, ex-deputada estadual do Acre, ex-senadora pelo Acre e ex-ex-ministra do Meio Ambiente do Brasil.
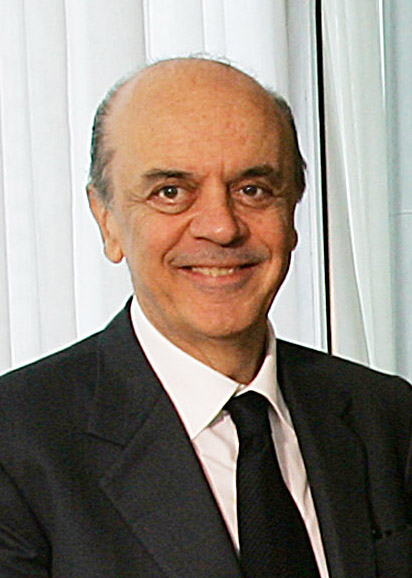
José Serra foi ex-Secretário do Planejamento, ex-deputado federal constituinte, ex-ministro do Planejamento do Brasil, ex-ministro da Saúde do Brasil, até a eleição presidencial.
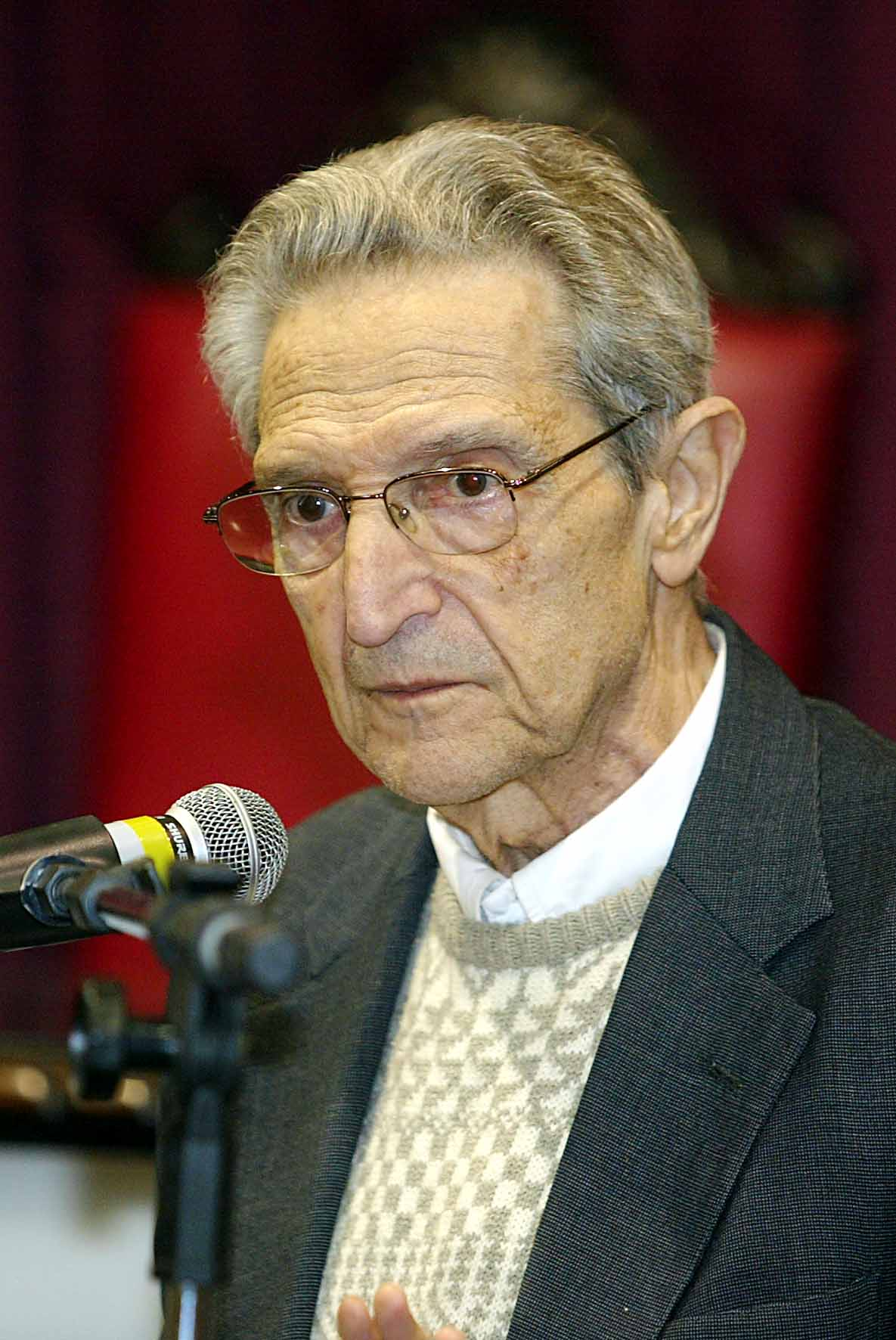
Plínio de Arruda Sampaio é ex-deputado Federal por São Paulo, além de ter sido eleito deputado federal constituinte.

Segundo a imprensa local, a coincidência temporal entre a partida de futebol e o primeiro debate deixou claro qual é a preferência dos brasileiros, apenas dois meses antes da eleição. A imprensa também disse que o debate foi "chato", "previsível", "morno" e "agradável".
No segundo debate, hospedado na Rede Gazeta/Estado de São Paulo, a presidenciável Dilma Rousseff não estava presente por questão de agenda, o que monopolizou o debate através de críticas. A emissora deixou uma cadeira vazia.
O terceiro debate, hospedado na RedeTV! em parceria com a Folha de S.Paulo foi ao ar num domingo,dia 12 de setembro. A imprensa em geral deu destaque a intensa troca de acusações entre os principais candidatos .
O quarto debate, hospedado no SBT Nordeste causou entusiasmo na Região Nordeste por ser o primeiro debate televisionado regional registrado entre presidenciáveis. Teve duas horas de duração, em quatro blocos. A base do teledebate foi feita baseado nos moldes de teledebates americanos, isto é, com mobilidade livre dos candidatos, sem bancadas fixas e com tema central - a Região Nordeste.
Houve mais dois debates na televisão, nos dias 26 e 30 de setembro, na Rede Record e na Rede Globo, respectivamente, sem mudanças profundas nas considerações da imprensa. A MTV Brasil considerou hospedar um debate que estaria marcado para o dia 10 de setembro, entretanto, apenas dois candidatos confirmaram presença, o que levou a emissora a desistir do projeto.
| Cronologia dos debates televisionados nas eleições presidenciais no Brasil de 2010 - Primeiro turno |                      | |                                                                    |                                                                                          |         | |
| Data do debate televisivo                                                                           | Mediadores           | Temas que nortearam o debate | Hóspede do debate                                                  | Localização do estúdios                                                                  | Horário | Público estimado |
| 5 de agosto de 2010                                                                                 | Ricardo Boechat      | Reforma agrária, saúde, segurança pública, educação e infra-estrutura | TV Bandeirantes, BandNews, BandNews FM, Rádio Bandeirantes e eBand | São Paulo, SP Rua dos Radiantes, 13, Morumbi                                             | 21h00   | ± 5% dos telespectadores da Grande São Paulo (241 mil pessoas)                                                                                    |
| 8 de setembro de 2010                                                                               | Maria Lydia Flandoli | Meio Ambiente, segurança de dados públicos, educação e saneamento básico | TV Gazeta/Estado de São Paulo                                      | São Paulo, SP Av. Paulista, 900 - Cerqueira César                                        | 23h00   | ± 1% dos telespectadores da Grande São Paulo (76 mil pessoas)                                                                                     |
| 12 de setembro de 2010                                                                              | Kennedy Alencar      | Acertos e Erros do Governo Lula, meio ambiente, segurança de dados públicos, educação, saúde | RedeTV!/Folha de S.Paulo                                           | Osasco, SP Av. Presidente Kennedy, 2869 Vila São José - Osasco - SP                      | 21h00   | ± 3% dos telespectadores da Grande São Paulo (304 mil pessoas)                                                                                    |
| 20 de setembro de 2010                                                                              | Carlos Nascimento    | Região Nordeste | SBT                                                                | Recife, PE Rua Capitão Lima, 250 Santo Amaro - Recife - PE                               | 21h30   | ± 142 mil pessoas (nas duas praças medidas: Recife e Salvador)                                                                                    |
| 26 de setembro de 2010                                                                              | Celso Freitas        | Política externa(Irã), corrupção, exclusão social, educação, Governo FHC, habitação, administração pública, Meio Ambiente, liberdade de imprensa, impostos, política antidrogas, desemprego, analfabetismo e Petrobras. | Rede Record/Record News/Portal R7                                  | Rio de Janeiro, RJ RecNov Estrada dos Bandeirantes, 23.505, Vargem Grande                | 21h00   | ± 10% dos telespectadores da Grande Rio de Janeiro. ± 9% dos telespectadores da Grande São Paulo(570 mil domicílios) ± 1,5 milhão de internautas. |
| 30 de setembro de 2010                                                                              | William Bonner       | Legislação trabalhista, Administração pública, Tributos, Previdência social, Transporte público, Habitação, Saneamento básico, Saúde pública, Propriedade privada                                                       | Rede Globo/Portal G1                                               | Rio de Janeiro, RJ Central Globo de Produção Estrada dos Bandeirantes, 6700, Jacarepaguá | 22h30   | ± 41% dos telespectadores na Grande Rio de Janeiro (1.560.000 domicílios) ± 39% dos telespectadores na Grande São Paulo (1.368.000 domicílios)    |
| Cronologia dos debates televisionados nas eleições presidenciais no Brasil de 2010 - Segundo turno  |                      | |                                                                    |                                                                                          |         | |
| 10 de outubro de 2010                                                                               | Ricardo Boechat      | Privatização de estatais, segurança pública, aborto, corrupção | TV Bandeirantes, BandNews, BandNews FM, Rádio Bandeirantes e eBand | São Paulo, SP Rua dos Radiantes, 13, Morumbi                                             | 22h00   | ± 6% dos telespectadores na Grande São Paulo (240 mil domicílios).                                                                                |
| 17 de outubro de 2010                                                                               | Kennedy Alencar      | Escolas técnicas, Privatizações, Segurança pública, Infraestrutura, Corrupção, Saúde pública, Educação, Emprego e Deficientes físicos                                                                                   | RedeTV!/Folha de S.Paulo                                           | Osasco, SP Av. Presidente Kennedy, 2869 Vila São José - Osasco - SP                      | 21h10   | ± 7% dos telespectadores na Grande São Paulo (420 mil domicílios no pico)                                                                         |
| 25 de outubro de 2010                                                                               | Celso Freitas        | Projetos para a Região Nordeste, Corrupção, Privatização, Segurança pública, Meio Ambiente e Movimentos sociais | Rede Record/Record News/Portal R7                                  | São Paulo - SP Rua da Várzea, 240, Barra Funda                                           | 23h00   | ± 17% dos telespectadores na Grande São Paulo (539 mil domicílios)                                                                                |
| 29 de outubro de 2010                                                                               | William Bonner       | O debate televisionado esteve norteado em modelo arquitetado nos Estados Unidos, baseado em 12 perguntas feitas por eleitores que se dizem estar na condição de indecisão.                                              | Rede Globo/Portal G1                                               | Rio de Janeiro, RJ Central Globo de Produção Estrada dos Bandeirantes, 6700, Jacarepaguá | 22h30   | ± 25% dos telespectadores na Grande São Paulo (1 milhão e 375 mil domicílios)                                                                     |

### 2014

Presidenciáveis no debate presidencial
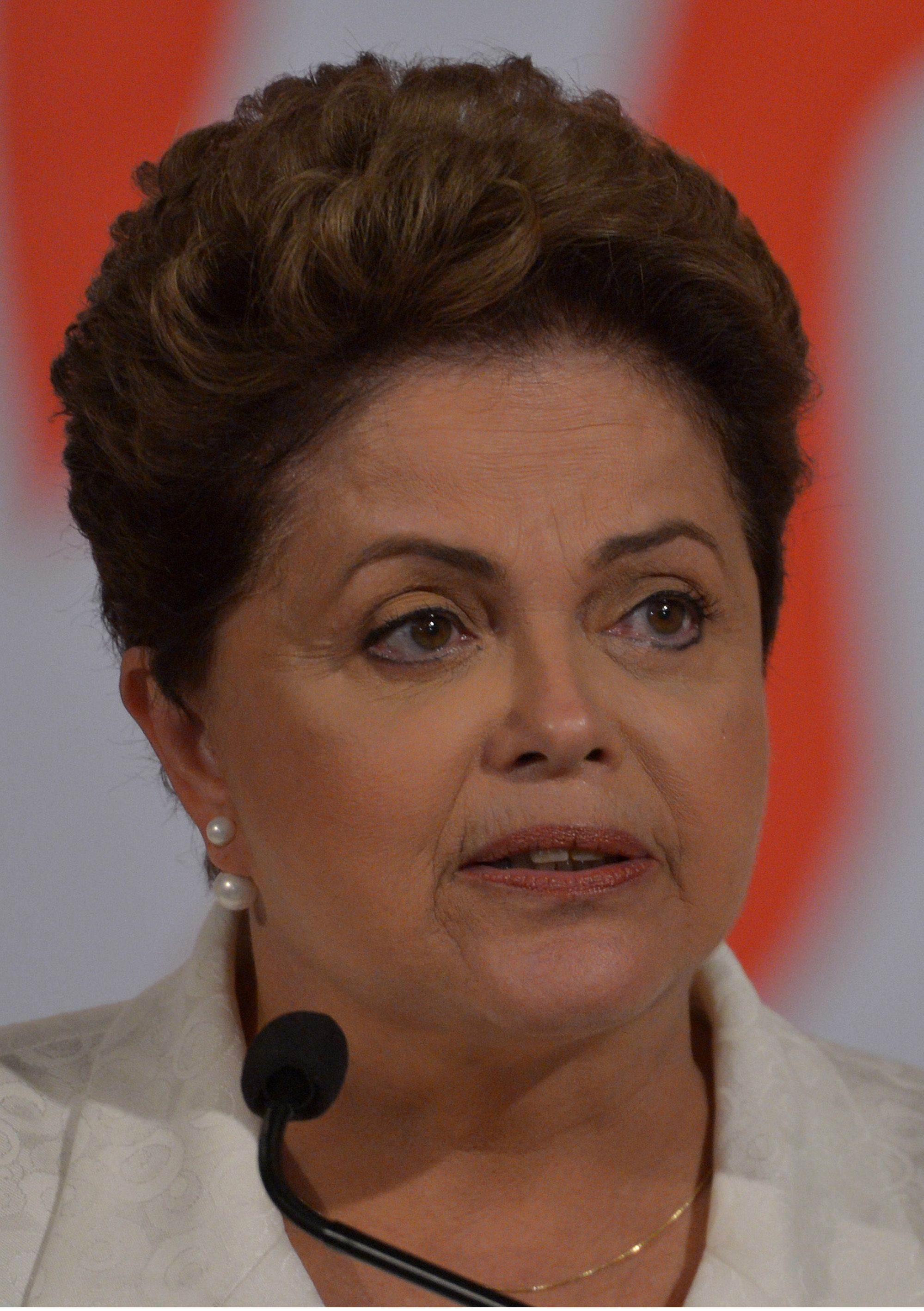
Eleita presidente da República em 2010, Rousseff é ex-Secretária Municipal da Fazenda de Porto Alegre, ex-Secretária de Minas, Energia e Comunicações do Rio Grande do Sul, ex-Ministra de Minas e Energia, ex-Ministra-chefe da Casa Civil. Foi reeleita para o cargo, em 2014.
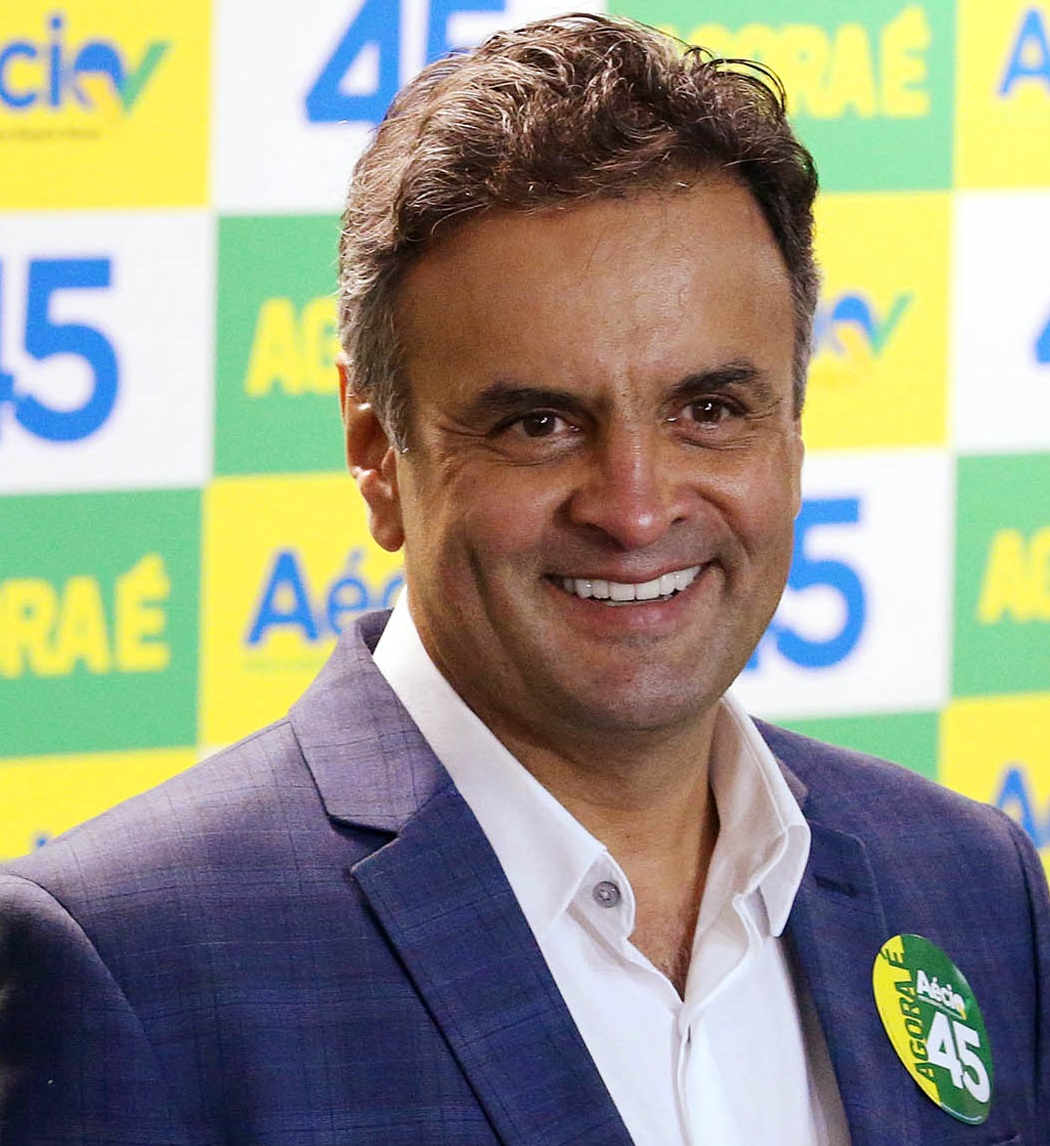
Aécio Neves é graduado em economia pela Pontifícia Universidade Católica de Minas Gerais (PUC Minas). É neto do ex-presidente Tancredo Neves, com quem adquiriu suas primeiras experiências políticas. Em 1987, iniciou o seu primeiro mandato como deputado federal constituinte pelo estado de Minas Gerais, exercendo o cargo até 2002, totalizando quatro mandatos. Presidiu a Câmara dos Deputados no biênio de 2001–2002, renunciando ao cargo em dezembro de 2002, para assumir o governo de Minas Gerais e reeleito em 2006, assume como senador em 2010.
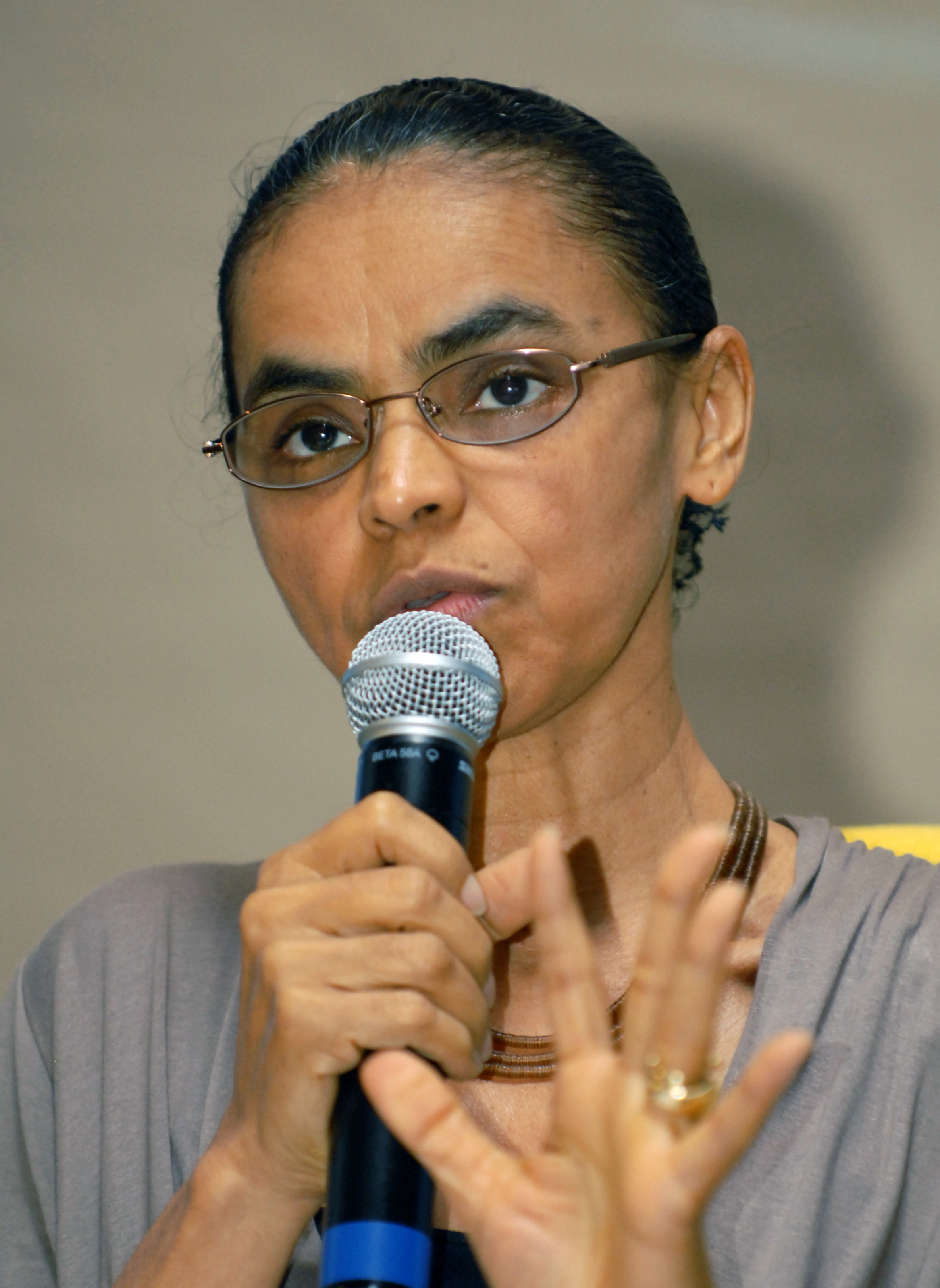
Inicialmente, Marina Silva se candidataria a vice-presidente dentro da chapa de Eduardo Campos (porque não teve tempo para fundar a Rede Sustentabilidade), todavia Campos falece num acidente aéreo. Anteriormente ela é ex-vereadora de Rio Branco, ex-deputada estadual do Acre, ex-senadora pelo Acre e ex-ministra do Meio Ambiente do Brasil.
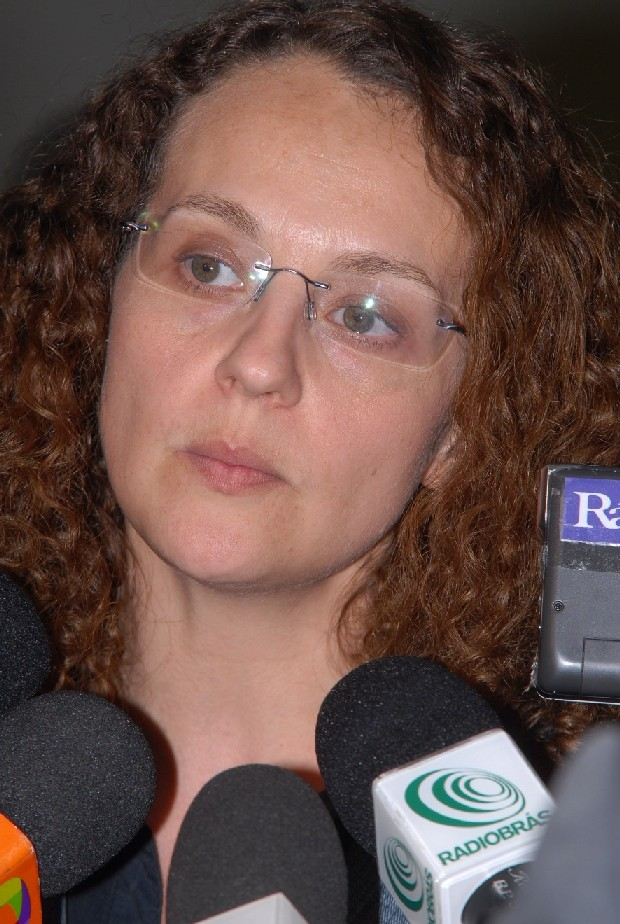
Luciana Genro iniciou sua trajetória política no movimento estudantil de Porto Alegre. Foi eleita em 1994, aos 23 anos, para seu primeiro mandato como deputada estadual e reeleita em 1998 com o dobro da votação anterior. Em 2002, foi eleita pela primeira vez deputada federal por seu estado, nas mesmas eleições em que Luiz Inácio Lula da Silva foi eleito Presidente da República.
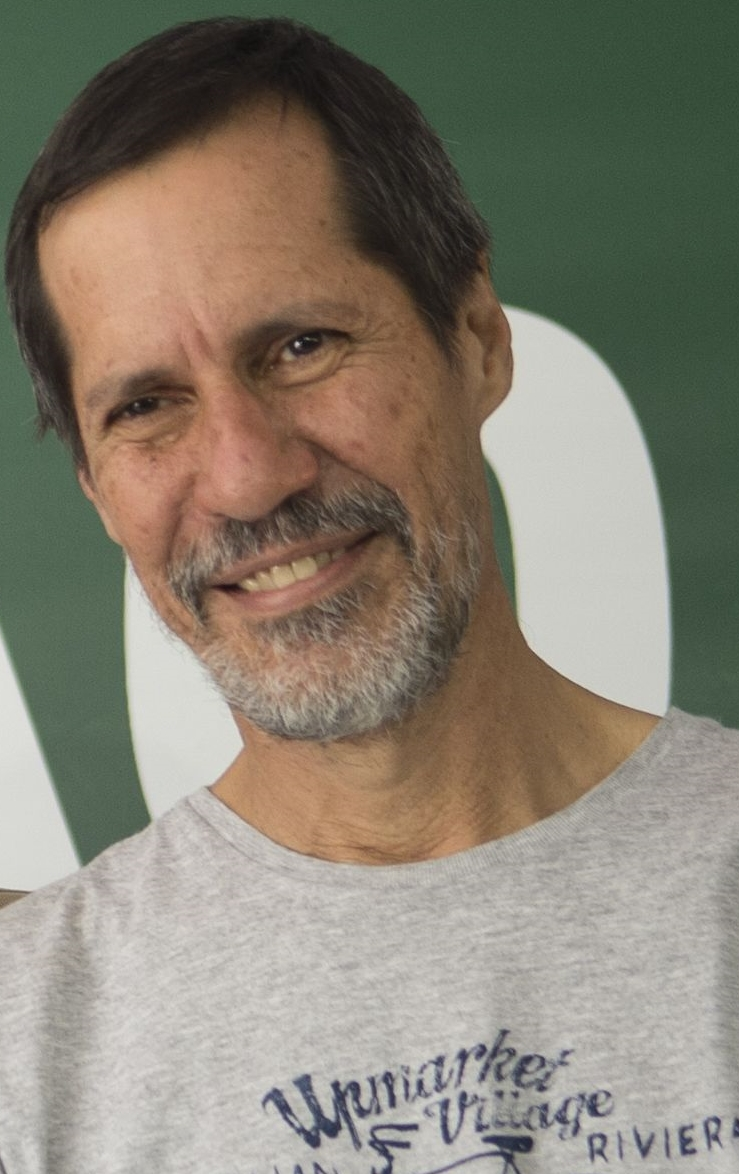
Eduardo Jorge Martins Alves Sobrinho foi deputado estadual e federal pelo PT em vários mandatos, de 1983 a 2003. Em 1991, Eduardo Jorge propôs a remoção das marcas comerciais de medicamentos - um pontapé inicial para os futuros medicamentos genéricos. Porém, divergências com o partido que ajudou a fundar levaram-no a filiar-se ao Partido Verde, em 2004.
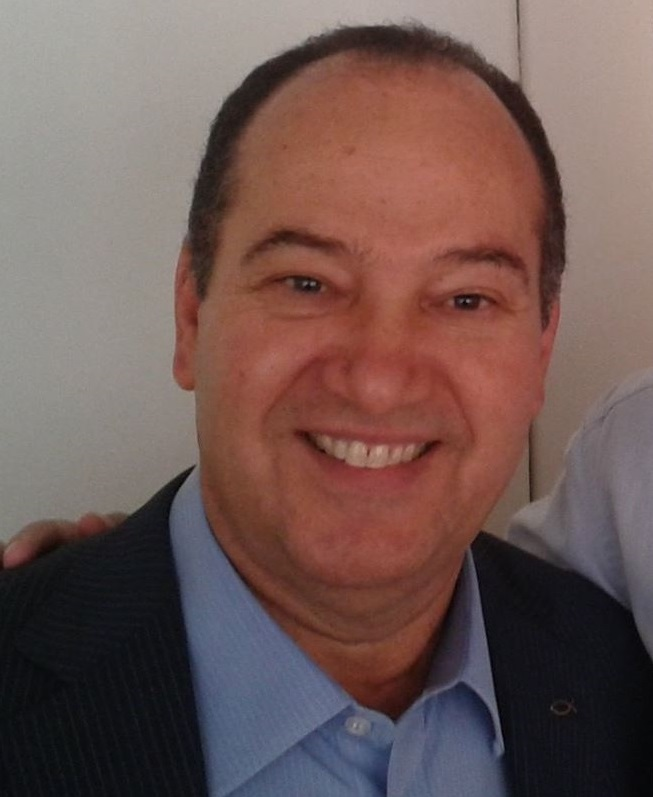
Everaldo Dias Pereira se manteve nos bastidores da política fluminense até se sagrar vitorioso com a chapa do governador Anthony Garotinho (então no PDT) que foi eleito em 1998, governador do Estado fluminense. Em 2003, filiou-se ao Partido Social Cristão (PSC) como vice-presidente. Após mais de uma década no comando da legenda, decidiu concorrer a um cargo majoritário pela primeira vez.
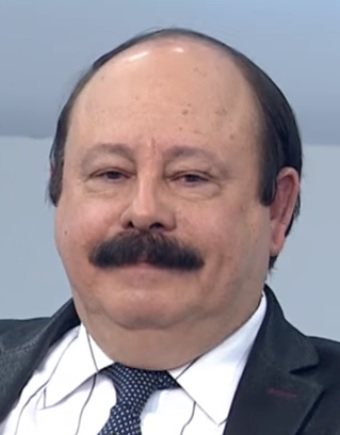
Fidelix foi um político, empresário, jornalista e publicitário brasileiro, fundador do Partido Renovador Trabalhista Brasileiro (PRTB). Fidelix reclamava a autoria de diversos projetos, entre eles o aerotrem, um projeto de trem-bala entre Campinas, São Paulo e Rio de Janeiro. Suas declarações sobre homossexuais provocou 'polêmica' nas redes sociais sobre o assunto no pleito de 2014

A temporada de debates nas eleições presidenciais brasileiras de 2014 foi realizado de 26 de agosto até o dia 24 de outubro. Para a eleição presidencial de 2014, o Tribunal Superior Eleitoral aprovou nove debates televisivos, que foram ao ar em rede nacional de TV em parceria com emissoras de rádio e portais de internet.
| Data do debate televisivo | Mediadores                     | Temas que nortearam o debate | Hóspede do debate                      | Localização do estúdios                                                                        | Horário | Público estimado |
| ------------------------- | ------------------------------ | --- | -------------------------------------- | ---------------------------------------------------------------------------------------------- | ------- | --- |
| 26 de agosto de 2014      | Ricardo Boechat                | Petrobras protestos de 2013 nova politica educação infraestrutura | Grupo Bandeirantes de Comunicação      | - São Paulo, SP - Rua dos Radiantes, 13, Morumbi                                               | 21h30   | ± 5% dos telespectadores da Grande São Paulo (241 mil pessoas)                                                                                    |
| 1 de setembro de 2014     | Carlos Nascimento              | educação segurança pública aposentadoria saneamento básico | SBT, Folha de S.Paulo, UOL e Jovem Pan | - Osasco, SP - Rod. Anhanguera, km 18 - Avenida das Comunicações, 4 - Industrial Anhanguera    | 17h45   | ± 5% dos telespectadores da Grande São Paulo (351 mil pessoas)                                                                                    |
| 16 de setembro de 2014    | Rodolpho Gamberini             | Governo Lula meio ambiente segurança de dados públicos educação saúde | TV Aparecida e CNBB                    | - Aparecida, SP, SP - Av. Getúlio Vargas, 185 - Centro - Aparecida - SP                        | 21h00   | ± 3% dos telespectadores da Grande São Paulo (304 mil pessoas)                                                                                    |
| 28 de setembro de 2014    | Celso Freitas e Adriana Araújo | política externa corrupção exclusão social educação Governo FHC habitação administração pública Meio Ambiente liberdade de imprensa impostos política antidrogas desemprego analfabetismo Petrobras | Rede Record                            | - Rio de Janeiro, RJ - RecNov Estrada dos Bandeirantes, 23.505, Vargem Grande                  | 21h00   | ± 10% dos telespectadores da Grande Rio de Janeiro. ± 9% dos telespectadores da Grande São Paulo(570 mil domicílios) ± 1,5 milhão de internautas. |
| 2 de outubro de 2014      | William Bonner                 | legislação trabalhista administração pública tributos previdência social transporte público habitação saneamento básico saúde pública propriedade privada                                           | Rede Globo                             | - Rio de Janeiro, RJ - Central Globo de Produção - Estrada dos Bandeirantes, 6700, Jacarepaguá | 22h30   | ± 26% dos telespectadores na Grande Rio de Janeiro (1.560.000 domicílios) ± 21% dos telespectadores na Grande São Paulo (1.368.000 domicílios)    |

| Data do debate televisivo | Mediadores                     | Temas que nortearam o debate | Hóspede do debate                 | Localização do estúdios                                                                        | Horário | Público estimado                                                              |
| ------------------------- | ------------------------------ | --- | --------------------------------- | ---------------------------------------------------------------------------------------------- | ------- | ----------------------------------------------------------------------------- |
| 14 de outubro de 2014     | Ricardo Boechat                | privatização segurança pública aborto corrupção | Grupo Bandeirantes de Comunicação | - São Paulo, SP - Rua dos Radiantes, 13, Morumbi                                               | 22h00   | ± 11% dos telespectadores na Grande São Paulo (240 mil domicílios).           |
| 16 de outubro de 2014     | Carlos Nascimento              | escola técnicas privatização segurança pública infraestrutura corrupção saúde pública educação emprego deficientes físicos                                                 | SBT, UOL e Jovem Pan              | - Osasco, SP - Av. Presidente Kennedy, 2869 - Vila São José - Osasco - SP                      | 21h10   | ± 9% dos telespectadores na Grande São Paulo (420 mil domicílios no pico)     |
| 19 de outubro de 2014     | Celso Freitas e Adriana Araújo | projetos para a Região Nordeste corrupção privatização segurança pública meio ambiente movimentos sociais                                                                  | Rede Record                       | - São Paulo - SP - Rua da Várzea, 240, Barra Funda                                             | 22h30   | ± 12% dos telespectadores na Grande São Paulo (539 mil domicílios)            |
| 24 de outubro de 2014     | William Bonner                 | O debate televisionado esteve norteado em modelo arquitetado nos Estados Unidos, baseado em 12 perguntas feitas por eleitores que se dizem estar na condição de indecisão. | Rede Globo                        | - Rio de Janeiro, RJ - Central Globo de Produção - Estrada dos Bandeirantes, 6700, Jacarepaguá | 22h30   | ± 30% dos telespectadores na Grande São Paulo (1 milhão e 375 mil domicílios) |

Todos os debates de primeiro turno tiveram a presença de pelo menos sete dos onze candidatos: Dilma Rousseff, Aécio Neves, Marina Silva, Everaldo Pereira, Luciana Genro, Eduardo Jorge e Levy Fidelix. Apenas um debate, o da TV Aparecida/CNBB, teve além dos sete mencionados, o democrata-cristão José Maria Eymael, bem como a emissora católica foi a única a ter apenas o debate de primeiro turno (as quatro grandes emissoras comerciais levaram ao ar também debates de segundo turno).

### 2018
A temporada de debates nas eleições presidenciais brasileiras de 2018 foi realizado de 26 de agosto até o dia 24 de outubro. Para a eleição presidencial de 2018, o Tribunal Superior Eleitoral aprovou sete debates televisivos, que foram ao ar em rede nacional de TV em parceria com emissoras de rádio e portais de internet.
Todos os debates de primeiro turno tiveram a presença de pelo menos sete dos onze candidatos: Alvaro Dias, Geraldo Alckmin, Marina Silva, Henrique Meirelles, Guilherme Boulos e Ciro Gomes. Cabo Daciolo compareceu a quase todos os debates televisivos,exceto ao debate da TV Aparecida.
Jair Bolsonaro participou dos dois primeiros debates, antes de sofrer o atentado. Fernando Haddad participou a partir do debate da TV Aparecida, pois nos dois primeiros debates estava indefinido o candidato do PT. Pela primeira vez desde a redemocratização, não houve debate no segundo turno.
Diante da tentativa de homicídio sofrida pelo candidato Jair Bolsonaro, que lhe impediu de participar de debates, o segundo turno da eleição de 2018 foi o primeiro desde a redemocratização em que os candidatos classificados para a fase final da votação não participaram de debates. Segundo a equipe médica do Hospital Albert Einstein, que acompanhava a recuperação de Bolsonaro, o presidenciável não estava clinicamente impedido de participar de debates e de agendas de campanha.

#### Primeiro turno

Presidenciáveis convidados no debate presidencial
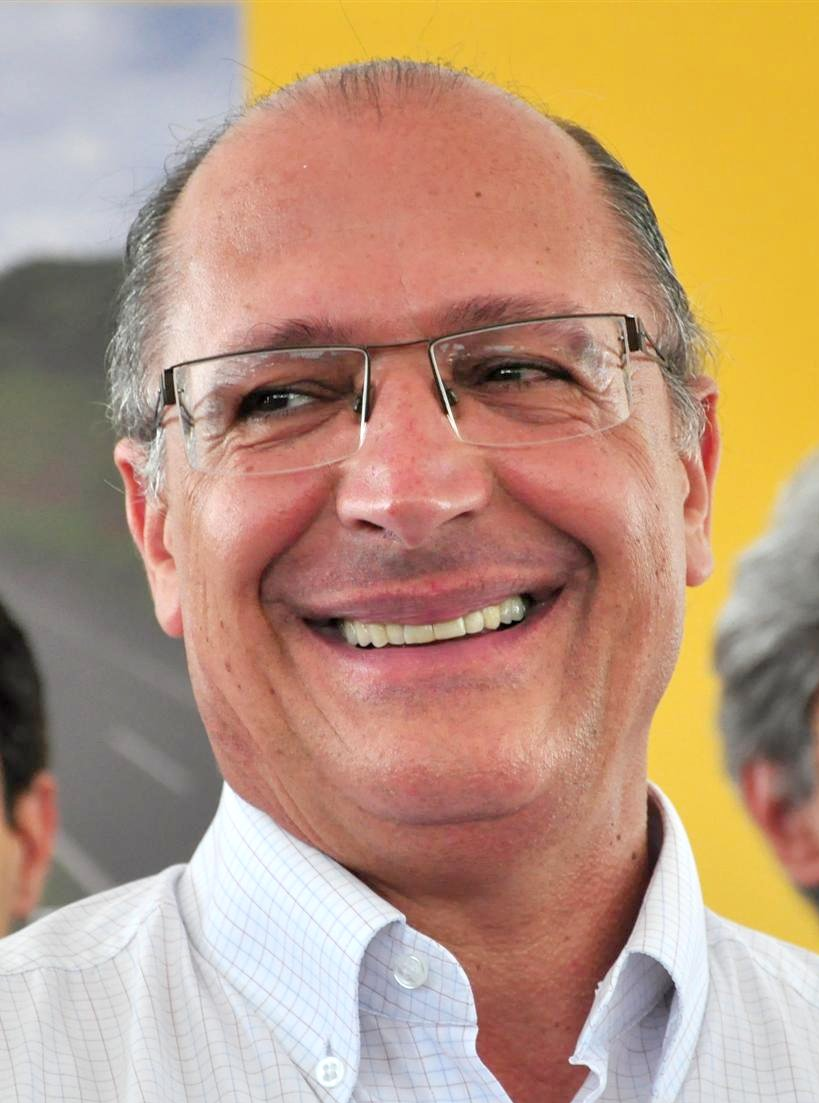
Geraldo Alckmin foi governador do Estado de São Paulo de 2001 a 2006 e de 2011 a 2018, tendo sido o político que por mais tempo comandou o governo paulista desde a redemocratização do Brasil. Atualmente é professor universitário no curso de medicina da Universidade Nove de Julho. É membro da Academia de Medicina de São Paulo. Alckmin é sobrinho do ex-ministro do Supremo Tribunal Federal, Rodrigues Alckmin, e primo do ex-vice-presidente da República, José Maria Alkmin. É casado com Lu Alckmin, com quem teve três filhos: Sophia Alckmin, Geraldo e Thomaz Alckmin, este último falecido. Formado em medicina pela Universidade de Taubaté, iniciou sua carreira política em Pindamonhangaba, onde foi eleito vereador, presidente da Câmara dos Vereadores e prefeito. Depois, foi eleito para a Assembleia Legislativa nas eleições de 1982 e para a Câmara dos Deputados em 1986 e 1990. Em 1988, foi um dos fundadores do Partido da Social Democracia Brasileira (PSDB), ao qual foi filiado até 2021.
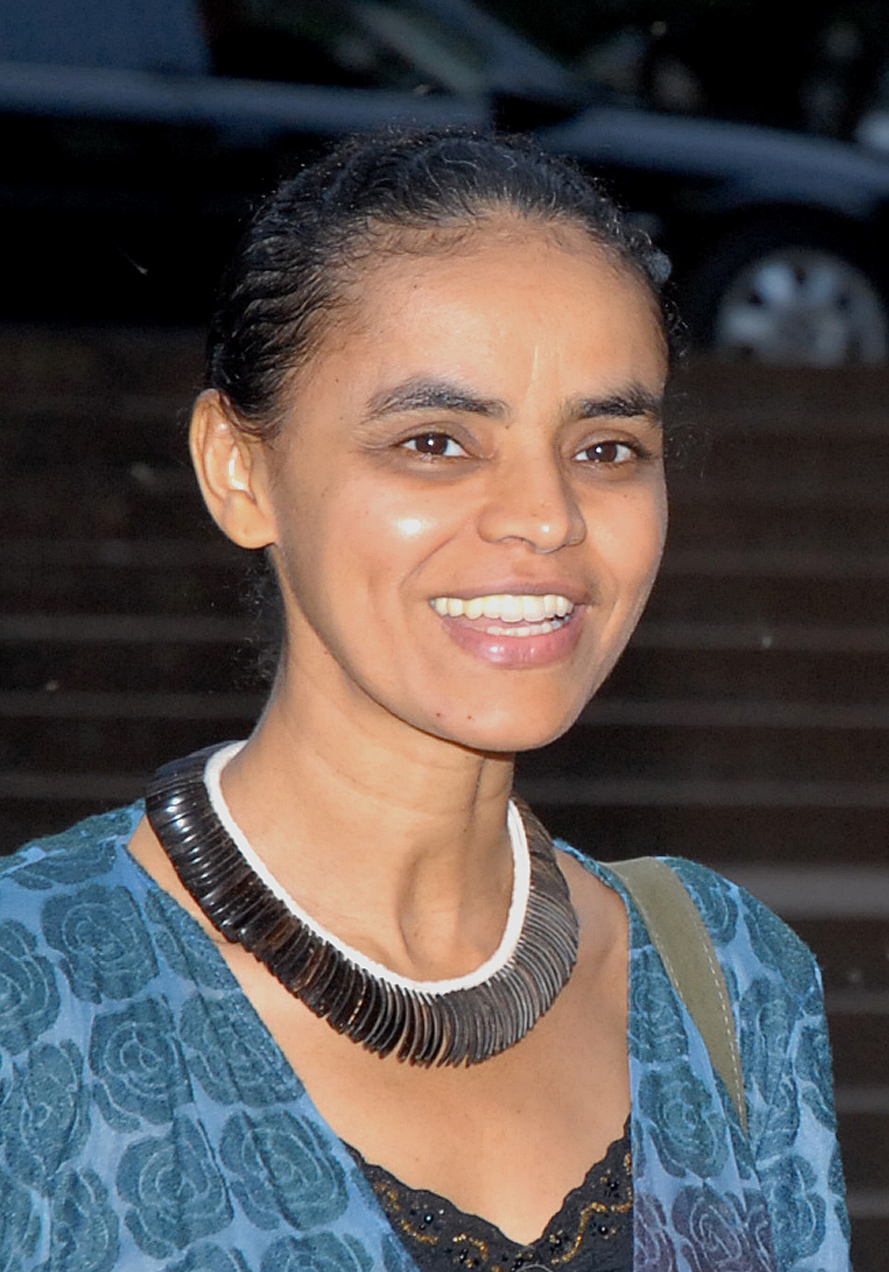
Marina Silva é historiadora, ex-vereadora de Rio Branco, ex-deputada estadual do Acre, ex-senadora pelo Acre e ex-ministra do Meio Ambiente do Brasil.
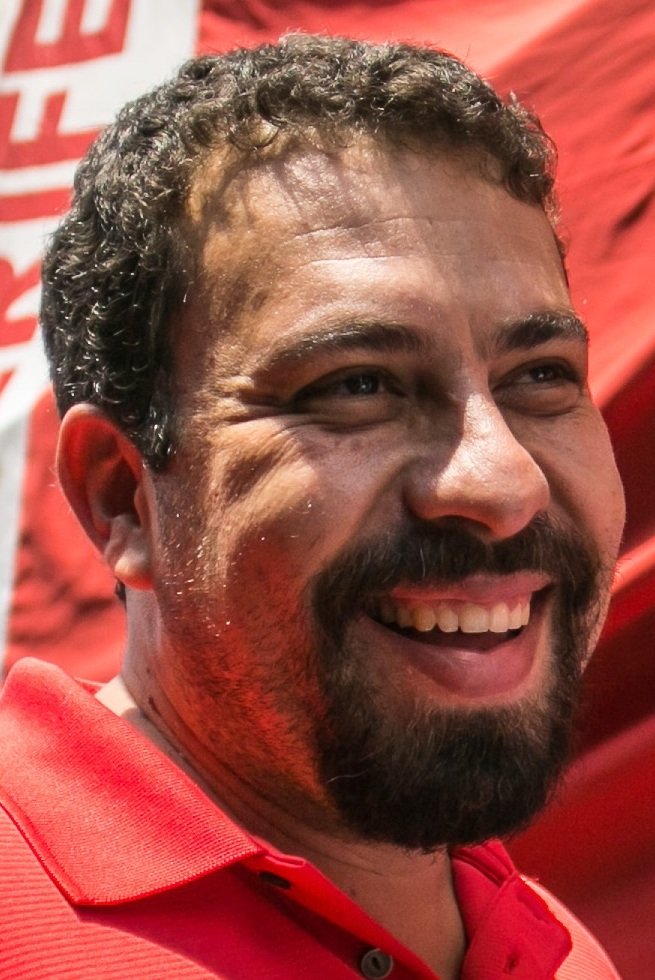
Guilherme Boulos é um professor, bacharel em filosofia, psicanalista, ativista, político e escritor brasileiro. Filiado ao Partido Socialismo e Liberdade (PSOL).
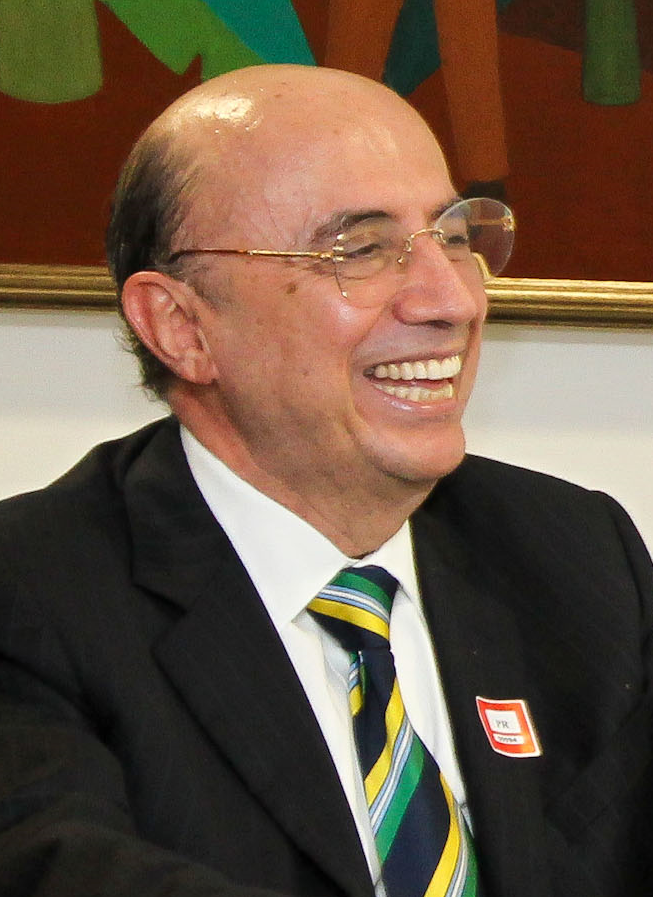
Henrique de Campos Meirelles é considerado uma das figuras mais respeitadas na área financeira internacional, Meirelles foi presidente internacional do BankBoston; presidente do Banco Central do Brasil (BCB), cargo que ocupou de 2003 a 2011 durante o Governo Lula; e Ministro da Fazenda no Governo Michel Temer entre 2016 e 2018.
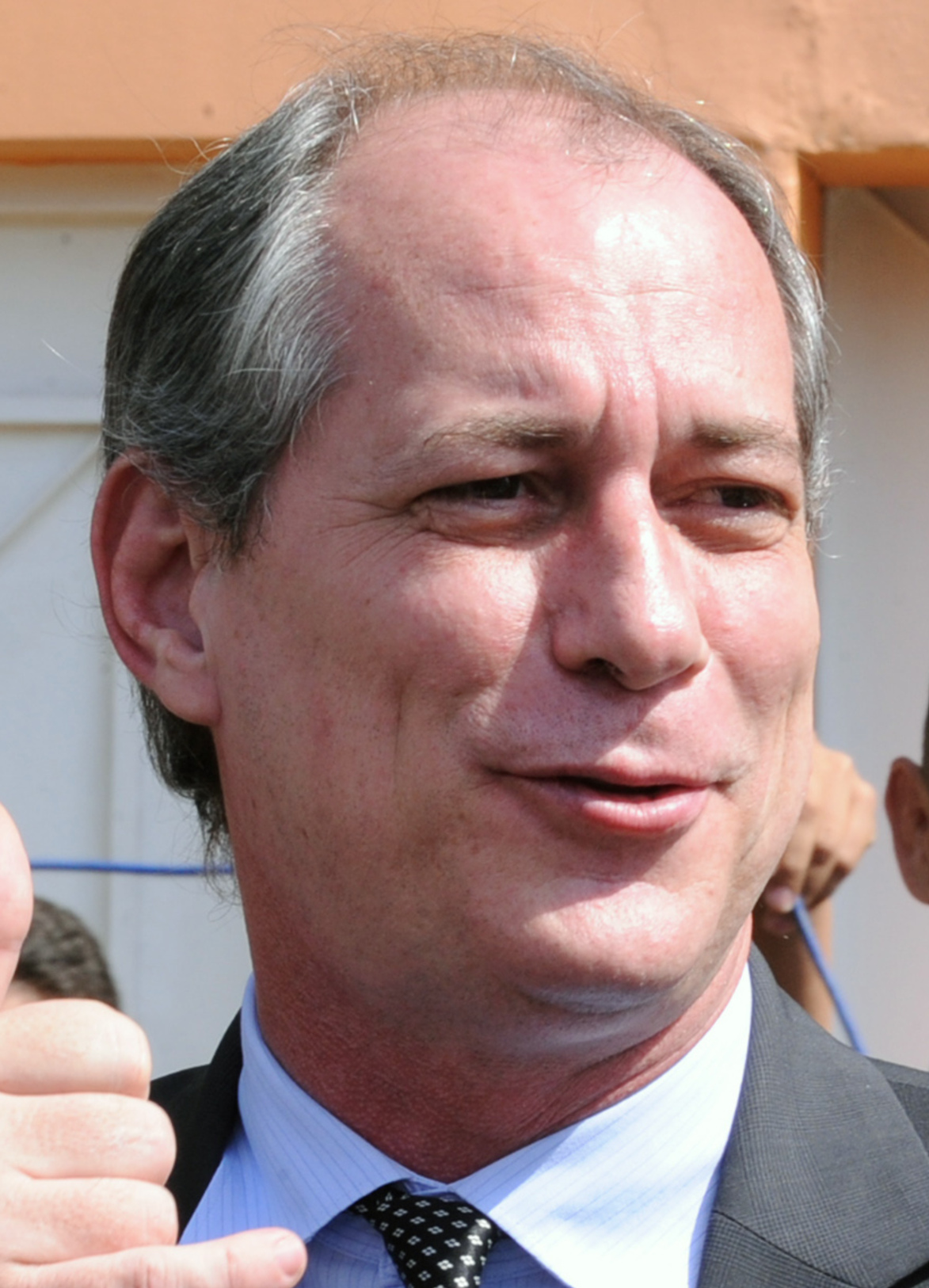
Ciro Gomes é ex-deputado estadual, ex-Prefeito de Fortaleza, ex-Governador do Ceará, ex-ministro da Fazenda do Governo Itamar Franco, ex-ministro da Integração Nacional e ex-deputado federal.
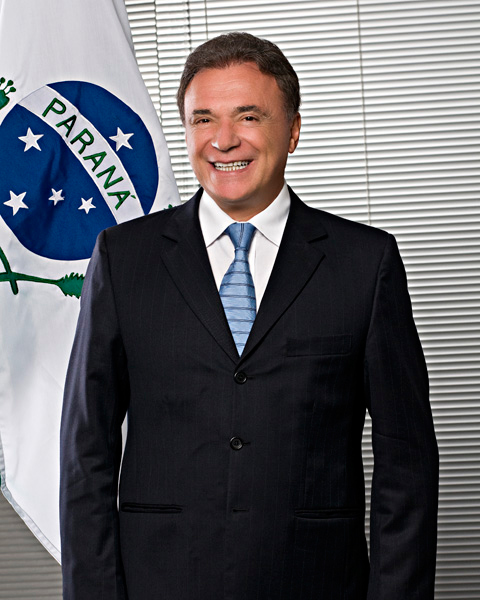
Álvaro Dias é um historiador, professor e político brasileiro. Filiado ao Podemos, é ex-vereador de Londrina, ex-deputado estadual, ex-deputado federal, ex-senador e ex-governador do Paraná.
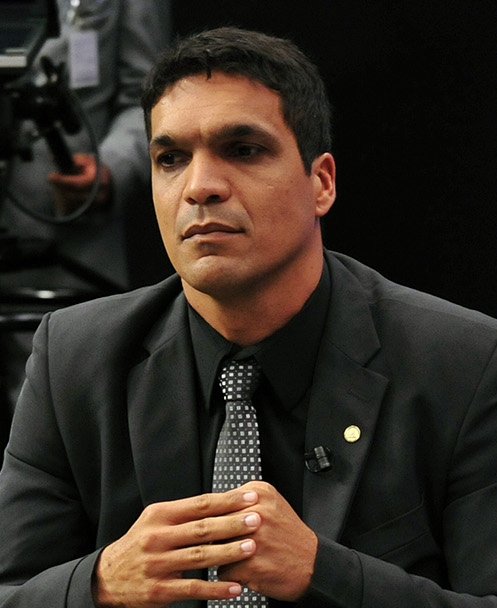
Benevenuto Daciolo Fonseca dos Santos, mais conhecido como Cabo Daciolo, é um bombeiro militar, pastor evangélico e político brasileiro. Daciolo foi eleito para o cargo de deputado federal pelo estado do Rio de Janeiro no pleito em 2014

#### Segundo turno
Eis os dois presidenciáveis em 2018 que participaram de alguns debates televisionados, não totalmente:

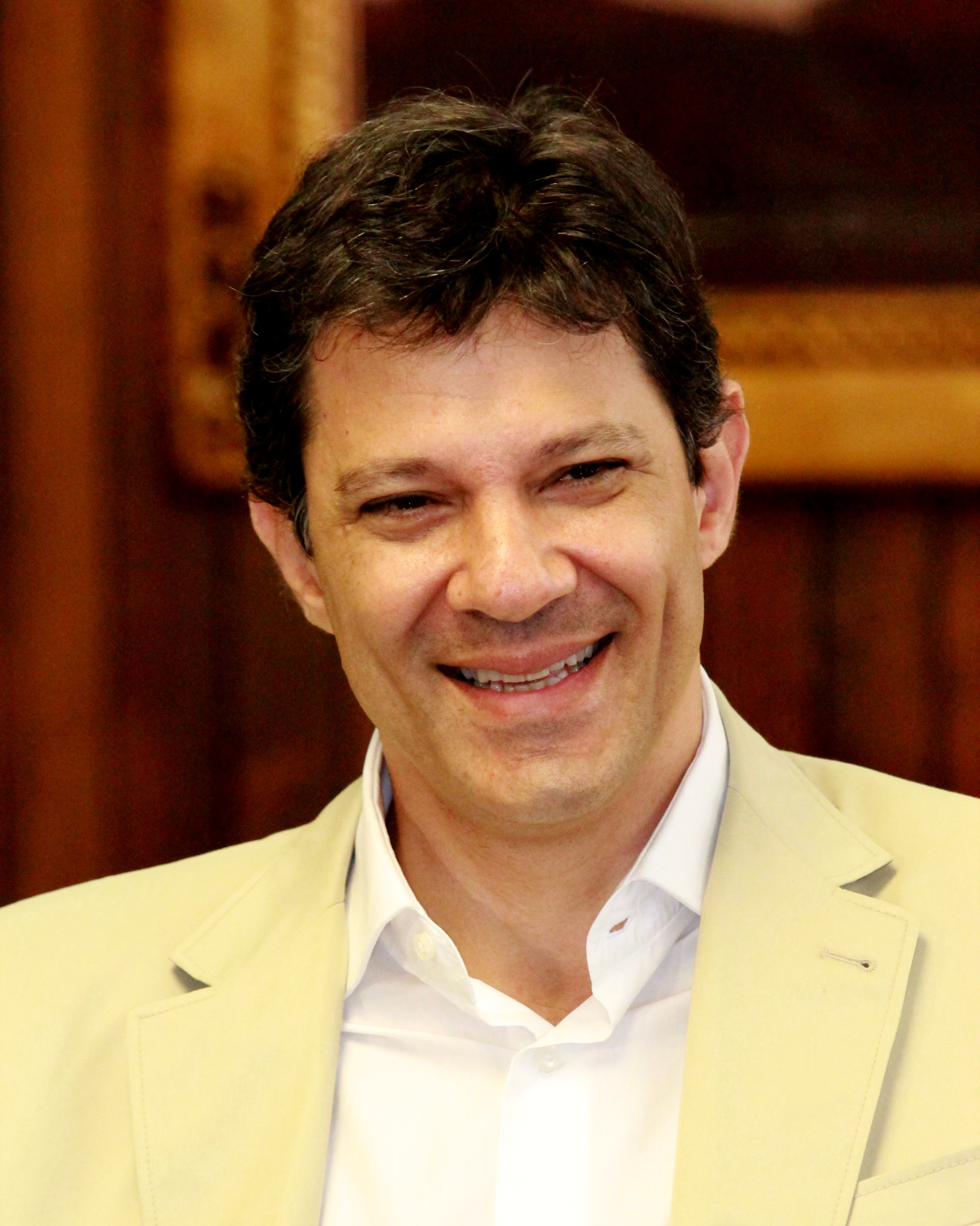
Fernando Haddad é um acadêmico, advogado e político brasileiro, filiado ao Partido dos Trabalhadores (PT). Foi ministro da Educação de 2005 a 2012, nos governos Lula e Dilma Rousseff, e prefeito da cidade de São Paulo de 2013 a 2016. É professor de ciência política da Universidade de São Paulo (USP), instituição pela qual se graduou bacharel em Direito, mestre em Economia e doutor em Filosofia.
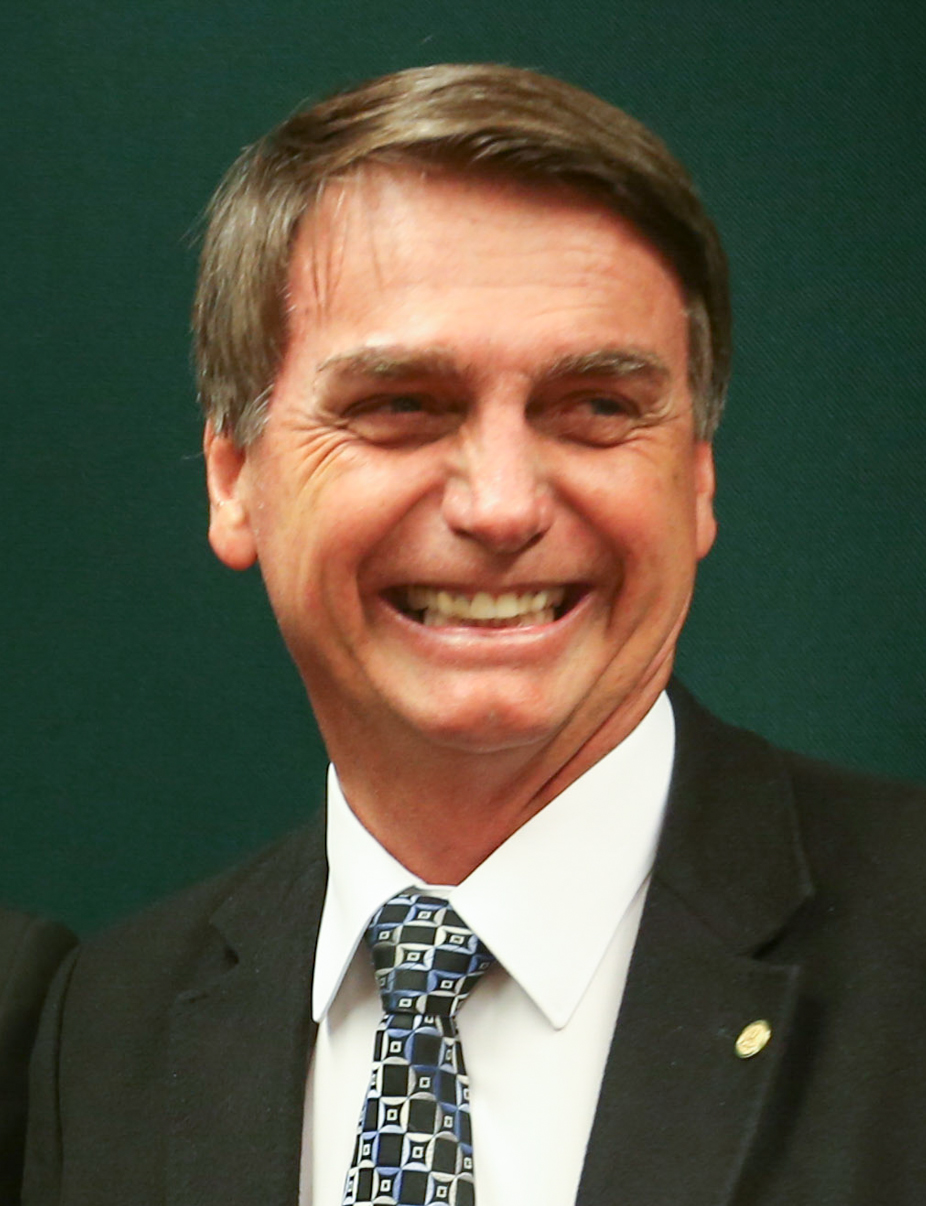
O então candidato, Jair Messias Bolsonaro é um militar reformado e político brasileiro, filiado ao Partido Liberal (PL). Se tornou o 38º presidente do Brasil desde 1º de janeiro de 2019, tendo sido eleito pelo Partido Social Liberal (PSL). Foi eleito vereador na cidade do Rio de Janeiro em 1988 e depois eleito deputado federal pelo Rio de Janeiro entre 1991 e 2018.

| Cronologia dos debates televisionados nas eleições presidenciais no Brasil de 2018 - Primeiro turno |                                        | |                                                                                 |                                                                                         |         | |
| Data do debate televisivo                                                                           | Mediadores                             | Temas que nortearam o debate | Hóspede do debate                                                               | Localização do estúdios                                                                 | Horário | Público estimado |
| 9 de agosto de 2018                                                                                 | Ricardo Boechat                        | corrupção, contas públicas,economia | TV Bandeirantes, BandNews, BandNews FM, Rádio Bandeirantes e portal Band.com.br | São Paulo, SP Rua dos Radiantes, 13, Morumbi                                            | 21h30   | ± 7% dos telespectadores da Grande São Paulo (241 mil pessoas)                                                                                 |
| 17 de agosto de 2018                                                                                | Amanda Klein Boris Casoy Mariana Godoy | corrupção, segurança, educação, saúde e economia. | RedeTV! e Istoé                                                                 | Osasco, SP Av. Presidente Kennedy, 2869 Vila São José - Osasco - SP                     | 17h45   | ± 3% dos telespectadores da Grande São Paulo (351 mil pessoas)                                                                                 |
| 9 de setembro de 2018                                                                               | Maria Lydia Flândoli                   | corrupção, segurança, educação, saúde e economia. | TV Gazeta, O Estado de S.Paulo, UOL e Jovem Pan                                 | São Paulo, SP Av. Paulista, 900 - Cerqueira César                                       | 23h00   | ± 1% dos telespectadores da Grande São Paulo (76 mil pessoas)                                                                                  |
| 20 de setembro de 2018                                                                              | Joyce Ribeiro                          | segurança pública, saúde, economia, sistema tributário, igualdade de gênero, demarcação de terras indígenas e combate à corrupção                                 | TV Aparecida e CNBB                                                             | Aparecida, SP Av. Getúlio Vargas, 185 - Centro - Aparecida - SP                         | 21h00   | ± 3% dos telespectadores da Grande São Paulo (304 mil pessoas)                                                                                 |
| 26 de setembro de 2018                                                                              | Carlos Nascimento                      | educação, segurança pública, aposentadoria,educação e saneamento básico                                                                                           | SBT, Folha de S.Paulo e UOL                                                     | Osasco, SP Rod. Anhanguera, km 18 - Avenida das Comunicações, 4 - Industrial Anhanguera | 17h45   | ± 1% dos telespectadores da Grande São Paulo (76 mil pessoas)                                                                                  |
| 30 de setembro de 2018                                                                              | Celso Freitas e Adriana Araújo         | Ataques a Jair Bolsonaro, Fernando Haddad, Governos PT. | RecordTV/Record News/Portal R7                                                  | São Paulo - SP Rua da Várzea, 240, Barra Funda                                          | 21h00   | ± 10% dos telespectadores da Grande Rio de Janeiro. ± 9% dos telespectadores da Grande São Paulo(570 mil domicílios)                           |
| 2 de outubro de 2018                                                                                | William Bonner                         | Legislação trabalhista, Administração pública, Tributos, Previdência social, Transporte público, Habitação, Saneamento básico, Saúde pública, Propriedade privada | Rede Globo/Portal G1                                                            | Rio de Janeiro, RJ Estúdios Globo Estrada dos Bandeirantes, 6700, Jacarepaguá           | 22h30   | ± 41% dos telespectadores na Grande Rio de Janeiro (1.560.000 domicílios) ± 39% dos telespectadores na Grande São Paulo (1.368.000 domicílios) |
| Cronologia dos debates televisionados nas eleições presidenciais no Brasil de 2018 - Segundo turno  |                                        | |                                                                                 |                                                                                         |         | |
| |                                        | Não houve debates devido ao estado de saúde do candidato Jair Bolsonaro.                                                                                          |                                                                                 |                                                                                         |         | |

### 2020: Debates com formato alterado devido àpandemia de coronavírus
Os debates municipais na TV em 2020 nas cidades do Rio de Janeiro e São Paulo foram marcados por temas polêmicos, embates acalorados entre os candidatos e um formato adaptado às restrições impostas pela pandemia de COVID-19. No debate municipal do Rio de Janeiro teve Eduardo Paes (DEM), Martha Rocha (PDT), Benedita da Silva (PT), Luiz Lima (PSL), Renata Souza (PSOL), Fred Luz (Novo) e Clarissa Garotinho (PROS) e com as temáticas da Saúde, educação, transporte público, segurança, e a crise econômica causada pela pandemia. Nos debates municipais paulistanos, participaram Bruno Covas (PSDB), Guilherme Boulos (PSOL), Celso Russomanno (Republicanos), Márcio França (PSB), Arthur do Val (Patriota), Andrea Matarazzo (PSD), Joice Hasselmann (PSL), Jilmar Tatto (PT), Orlando Silva (PCdoB), e Levy Fidelix (PRTB). Devido à pandemia, os debates foram realizados com protocolos de segurança, incluindo distanciamento social entre os candidatos e ausência de plateia. Houve vários momentos de tensão e troca de acusações, refletindo a polarização política do período.
Os debates municipais de 2020 nas emissoras de TV de Porto Alegre e Salvador foram importantes eventos na campanha eleitoral, proporcionando aos candidatos a oportunidade de apresentar suas propostas e discutir seus planos para as cidades. Os debates contaram com a participação dos principais candidatos, incluindo Sebastião Melo (MDB), Manuela D'Ávila (PCdoB), José Fortunati (PTB), entre outros. Houve confrontos diretos, especialmente entre Sebastião Melo e Manuela D'Ávila, os candidatos que se destacavam nas pesquisas. Questões sobre a gestão anterior da prefeitura e propostas para a recuperação econômica pós-pandemia foram temas centrais. Em Salvador, Bruno Reis, que apoiado pelo então prefeito ACM Neto e Major Denice, apoiada pelo governador Rui Costa, foram os principais protagonistas. Houve discussões acaloradas sobre a continuidade das políticas da gestão anterior e novas propostas para o desenvolvimento de Salvador.

### 2022
A temporada de debates nas eleições presidenciais brasileiras de 2022 foram realizadas de 28 de agosto até o dia 28 de outubro. Para a eleição presidencial de 2022, o Tribunal Superior Eleitoral aprovou seis debates televisivos, mas apenas três foram no ar em rede nacional de TV e em parceria com emissoras de rádio e portais de internet. A RedeTV!, em conjunto com o site O Antagonista e o portal Metrópoles e o Consórcio de Veículos de Imprensa, decidiram por cancelar a realização do encontro pelo fato de Lula (PT) e Bolsonaro (PL) não confirmarem presença. A TV Aparecida chegou a sugerir um pool de imprensa com as emissoras católicas, em parceria com a CNBB, porém, como Lula e Bolsonaro também não confirmaram presença, o debate foi cancelado. Algumas emissoras optaram por realizar um pool de imprensa, à exemplo das eleições de 1989, uma vez que houve temores de os dois principais postulantes ao cargo não participassem dos debates. Tal ideia foi sugerida por Lula antes das convenções nacionais, uma vez que o mesmo garantiu a presença em três debates se seguissem o modelo de pool.
No segundo turno, a RedeTV! suspendeu o debate previsto para o dia 17 de outubro após nenhum dos candidatos confirmarem presença. Já o pool de emissoras formado por SBT e CNN Brasil, havia marcado um debate para o dia 21, mas com a ausência de Lula, o mesmo foi substituído por uma sabatina com Jair Bolsonaro, fato este também sendo repetido pela RecordTV, mediante acordo entre as campanhas políticas nas três emissoras. Apenas a Rede Bandeirantes (em pool com a TV Cultura, outros veículos de comunicação do Grupo Bandeirantes e a CNN Brasil) e a TV Globo realizaram debates.

#### Primeiro turno

Presidenciáveis convidados no debate presidencial
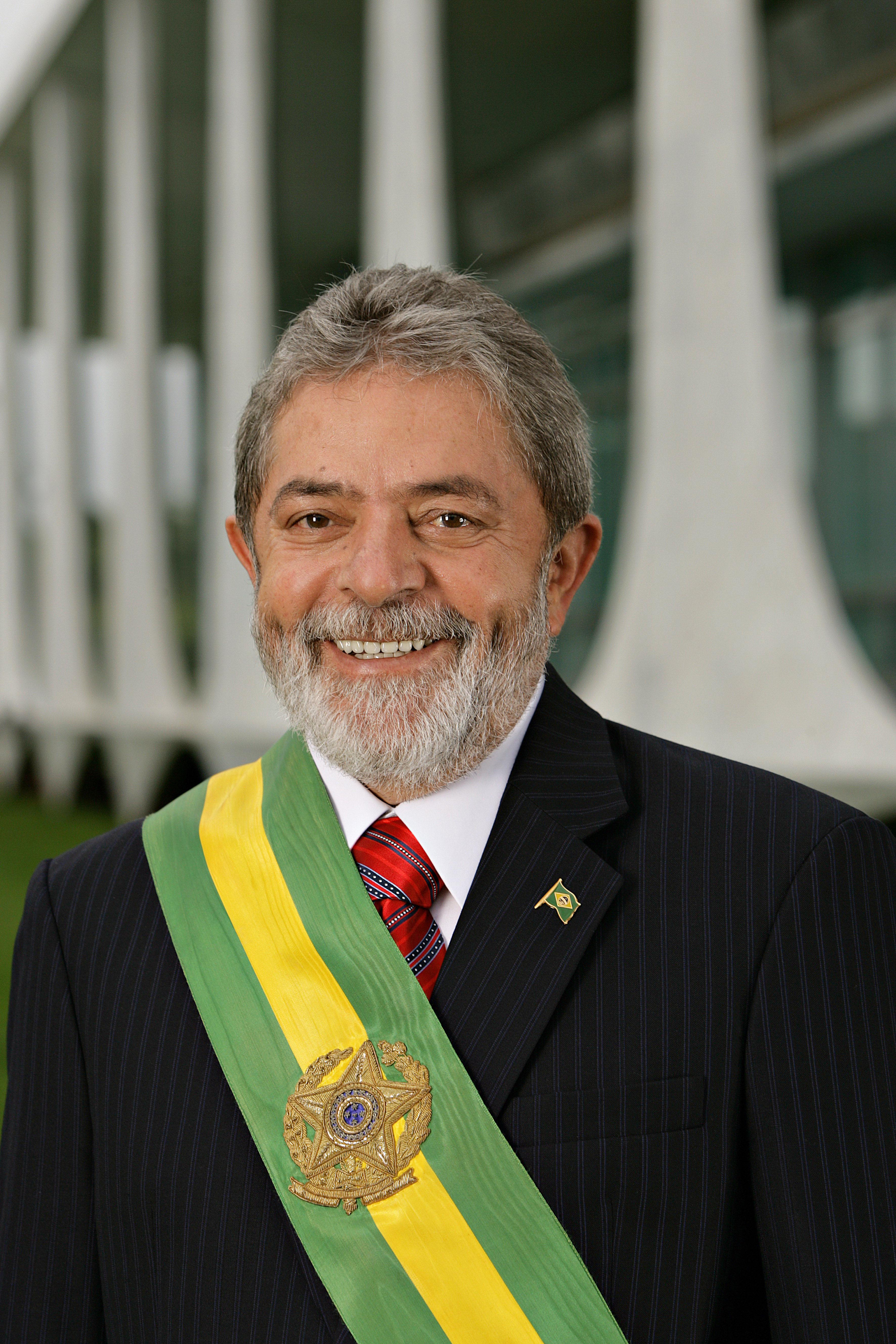
Luiz Inácio Lula da Silva foi presidente do Brasil entre os anos de 2003 e 2011.
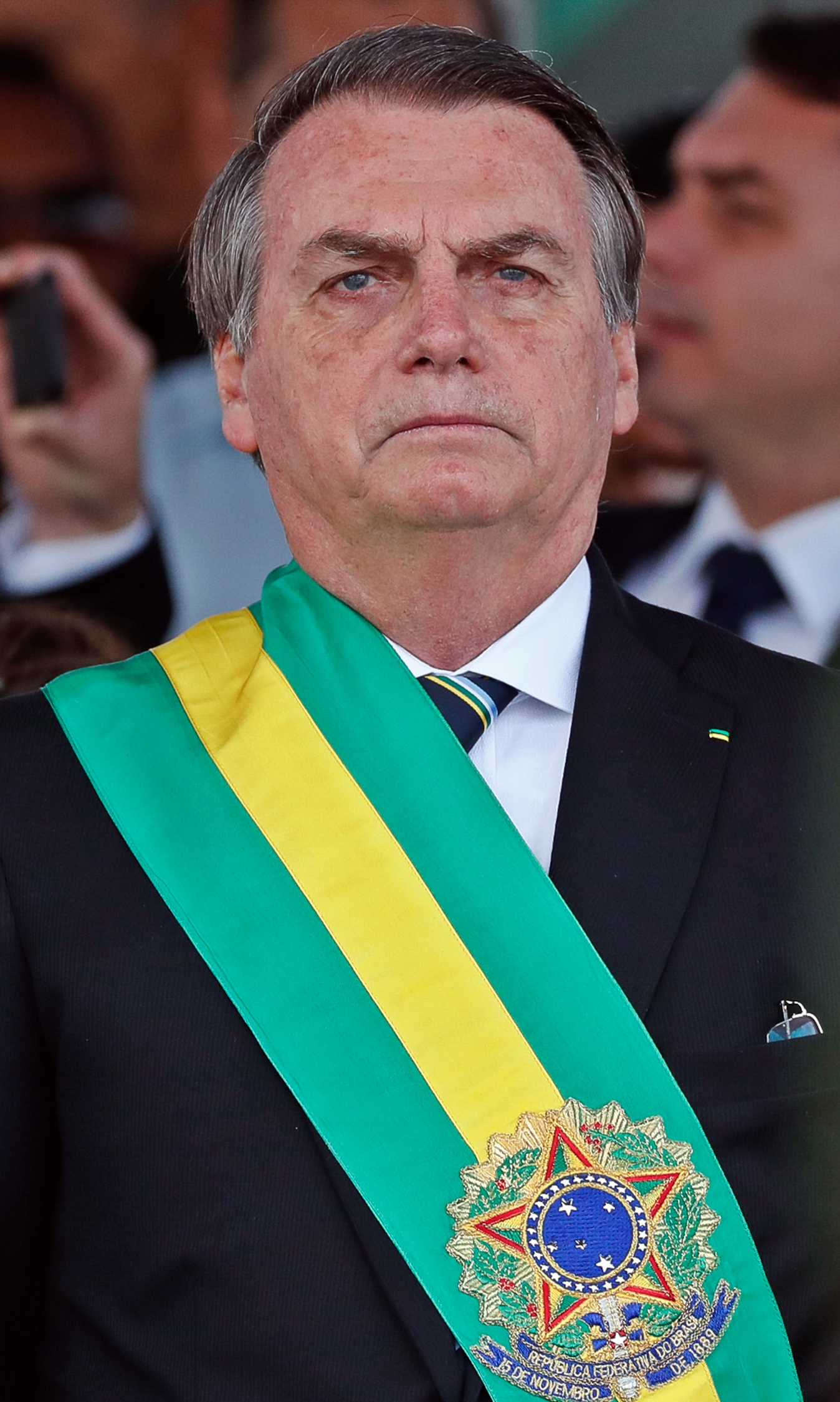
Jair Bolsonaro presidente do Brasil entre 2019 e 2022.
Ciro Gomes é ex-deputado estadual, ex-Prefeito de Fortaleza, ex-Governador do Ceará, ex-ministro da Fazenda do Governo Itamar Franco, ex-ministro da Integração Nacional e ex-deputado federal.
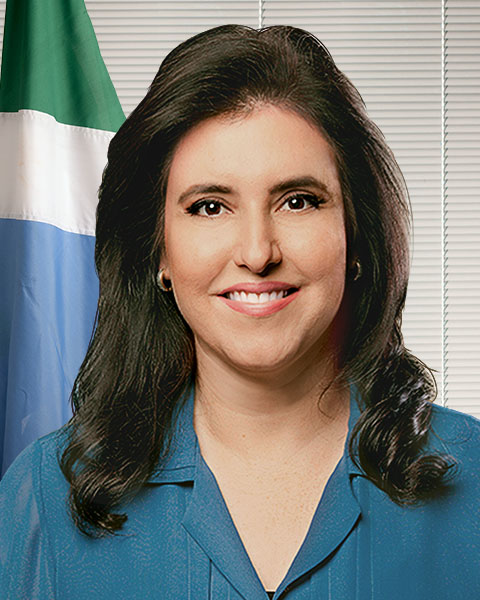
Simone Tebet é senadora pelo estado do Mato Grosso do Sul desde 2019.
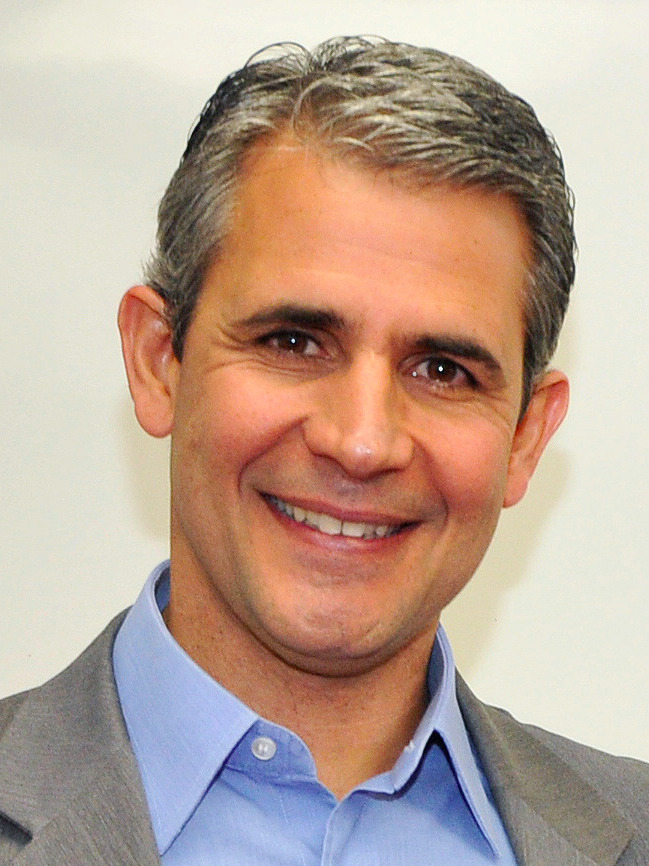
Luiz Felipe d'Avila é cientista político e autor de livros sobre história e política.
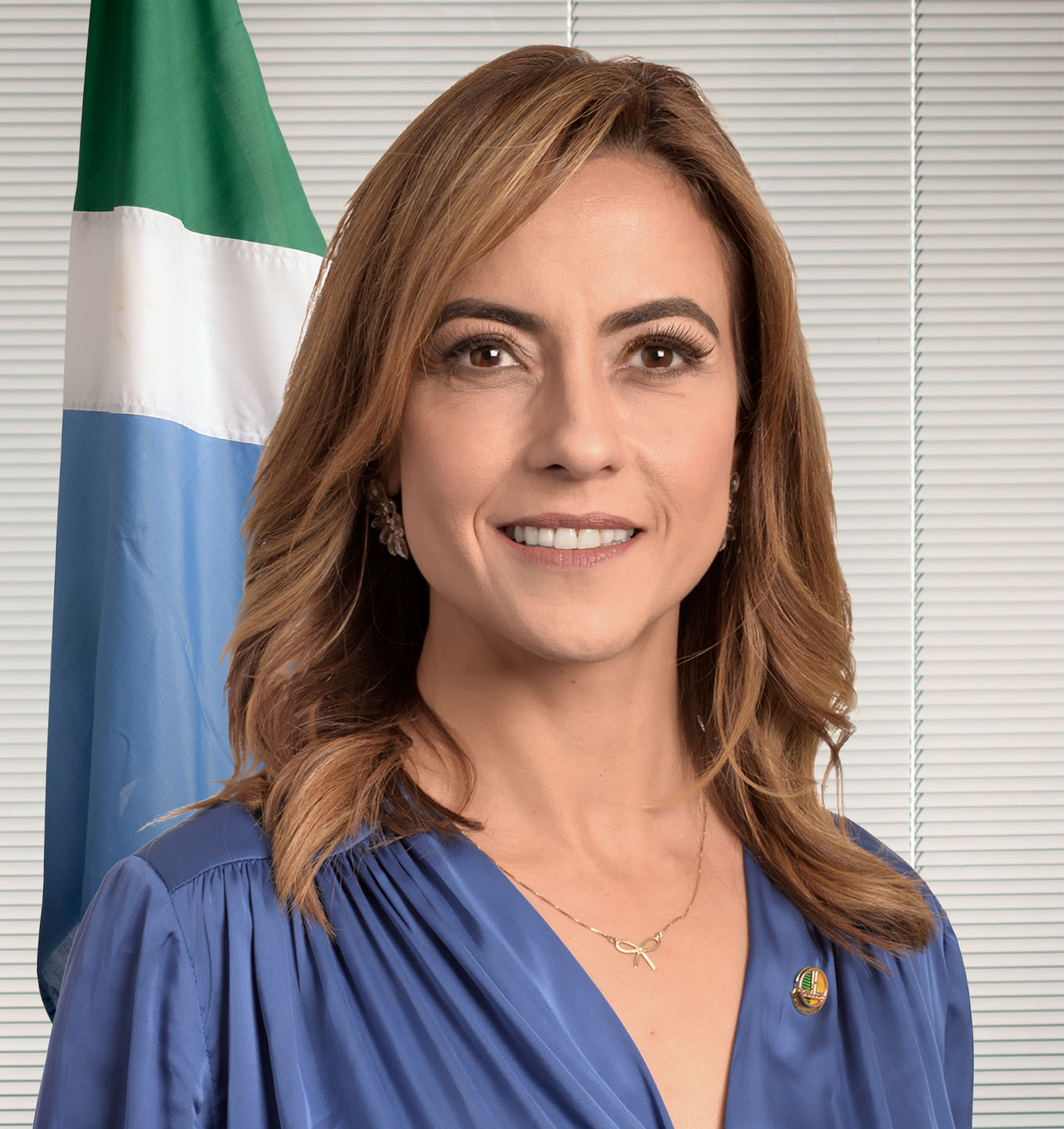
Soraya Thronicke é senadora pelo estado do Mato Grosso do Sul desde 2019.

#### Segundo turno

Presidenciáveis convidados no debate presidencial
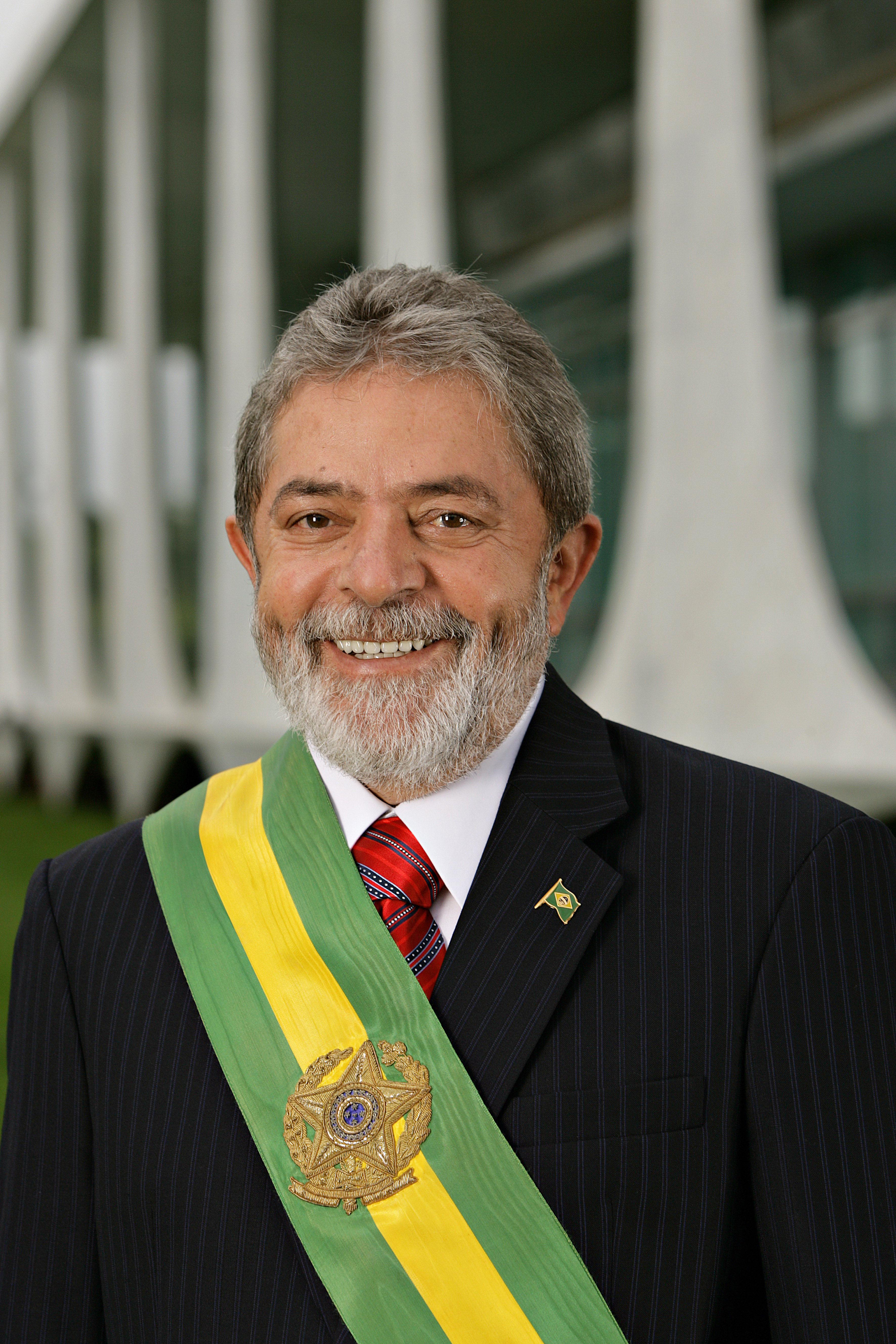
Luiz Inácio Lula da Silva foi presidente do Brasil entre os anos de 2003 e 2011.
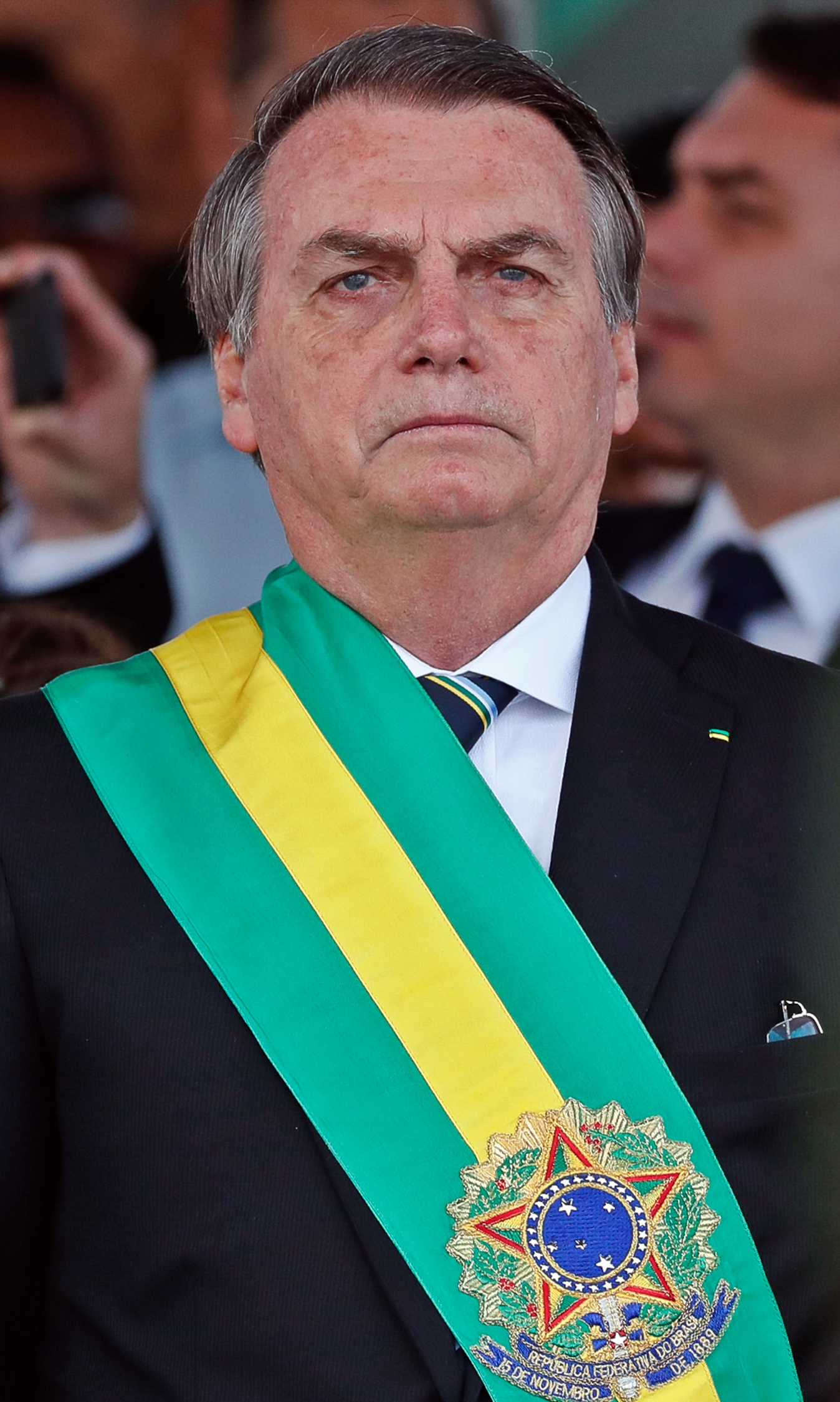
Jair Bolsonaro presidente do Brasil entre 2019 e 2022.

| Cronologia dos debates televisionados nas eleições presidenciais no Brasil de 2022 - Primeiro turno |                                                                                                | | |                                                                                         |         |                                                                          |
| Data do debate televisivo                                                                           | Mediadores                                                                                     | Temas que nortearam o debate | Hóspede do debate | Localização do estúdios                                                                 | Horário | Público estimado                                                         |
| 28 de agosto de 2022                                                                                | Adriana Araújo Eduardo Oinegue (1º e 2º bloco) Leão Serva Fabíola Cidral (3° e 4° bloco)       | inflação, educação, corrupção, pandemia de covid-19, meio ambiente e economia. | TV Bandeirantes, BandNews TV, AgroMais, Terraviva, TV Cultura, BandNews FM, Rádio Bandeirantes, Cultura FM, Rádio Cultura Brasil, portal Band.com.br, YouTube, Google, Folha de S.Paulo e UOL             | São Paulo, SP Rua dos Radiantes, 13, Morumbi                                            | 21h00   | ±17% dos telespectadores da Grande São Paulo (993 mil domicílios)        |
| 24 de setembro de 2022                                                                              | Carlos Nascimento                                                                              | corrupção, aborto, ausência de Luiz Inácio Lula da Silva, economia, fake news e críticas ao Governo Jair Bolsonaro.                                                                              | SBT, CNN Brasil, NovaBrasil FM, Eldorado FM, O Estado de S.Paulo, Veja e Terra | Osasco, SP Rod. Anhanguera, km 18 - Avenida das Comunicações, 4 - Industrial Anhanguera | 18h15   | ±6% dos telespectadores da Grande São Paulo (380 mil domicílios)         |
| 29 de setembro de 2022                                                                              | William Bonner                                                                                 | corrupção, pandemia de covid-19, campanhas de vacinação, educação, racismo, meio ambiente, cultura, cristianismo e privatização de estatais                                                      | TV Globo, GloboNews,Valor Econômico, Portal G1 | Rio de Janeiro, RJ Estúdios Globo Estrada dos Bandeirantes, 6700, Jacarepaguá           | 22h30   | ± 24% dos telespectadores da Grande São Paulo (1.844.250 mil domicílios) |
| Cronologia dos debates televisionados nas eleições presidenciais no Brasil de 2022 - Segundo turno  |                                                                                                | | |                                                                                         |         |                                                                          |
| Data do debate televisivo                                                                           | Mediadores                                                                                     | Temas que nortearam o debate | Hóspede do debate | Localização do estúdios                                                                 | Horário | Público estimado                                                         |
| 16 de outubro de 2022                                                                               | Adriana Araújo e Eduardo Oinegue (1.º e 2.º blocos) Leão Serva e Fabíola Cidral (último bloco) | orçamento governamental, transposição do Rio São Francisco, segurança pública, privatização da Petrobrás, preços dos combustíveis, educação, escândalo do orçamento secreto e mensalão           | TV Bandeirantes, BandNews TV, AgroMais, Terraviva, TV Cultura, CNN Brasil, BandNews FM, Rádio Bandeirantes, Cultura FM, Rádio Cultura Brasil, portal Band.com.br, YouTube, Google, Folha de S.Paulo e UOL | São Paulo, SP Rua dos Radiantes, 13, Morumbi                                            | 20h00   | ±9% dos telespectadores da Grande São Paulo (925 mil domicílios)         |
| 28 de outubro de 2022                                                                               | William Bonner                                                                                 | corrupção, política externa, combate à pobreza, respeito à constituição, pandemia de covid-19, armamento no Brasil, violência contra a mulher, geração de empregos, meio ambiente e desmatamento | TV Globo, GloboNews,Valor Econômico, Portal G1 | Rio de Janeiro, RJ Estúdios Globo Estrada dos Bandeirantes, 6700, Jacarepaguá           | 21h30   |                                                                          |

## Legislação eleitoral
Devido a várias controvérsias políticas provenientes de acusações de uma "suposta" manipulação da edição dos "melhores momentos" do debate eleitoral televisionado do segundo turno em 1989 entre Luiz Inácio Lula da Silva (PT) e Fernando Collor (PRN), pela TV Globo em telejornais e favorecimento de candidatos em campanhas eleitorais, foi redigido uma legislação para aumentar a segurança da sociedade no processo eleitoral brasileiro, inclusive tratando de assuntos no que tange debates, como o artigo de número 46 da Lei 9.504/97, que trata destes itens:
- Transmissão facultativa de debates por emissoras de rádio ou televisão, mas é assegurada a participação de candidatos com partidos com representação na Câmara dos Deputados, na época das convenções para escolha de candidatos,[121] sendo impossível exigir representação do partido que esteja vinculada no início da legislatura.[122]
- Debates em conjunto ou em grupos, com todos os candidatos ao cargo, em eleições majoritárias. Nas proporcionais, organizados de forma que candidatos (em número equivalente) de todos os partidos e coligações estejam presentes, podendo durar mais de um dia.
- Fazer parte de programação previamente estabelecida e com divulgação feita pela emissora, com a escolha do dia e da ordem das falas dos candidatos por sorteio ou por acordo entre partidos e coligações.
- Os debates poderão ser feitos mesmo com a falta de um candidato de um partido, desde que comprovado a convite ao mesmo com três dias de antecedência mínima.
- Nas eleições gerais de 2002, a regra do item acima é aplicada também mesmo se houver apenas dois candidatos, desde que comprovado que o debate não foi marcado unilateralmente ou com intenção de favorecer um deles.
- Proibido a presença de candidatos a eleições proporcionais em mais de um debate de uma mesma emissora.

Há de fato a discussão pela qual um debate com muitos candidatos diminuiria a qualidade ou até impossibilitaria a existência dele. Mas a Lei n. 9.504/97 (Lei das Eleições) assegurou que candidatos cujo partido possui representação na Câmara dos Deputados participem do debate eletrônico, assim como a igualdade no tempo de exposição de candidatos.
Mais recentemente, a Lei n. 12.034/2009 reformou a lei, permitindo que 2/3 dos candidatos que forem registrados podem celebrar acordo entre a pessoa jurídica interessada no evento (a emissora de televisão), permitindo debates com restrições, com a participação de alguns, mediante regras específicas.
A lei também permite a realização de debates com candidatos proporcionais no rádio, internet também, mas há de ser assegurado a participação de todos os partidos ou coligações que tenham candidatos registrados.

## Mediadores de debates presidenciais
Esta lista inclui jornalistas que mediaram debate presidencial desde 1989.
| Nome                 | Anos                                    |
| -------------------- | --------------------------------------- |
| William Bonner       | 6 (2002, 2006, 2010, 2014, 2018 e 2022) |
| Carlos Nascimento    | 4 (2010, 2014, 2018 e 2022)             |
| Celso Freitas        | 4 (2006, 2010, 2014 e 2018)             |
| Ricardo Boechat      | 4 (2006, 2010, 2014 e 2018)             |
| Adriana Araújo       | 3 (2014, 2018 e 2022)                   |
| Bóris Casoy          | 3 (1989, 2002 e 2018)                   |
| Maria Lydia Flândoli | 3 (2006, 2010 e 2018)                   |
| Márcia Peltier       | 2 (1994 e 2002)                         |
| Marília Gabriela     | 2 (1989 e 1994)                         |
| Alexandre Garcia     | 1 (1989)                                |
| Amanda Klein         | 1 (2018)                                |
| Ana Paula Padrão     | 1 (2006)                                |
| Carlos Chagas        | 1 (1994)                                |
| Eduardo Oinegue      | 1 (2022)                                |
| Eduardo Ribeiro      | 1 (2022)                                |
| Eliakim Araújo       | 1 (1989)                                |
| Fabíola Cidral       | 1 (2022)                                |
| Joyce Ribeiro        | 1 (2018)                                |
| Kennedy Alencar      | 1 (2010)                                |
| Leão Serva           | 1 (2022)                                |
| Mariana Godoy        | 1 (2018)                                |
| Rodolpho Gamberini   | 1 (2014)                                |

## Linha do tempo
| Pleitos                      | Número de debates com presidenciáveis | Número de debates com candidatos à vice-presidente |
| ---------------------------- | --- | --- |
| Eleição presidencial de 1989 | Houve uma série de 8 debates televisionados no primeiro turno (hospedados 5 deles na Rede Bandeirantes, 1 no SBT 1 na TV Gazeta e 1 na Rede Manchete), com vários candidatos: Leonel Brizola (PDT), Luiz Inácio Lula da Silva (PT), Paulo Maluf (PDS), Roberto Freire (PCB), Guilherme Afif Domingos (PL), Mário Covas (PSDB), Aureliano Chaves (PFL), Ronaldo Caiado (PSD), Ulysses Guimarães (PMDB) e Affonso Camargo Neto (PTB). O candidato Collor (PRN) optou por não debater no primeiro turno. Dois debates no segundo turno exibidos em pool de imprensa entre Lula (PT) e Collor (PRN). | Não houve debates |
| Eleição presidencial de 1994 | Houve dois debates: um na Bandeirantes, mediado por Marília Gabriela, onde compareceram os candidatos Fernando Henrique Cardoso (PSDB), Lula (PT), Enéas Carneiro (PRONA), Orestes Quércia (PMDB), Leonel Brizola (PDT), Espiridião Amin (PPR) e Almirante Fortuna (PSC) e outro debate na Manchete, mediados por Márcia Peltier e Carlos Chagas. | Não houve debates |
| Eleição presidencial de 1998 | O candidato Fernando Henrique Cardoso (PSDB) optou por não debater (Não houve debates). | Não houve debates |
| Eleição presidencial de 2002 | Uma série de três debates televisionados no primeiro turno (hospedados na Rede Bandeirantes, Rede Record e Rede Globo) entre os presidenciáveis Anthony Garotinho (PSB), Ciro Gomes (PPS), Luiz Inácio Lula da Silva (PT) e José Serra (PSDB). Um debate televisionado no segundo turno entre o candidato Lula da Silva (PT) e o candidato José Serra (PSDB) hospedado na Rede Globo. No segundo turno, o candidato Lula da Silva (PT) optou por não debater em duas oportunidades. | Patrocinado um debate entre candidatos à vice-presidência, hospedado na Rede Bandeirantes. Candidatos: José Antônio de Almeida (na época no PSB), Paulo Pereira da Silva (na época no PDT), José Alencar (antigo PL) e Rita Camata (na época no PMDB). |
| Eleição presidencial de 2006 | Uma série de três debates televisionados no primeiro turno (hospedados na Rede Bandeirantes, TV Gazeta e Rede Globo), entre os candidatos Geraldo Alckmin (PSDB), Cristovam Buarque (PDT), Heloísa Helena (PSOL), Luciano Bivar (PSL) - apenas no primeiro e José Maria Eymael (PSDC) - apenas no primeiro debate. O candidato Lula (PT) optou por não debater, no primeiro turno. No segundo turno, mais quatro debates televisionados(hospedados na Rede Bandeirantes, SBT, Rede Record e Rede Globo) entre os dois candidatos mais votados do primeiro turno, Lula da Silva (PT) e Geraldo Alckmin (PSDB). O candidato Lula da Silva alegou "problemas de agenda" e um dos debates na Rede Gazeta no segundo turno foi cancelado. | Não houve debates |
| Eleição presidencial de 2010 | Foram patrocinados seis debates na Rede Bandeirantes, TV Gazeta, RedeTV!, SBT Nordeste (debate eleitoral regional), Rede Record e Rede Globo no primeiro turno entre Dilma Rousseff (PT), José Serra (PSDB), Marina Silva (PV) e Plínio de Arruda Sampaio (PSOL). Mais quatro debates patrocinados entre os dois candidatos mais votados do primeiro turno: (PT) e (PSDB). Três debates patrocinados na TV Canção Nova, TV Gazeta/Estadão e SBT Nordeste tiveram a ausência da candidata Rousseff. Os três candidatos de frentes comunistas (Rui Pimenta, Ivan e Zé Maria) não foram a debates na TV devido à bancada zerada dos partidos, fazendo apenas um debate pela internet. | Foram patrocinados dois debates entre candidatos a vice-presidente, um parte do talk-show Canal Livre na Rede Bandeirantes e na Record News. |
| Eleição presidencial de 2014 | Houve uma série de 5 debates televisionados no primeiro turno (hospedados na Rede Bandeirantes, SBT, TV Aparecida, Rede Record e Rede Globo) entre Dilma Rousseff (PT), Aécio Neves (PSDB), Marina Silva (PSB), Eduardo Jorge (PV), Levy Fidelix (PRTB), Pastor Everaldo (PSC) e Luciana Genro (PSOL). Eymael (PSDC) só foi convidado ao debate promovido pela TV Aparecida. Mais quatro debates patrocinados entre os dois candidatos mais votados do primeiro turno: Rousseff (PT) e Neves (PSDB). Três debates patrocinados na RedeTV, TV Cultura, TV Gazeta/Estadão não aconteceram por divergência da candidata Dilma. Os três candidatos de frentes comunistas (Rui Pimenta, Mauro Iasi e Zé Maria) não foram convidados a debates na TV devido à bancada zerada dos partidos, fazendo apenas um debate pela internet. | Não houve debates |
| Eleição presidencial de 2018 | Houve uma série de 7 debates televisionados no primeiro turno (hospedados na Rede Bandeirantes, SBT, TV Aparecida, RedeTV!, TV Gazeta, RecordTV e Rede Globo) entre Geraldo Alckmin (PSDB), Marina Silva (REDE), Jair Bolsonaro (PSL), Henrique Meirelles (MDB), Ciro Gomes (PDT), Alvaro Dias (PODE), Cabo Daciolo (PATRI) e Guilherme Boulos (PSOL). Fernando Haddad (PT) só foi convidado a partir do debate promovido pela TV Aparecida. Pela primeira vez não houve debates patrocinados entre os dois candidatos mais votados do primeiro turno: Haddad (PT) e Bolsonaro (PSL). Os candidatos de frentes comunistas e democratas (Eymael, João Amoedo, Vera Lúcia e João Goulart Filho) não foram convidados a debates na TV devido à bancada zerada dos partidos. | Foram patrocinados dois debates entre candidatos a vice-presidente, um parte do talk-show Roda Viva na TV Cultura no qual participaram Ana Amélia (PP), candidata a vice de Geraldo Alckmin; Eduardo Jorge (PV), candidato a vice de Marina Silva; e Kátia Abreu (PDT), candidata vice de Ciro Gomes ,e pelo SBT na internet, no qual participaram além de Ana Amélia e Kátia Abreu, Manuela d’Ávila (PCdoB), candidata a vice de Fernando Haddad (PT). |
| Eleição presidencial de 2022 | Houve uma série de 3 debates no primeiro turno, sendo dois em pool de imprensa (Grupo Bandeirantes de Comunicação + Fundação Padre Anchieta + UOL + Folha de S.Paulo; SBT + CNN Brasil + NovaBrasil FM + Eldorado FM + O Estado de S. Paulo + Veja) e um realizado isoladamente (TV Globo) Foram convidados os candidatos que possuem o direito à cláusula de barreira, o que impossibilitou a presença de Léo Péricles (UP), Constituinte Eymael (DC), Sofia Manzano (PCB) e Vera (PSTU). Além disso, por cumprir prisão domiciliar, Roberto Jefferson (PTB) também não foi convidado e o próprio teve sua candidatura indeferida devido a condenação pelo escândalo do mensalão, ficando inelegível até 2023. O candidato Lula (PT) se ausentou do debate do SBT por compromissos de campanha. Padre Kelmon (PTB) só foi convidado a partir do debate promovido pelo SBT. No segundo turno, mais dois debates televisionados, sendo um em pool de imprensa (Grupo Bandeirantes de Comunicação + Fundação Padre Anchieta + UOL + CNN Brasil + Folha de S.Paulo) e um realizado isoladamente (TV Globo) entre os dois candidatos mais votados do primeiro turno, Lula da Silva (PT) e Jair Bolsonaro (PL). Como Lula se ausentou dos debates formados pelo pool SBT + CNN Brasil e da RecordTV, os mesmos foram transformados em uma sabatina com Jair Bolsonaro. | Não houve debates |